# Chiapa de Corzo
Chiapa de Corzo es una ciudad mexicana ubicada a la orilla del río Grijalva y cabecera del municipio homónimo, el Municipio de Chiapa de Corzo, en la Región I o Zona Metropolitana del estado de Chiapas, al sureste de México.
Fue fundada el 1 de marzo de 1528 como Villa Real de Chiapa por el conquistador castellano Diego de Mazariegos, lo que la convierte en la primera ciudad española del territorio que, más tarde, constituiría el estado de Chiapas.
Previo a la colonización española de América, fue uno de los principales asentamientos de la cultura zoque, hasta la llegada de los soctones o chiapanecas, quienes fundaron en el lugar su capital política, Napiniacá.
En la actualidad, es la quinta ciudad más poblada del estado de Chiapas, así como uno de sus principales destinos turísticos.

## Datos geográficos del municipio
La extensión territorial del municipio es de 906.7 km², lo que representa el 7.1 % del territorio de la región Centro y el 1.2 % de la superficie estatal.
El territorio del municipio está constituido por lomeríos que alternan con terrenos planos situados en los márgenes de los ríos Chiquito, Nandabure, Santo Domingo, Laja, Frío, Grande. El noroeste del municipio esta en la Depresión central de Chiapas, entre la Sierra madre de Chiapas, Los Altos de Chiapas y la Meseta de Suchiapa.

### Hidrografía
Los principales ríos con que cuenta el municipio son: el río Grande de Chiapa o Grijalva y su afluente Santo Domingo, así como el río Chiquito, Chorreadero, Majular, Nandaburé y Nandalumí.

### Clima
El clima es cálido subhúmedo con lluvias en verano, en la cabecera municipal la temperatura media anual es de 26 °C con una precipitación pluvial de 990 milímetros anuales.

### Flora
La vegetación es de selva baja y de bosque de encino-pino en el norte del municipio, y se compone de una gran variedad de especies, de las que destacan las siguientes: cepillo, cupapé, guaje, huisache y mezquite.

### Colindancias
| Noroeste: Osumacinta    | Norte: Soyaló    | Nordeste: Zinacantán, Ixtapa |
| Oeste: Tuxtla Gutiérrez |                  | Este: Acala                  |
| Suroeste: Suchiapa      | Sur: Villaflores | Sureste: Villa Corzo         |

### Fauna
La fauna del municipio está formada por una gran variedad de especies entre las que destacan las siguientes: cocodrilo de río, coral de cañutos, coralillo, nauyaca, tarántulas, tortugas, buitres, aves de rapiña, monos, heleoderma, iguana de roca, iguana de ribera, tlacuache y zorrillo.
Además posee sitios de importancia paleontológica como Cueva El Chorreadero, Piedra Ahorcada y Cahuare, donde se encuentran fósiles de moluscos, algas calcáreas y equinodermos entre otros.

## Economía

### Recursos naturales
Chiapa de Corzo posee una gran variedad de recursos naturales, desafortunadamente su explotación irracional ha devastado extensas áreas de bosques y selvas, provocando la pérdida de especies de flora y fauna silvestre. Ocupa una porción del parque nacional del Cañón del Sumidero.

### Industria
La ciudad de Chiapa de Corzo es sede de la fábrica de alimentos de Nestlé, de la fábrica de tripla, de láminas, de cartón, de cales y morteros de Chiapas, así como fábricas de ladrillos, empacadoras de frutas, granjas avícolas, porcinas y de ganado.

## Demografía
Cuenta con 55 931 habitantes lo que representa un incremento promedio de 2.2% anual en el período 2010-2020 sobre la base de los 45 077 habitantes registrados en el censo anterior. Ocupa una superficie de 16.26 km², lo que determina al año 2020 una densidad de 3439 hab/km².
| Gráfica de evolución demográfica de Chiapa de Corzo entre 2000 y 2020 |
|                                                                       |
| Fuente: Instituto Nacional de Estadística Geografía e Informática     |

29341376274507755931
En el año 2010 estaba clasificada como una localidad de grado medio de vulnerabilidad social.
La población de Chiapa de Corzo está mayoritariamente alfabetizada (5.5% de personas analfabetas al año 2020) con un grado de escolarización en torno de los 9.5 años. El 4.85% de la población es indígena.

## Educación
Chiapa de Corzo cuenta con pre-primarias, primarias, secundarias, telesecundarias, la Preparatoria Florinda Lazos, (CLP), un plantel del CONALEP y uno del COBACH, la Casa escuela de tradiciones; el centro cultural Exconvento de Santo Domingo de Guzmán, escuelas de enseñanza del idioma español para extranjeros; Centros culturales; una extensión del Instituto Tecnológico de Tuxtla Gutiérrez (ITTG), la Escuela de Arqueología de la Universidad de Ciencias y Artes de Chiapas (UNICACH) y la Escuela Superior de Trabajo Social Jesús Aquino Juan.

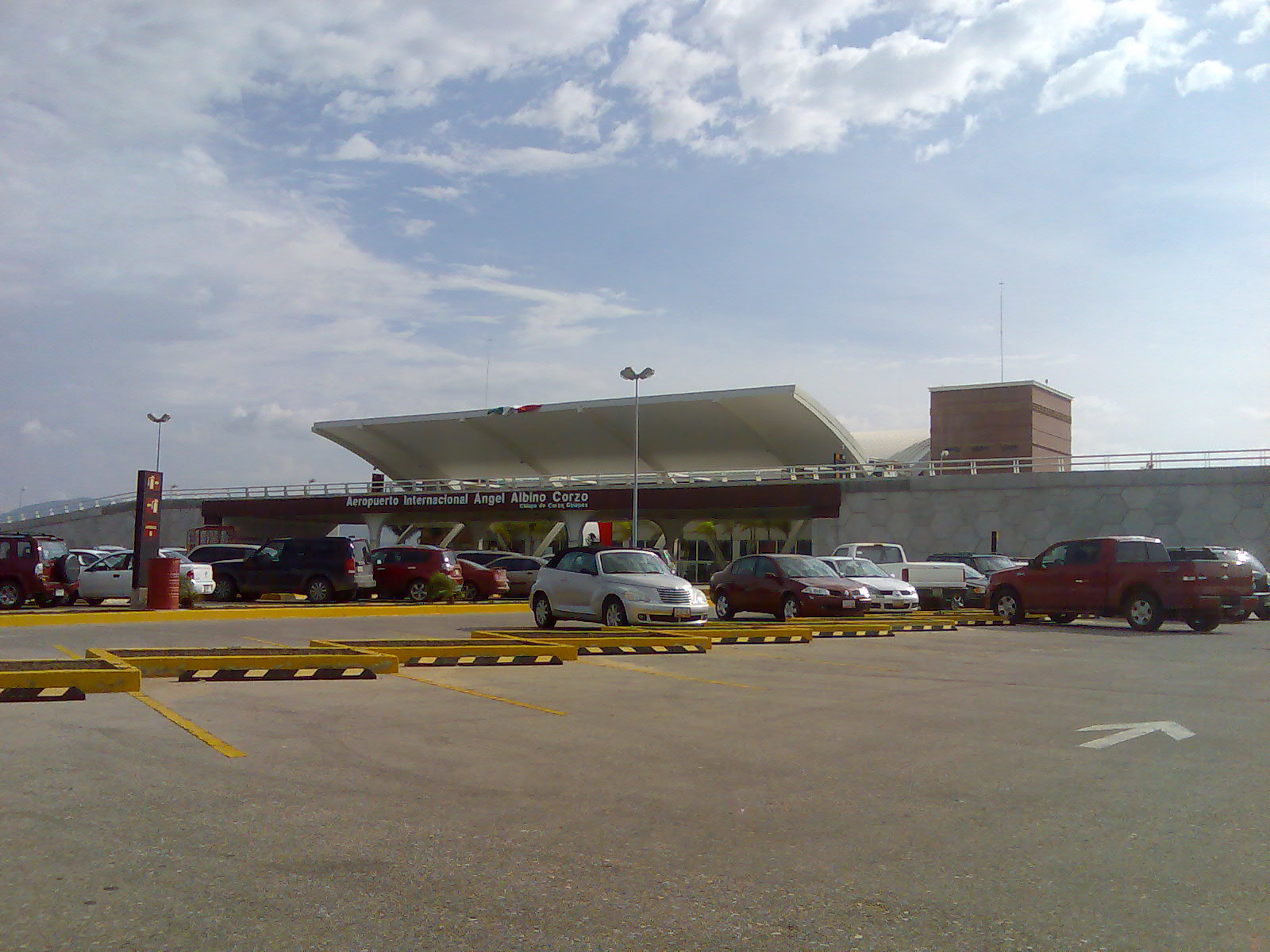
Aeropuerto Internacional de Tuxtla Gutiérrez en Chiapa de Corzo

## Vías de comunicación
La ciudad de Chiapa de Corzo está comunicada a Tuxtla Gutiérrez por el boulevard Chiapa de Corzo, a San Cristóbal de las Casas por la supercarretera, a los municipios de Acala, Suchiapa y Villaflores por carreteras estatales y por la carretera Panamericana.

Municipio de Chiapa de Corzo, Chiapas

El río Grijalva o río Grande de Chiapa, también sirve como vía de comunicación entre las localidades ribereñas, por lo que se cuenta con una capitanía de puerto en Chiapa de Corzo.
El municipio cuenta con el servicio del Aeropuerto Internacional de Tuxtla, el cual maneja el tráfico aéreo nacional e internacional de la ciudad de Tuxtla Gutiérrez y del centro del estado.

## Historia

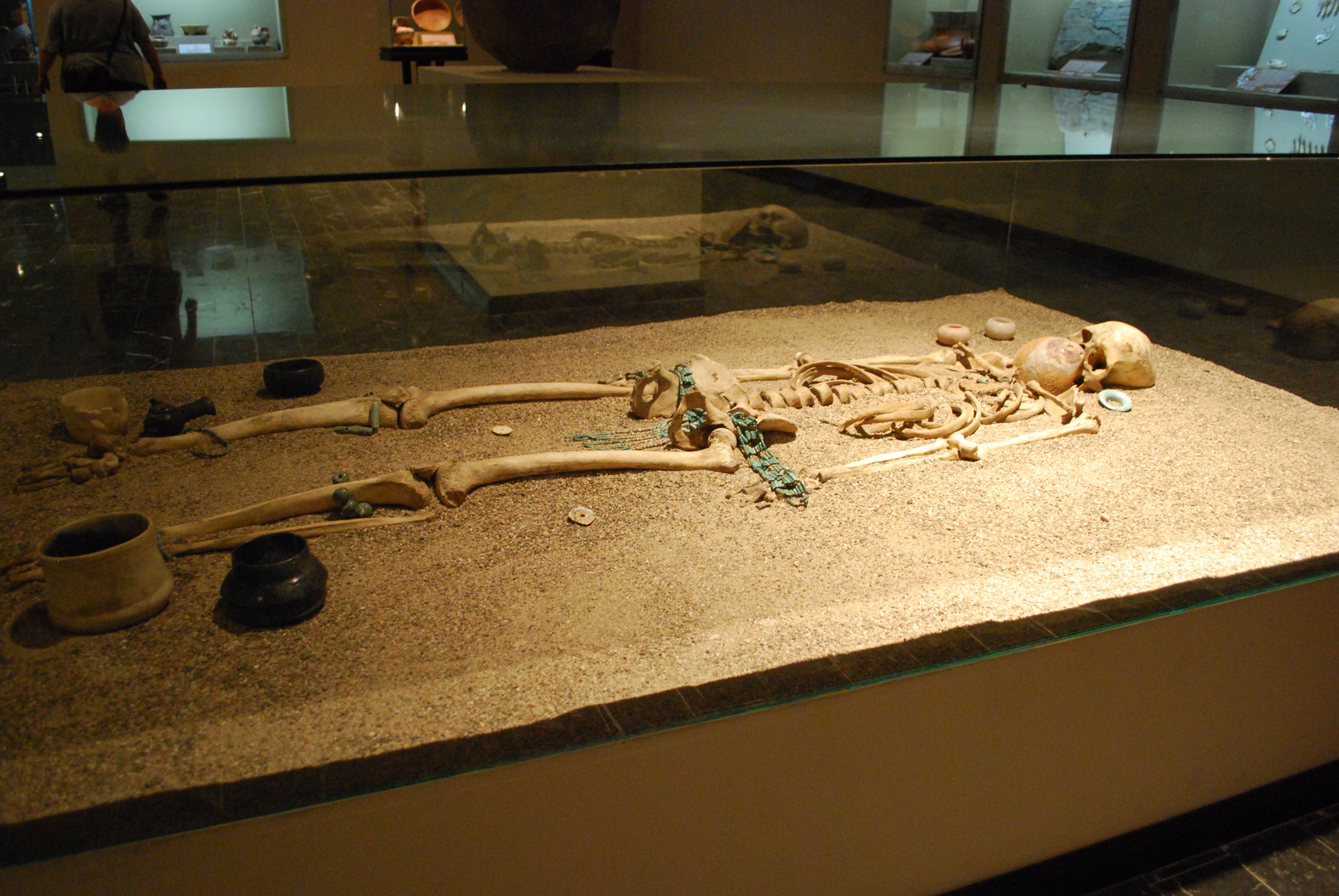
Entierro funerario encontrado en Chiapa de Corzo, actualmente en el Museo regional de Antropología e Historia. 2000 a. C.

Originalmente fue poblada por la etnia soctona, llamados por los aztecas como los chiapas. Su nombre en esa época era Soctón Nandalumí. A pesar de resistir durante siglos los intentos de conquista de pueblos mayas y aztecas, la etnia fue la única que no se rindió durante la conquista española, resistiendo varias expediciones armadas, hasta que durante las campañas de Pedro de Alvarado sucumbió y fue casi exterminada.
Destacan pasajes épicos de la resistencia del mini-feudo soctón, dotados incluso de misticismo con el paso del tiempo. Según la creencia popular de la región, el líder de la resistencia, Sanguieme, aún sigue vivo a través del árbol de ceiba que se encuentra en el parque central de Chiapa de Corzo, mismo en el que fue ahorcado.
Durante la colonia, Chiapa de Corzo fue la capital indígena de la provincia de Chiapas, por lo que era llamada Chiapa de los Indios, contrastando con la "Chiapa de los españoles", la actual San Cristóbal de las Casas, poblada casi en su totalidad por criollos y algunos indios.
Siendo Chiapa de Corzo una de las primeras ciudades fundadas de México, al ser la primera ciudad fundada en Chiapas netamente por los españoles el 1 de marzo de 1528, sólo detrás de Comitán; fundada por el Capitán Diego de Mazariegos, la dejó solo para algunos indígenas que los acompañaban y los indios chiapanecas que sobrevivieron, posteriormente la mayoría de los conquistadores españoles y algunos indios tlaxcaltecas y mexicanos se trasladaron al valle de Jovel en busca de un mejores condiciones sanitarias y clima, solo se quedan en Chiapa de Corzo unos pocos españoles y frailes dominicos que venían con ellos para evangelizar a los indios.
Actualmente existe una gran mezcla de arquitectura en esta ciudad, destacando de la localidad el embarcadero al Cañón del Sumidero, las ruinas del ex convento de Santo Domingo, la isla de Cahuaré, la enorme campana de la iglesia de Santo Domingo y la fuente-corona, único ejemplo de arquitectura mudéjar en el estado (siglo XVI). Chiapa de Corzo cuenta con tradiciones internacionalmente reconocidas, tales como Los Parachicos y Las Chiapanecas de la Feria de Enero, las chuntas. Su gastronomía tradicional incluye la pepita con tasajo, puerco con arroz, cochito horneado, chipilín con bolitas, tasajo, los tamales de yerbasanta, de cambray, compuesto, de bola y de chipilín; dulces como el nuegado, bolonas, cazueleja de elote, frutas curtidas en licor de mistela, y bebidas como el pozol, el tazcalate, atol agrio. Así como la hermosa vista y recorrido del Cañón del Sumidero (base del escudo del estado).
Su población, de acuerdo con el conteo nacional del año 2010, es de 87 603 habitantes (INEGI), por lo que forma parte de la Zona Económica Metropolitana del Estado de Chiapas.
La ciudad destaca por la arquitectura y la música, además del folklor.

### Origen del nombre
El nombre de Chiapa deriva del náhuatl "Tepetlchiapan", que significa "agua debajo del cerro". Por otro lado, Chiapa de Corzo es la ciudad de origen de Ángel Albino Corzo, general declarado Benemérito del Sureste y personaje a quien en su honor lleva el apellido "de Corzo".

### Cronología de hechos históricos
- 1350 llegó la tribu de guerreros los chiapanecas, procedentes posiblemente del oriente de Costa Rica o Nicaragua, quienes se establecieron en el lugar que hoy ocupa el centro arqueológico de Chiapa de Corzo, que se volvió la capital de sus territorios conquistados.[10]
- 1486 comenzaron los intentos sin éxito de los aztecas de someter a los chiapas, y ellos nombran Teochiapan al pueblo de Socton Nandalumi y Chiapas a la etnia soctona.[11]
- 1524 Llegó en la expedición de Luis Marín, Bernal Díaz del Castillo tratando de someter a los indios chiapanecas.
- 1528 El 1 de marzo, Diego de Mazariegos, después de vencer a los chiapas, fundó Chiapa de Corzo con el nombre de Villa Real de Chiapa.[12]
- 1531 El encomendero Baltazar Guerra aumentó el tributo, por lo que algunos chiapas se escondieron en el cañón del Sumidero.[11]
- 1534 Memorable batalla del Tepetchía.[11] Bernal Díaz del Castillo asegura que al no poder vencer los chiapas a su enemigo invasor, prefirieron morir arrojándose del peñón de Tepetchía en lo alto del Cañón del Sumidero.[13]
- 1552 Pasó a depender directamente de la Corona y por lo tanto cambió su denominación a Chiapa de la Real Corona.
- 1545 Llegó fray Francisco Ximénez a la entonces Chiapa de la Real Corona.[14]
- 1554 Fray Pedro de Barrientos, de origen portugués, construyó el templo de Templo de Santo Domingo de Guzmán.
- 1562 Construyó la Pila o La corona fray Rodrigo de León, de origen andaluz.
- 1576 Se termina la fundición de la campana grande.
- 1577 Se establece la inquisición, se propone a fray Lope de Montoya para comisario del Santo Oficio.[15]
- 1624 El espía inglés fray Tomás Gage llega a la entonces Chiapa de la Real Corona.
- 1693 Ejecución pública en Chiapa de 21 indios rebeldes.
- 1711 Visita de doña María de Angulo a Chiapa de Corzo, para curar a su hijo.[16]
- 1740 Se nombra alguacil mayor del Santo Oficio en Chiapa a Don Gabriel Joseph Chacón de la Peña.
- 1821 Chiapa de Corzo se une al movimiento independentista, iniciando en Comitán.
- 1833 El pueblo de Chiapa es elevado a villa por Joaquín Miguel Gutiérrez, gobernador del Estado.
- 1849 El 31 de marzo, fue declarada capital de Departamento y cabecera del Partido.
- 1851 Fernando Nicolás Maldonado decreta el rango de ciudad a la Villa de Chiapa.
- 1863, 21 de octubre, Batalla de Chiapa de Corzo entre imperialistas y liberales.
- 1881 Miguel Utrilla promulgó el decreto que agregó el apellido de don Ángel Albino Corzo.
- 1883 El 13 de noviembre, se dividió el estado en 12 departamentos, siendo este cabecera.
- 1911 El Ejército Nacional y los voluntarios hijos de Tuxtla fracasan en su intento de tomar por la fuerza al pueblo de Chiapa.
- 1915 Surge un brote de viruelas negras, que hizo una gran mortandad en Chiapa.
- 1916 Se enfrentan en la ciudad de Chiapa de Corzo fuerzas mapachistas y carrancistas.
- 1918 Chiapa se ve afectada por la peste de influenza.
- 1935 Se incorporan las Fincas La Escalera y su anexo San Antonio de Chiapa a Tuxtla.
- 1975 Por la construcción de la presa La Angostura, se suscitaron fuertes sismos.
- 1976 Se inaugura la planta productora de moscas.
- 1979 Se inauguró la planta de Nestlé, en Chiapa de Corzo.
- 1983 Para efectos del sistema de planeación, se clasifica al municipio en la reg. I Centro.
- 1990 Entra en operación la XECHZ en la frecuencia de 1560 kilohertz (Radio Lagarto).
- 1993 La pochota es declarada como el primer árbol histórico del estado de Chiapas.
- 1994 El 7 de enero se establece toque de queda ante una posible toma de la ciudad por el Ejército Zapatista de Liberación Nacional.
- 1997 El gobierno del estado reprime las protestas populares en Chiapa de Corzo, por la construcción del Cereso el Amate.
- 1999 Se construyó la supercarretera Chiapa de Corzo-San Cristóbal.
- 2000 Mediante decreto, se declara una zona de monumentos históricos a la ciudad de Chiapa de Corzo.
- 2001 Por primera vez, lo oposición gana la presidencia municipal.
- 2006 Se inaugura el Aeropuerto Internacional Ángel Albino Corzo.
- 2009 Se establece la Escuela de Arqueología de la Universidad de Ciencias y Artes de Chiapas.
- 2010 Inicia operaciones la Capitanía de Puerto en Chiapa de Corzo.
- 2010 Se inauguró la planta Coffee Mate de Nestlé, en Chiapa de Corzo.
- 2012 Se inaugura la extensión del Instituto Tecnológico de Tuxtla Gutiérrez.
- 2016 El congreso del estado de Chiapas declara el Año de Don Ángel Albino Corzo.[17]
- 27 de mayo de 2016. La población, apoyando a las protestas del magisterio, expulsa a elementos de la Policía Federal Preventiva que se hospedaban acuartelados en los hoteles de la ciudad.[18]
- 7 de agosto de 2017. Previo a su visita, el presidente de México, Enrique Peña Nieto, es declarado Persona Non Grata por la población, impidiéndole realizar la inauguración de la reconstrucción del Templo de San Sebastián.[19]
- 2017 Durante el sismo del 7 de septiembre, Chiapa de Corzo sufre daños mayores en su patrimonio histórico, como La Pila y Las Iglesias de El Calvario, San Jacinto, San Sebastián, Santo Domingo y su exconvento.[20]

### Batalla del 21 de octubre de 1863

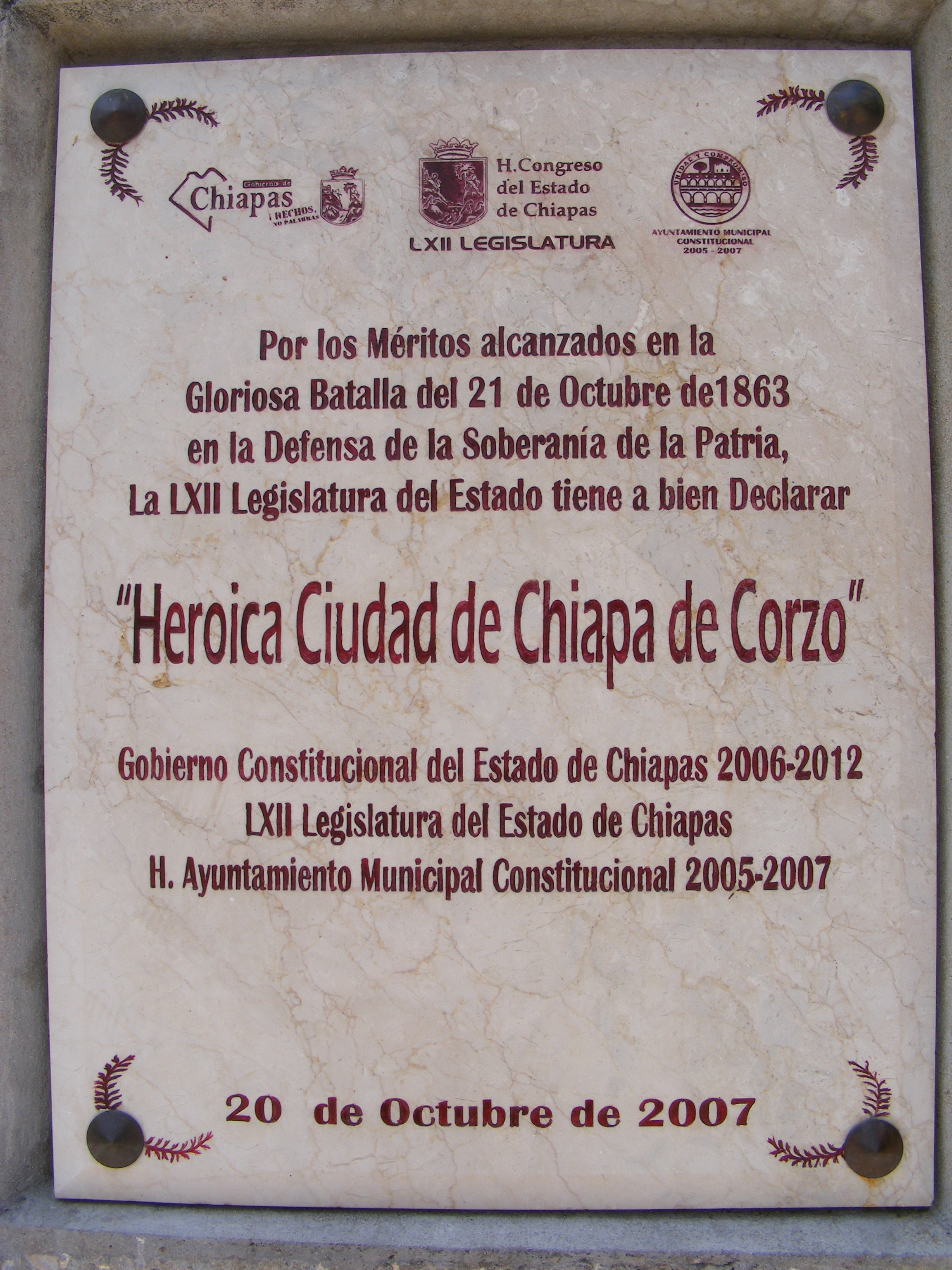
Placa declaratoria de Ciudad Heroica.

Otra fecha memorable es el 21 de octubre de 1863 cuando miles de faroles salen a recorrer las calles de Chiapa de Corzo para recordar aquel suceso histórico que ocurrió en 1863, cuando Ángel Albino Corzo, junto con el pueblo de Chiapa de Corzo defendieron heroicamente a esta ciudad, contra las fuerzas conservadoras del Segundo Imperio Mexicano. Es por esta Acción que en el año de 2008, se proclamó la consigna que declara a esa ciudad como "la Heroica Chiapa de Corzo", debido al gran apoyo de la gente que luchó por la soberanía nacional.
El 21 de octubre de 1863 es una fecha de gran importancia en la historia de Chiapas. ya que se tiene una firme relación con los acontecimientos de la historia nacional. Siendo Ángel Albino Corzo el más representativo baluarte del liberalismo y las leyes de Reforma en el estado y el sureste de México.
Así como La batalla del 21 de octubre, en Chiapa de Corzo ocurrieron acontecimientos históricos como el caso de Don Juan Atonal, la creación de San Antón el nuevo, la visita de Doña María de Angulo, la defensa de 1911, la resistencia heroica de los Chiapas, la quema de los santos, la ejecución de Enrique Verdis, la caída del puente viejo, los temblores, la batalla de 1916, la defensa contra los Mapachistas, la fundación de los barrios tradicionales.

### Hombres y mujeres ilustres

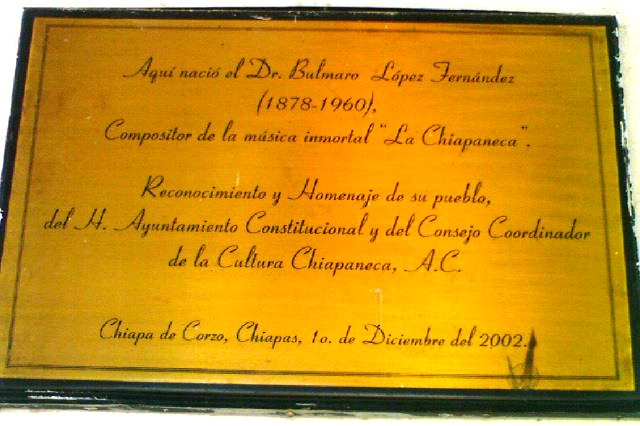
Placa conmemorativa del nacimiento del compositor Bulmaro López.

- Sanguiemé (fl. 1528-...). Fue un guerrero chiapaneca que encabezó junto con otros guerreros la resistencia contra la conquista española, fue quemado en La Pochota.[22]
- Salvador Urbina (1801-1878). Político, militar, liberal y patriota. Fue comandante militar (1863 y 1866) y jefe político (1864) del Departamento de Chiapa. Como comandante de la plaza de Chiapa, participa activamente en la famosa batalla del 21 de octubre de 1863.
- Fray Víctor María Flores (1809-1848). Pedagogo. Nació en Chiapa de Corzo. Realizó estudios de medicina y literatura; catedrático de filosofía y teología. Prior del Convento de Santo Domingo de Guzmán. Se interesó por la educación de la niñez, en 1840 publicó el método doméstico y experimentado para enseñar a leer y a escribir en 62 lecciones.
- Ángel Albino Corzo Castillejos (1816-1875). Tesorero General de Rentas del Estado. Diputado del Congreso Local y varias veces Gobernador del Estado. En 1848 combatió y derrotó a los conservadores Escudero y Barberena. En el estado de Oaxaca y Tabasco, luchó en defensa de la Constitución de 1857; combatió a los elementos que sostenían el Plan de Tacubaya (1858); creó la primera escuela indígena en la entidad. Defensor de las Leyes de Reforma en el sureste.
- Nepomucena Velázquez (Tía Chena). Las hermanas Urbina Fernández: Mercedes, Guillermina y Nemesia. Las hermanas Molina: Bartola, Severa y Juana (Tía Juancha Molina) (1863), que participaron activamente en la logística de la batalla del 21 de octubre de 1863, como espías, enfermeras, correo, cocineras, soldaderas y mensajeras.
- Conrado Coutiño Godoy (1842??-??) Músico, escribano, musicólogo aficionado, recopilador de música tradicional que presentó un registro musical de danzas populares, compuesto por 35 partituras, transcritas de acuerdo a su grafía original.
- Ángel Pola Moreno (1861-1948). Periodista distinguido. Inició sus actividades periodísticas en El Socialista, donde realizó fecunda labor en pro de la liberación de los indígenas, especialmente de los de Chiapas. Se le considera como el iniciador de la entrevista como género periodístico.
- José Emilio Grajales Moguel (1872-1915). Poeta, ganador del premio del certamen del Himno a Chiapas, como autor de la letra del mismo.
- Bulmaro López Fernández (1878-1960). Maderista. Médico, abogado, científico, músico y revolucionario. Fue médico militar, pionero en México de la Electro-Radiología. Combatió del lado Maderista en Morelos y Quintana Roo. Autor de la melodía de Las Chiapanecas, la partitura original de la composición musical esta en poder de su viuda la Sra. Juana María Vargas.
- Victórico Grajales Reinosa (1885-1941). Nació en Chiapa de Corzo. Durante su mandato como Gobernador Constitucional del Estado se creó la carretera Arriaga-Tuxtla Gutiérrez-Chiapa de Corzo, y se fundó la Escuela Normal Rural. Creó el Departamento de Cultura y Protección Indígena y expidió una ley de panteones.
- Angel Mario Corzo Gutiérrez (1890-1948). Catedrático y escritor. Rector de la UNICACH y creador de su lema. Fundador de la Escuela Normal del Estado. Sus libros de historia y geografía fueron aprobados como textos oficiales por la SEP en el estado.
- Amador Coutiño de Coss (1896-1966). Gobernador Interino en dos ocasiones, presidente municipal, procurador, jurisconsulto y filántropo, creó el Depto. de Conciliación y Arbitraje, fundó el Depto. de Acción Proletaria y Previsión Social, el Depto. de Educación Pública y en San Cristóbal de Las Casas el internado para indígenas.
- Florinda Lazos León (1898-?). Ingresó al Centro Antirreeleccionista de México. Con motivo de la usurpación huertista se incorporó a las fuerzas zapatistas de la división del general Ángel Barrios; ahí sirvió como correo y enfermera del Ejército Libertador del Sur con el general Prudencio. Fue una gran promotora de la educación.
- Abelardo de la Torre Grajales (1913-1976). Fue un político y líder sindical mexicano, secretario general de la Federación de Sindicatos de Trabajadores al Servicio del Estado (FSTSE), ocupó además los cargos de oficial mayor y subsecretario de la Secretaría del Patrimonio Nacional y jefe de Servicios Generales del Instituto Mexicano del Seguro Social.
- Franco Lázaro Gómez (1925-1949) Grabador que plasmó tradiciones, leyendas y actividades de la vida cotidiana, la muerte y personajes de su pueblo natal. murió trágicamente durante una expedición artística-científica, en el caudal del río Lacanjá en la Selva Lacandona de Chiapas.
- Mario Aguilar Penagos (1926-2018). Investigador en material nuclear de la Fundación Ford; encargado de los Laboratorios de Energía Nuclear de la Comisión Federal de Electricidad; encargado de la Dirección de Materiales Nucleares del Instituto de Energía Nuclear de la Ciudad de México; miembro de la Comisión del Espacio Exterior de la Secretaría de Comunicaciones y Transportes y miembro fundador del Instituto Tecnológico de Tuxtla Gutiérrez. Obtuvo el Premio Chiapas en Ciencias.
- Zeferino Nandayapa Ralda (1931-2010). Músico y compositor, que llevó la marimba como solista a los máximos recintos nacionales. Acreedor de galardones como el Premio Nacional de Arte Popular y el Premio Chiapas.
- Roberto Albores Guillén (1943- ). Gobernador y político. Aunque nacido en Comitán de Domínguez, fue declarado hijo adoptivo y predilecto de Chiapa de Corzo en sesión solemne de cabildo en 1999. Como agradecimiento y reconocimiento del pueblo de Chiapa por la cancelación de la construcción en Chiapa de Corzo del CERESO El Amate.
- Carlos Rommel Beutelspacher Baigts (1945- ). Biólogo e investigador, miembro de la Sociedad Mexicana de Etnobiología y Fundador de la Sociedad Mexicana de Lepidopterología. Ha publicado y expuesto más de 45 estudios de carácter científico en congresos, revistas y reuniones científicas.
- Tomas Aquino Gómez. Músico arreglista, que ha llevado sus conocimientos de marimba a diferentes países para su enseñanza, fue integrante de la marimba de los hermanos Aquino (Los Cuachi), una de las primeras en Chiapa de Corzo.
- Juan Antonio Villanueva Hernández. (1978- ). Profesor Investigador, Ha publicado y asesorado más de 70 tesis de investigación científica.

## Cultura

### Centro histórico de Chiapa de Corzo
El primer elemento del patrimonio cultural de Chiapa de Corzo es su trazo, mezclando el patrón de asentamiento prehispánico de los indios chiapas con el renacentista traído por la Orden de Santo Domingo. En donde la Piedra Ahorcada, La Pila y la Iglesia Grande forman un eje que se interseca con el otro eje formado por la Iglesia del Calvario y la ceiba de la Iglesia de San Jacinto, quedando la Pochota en el centro donde se intersecan ambos ejes. Asimismo otro eje que sirvió de línea auxiliar para la triangulación fue la ceiba ubicada en un taller mecánico y la del actual cementerio. A partir de esta configuración geométrica se generó la plaza mayor donde se ubicaron los elementos urbanos; los más sobresalientes son: la fuente colonial estilo mudéjar, conocida localmente como La Pila o la Corona; la Piedra Ahorcada; el Templo de Santo Domingo de Guzmán de arquitectura mudéjar construido en 1554; el exconvento de los frailes dominicos del siglo XVI; las ruinas del templo de San Sebastián del siglo XVII, de arquitectura mudéjar; la Iglesia del Calvario de arquitectura neogótica del siglo XVII; la Iglesia de San Jacinto del siglo XVI; los Portales del siglo XVIII; la presidencia municipal de arquitectura neoclásica del siglo XVIII; la Iglesia de San Gregorio de arquitectura neoclásica del siglo XVIII; las iglesias de Santa Cruz; San Pedro, Acapetahua de arquitectura local del siglo XIX; el antiguo Cine Lux de arquitectura autóctona de principios del siglo XX, los barrios tradicionales y la zona arqueológica a un costado de la ciudad.
Las construcciones principales están pintadas de color blanco y rojo, que son los colores representativos de Chiapa de Corzo.

#### Las ruinas del Templo de San Sebastián
Las ruinas del Templo de San Sebastián, están ubicadas en la Ciudad Colonial de Chiapa de Corzo, sobre el cerro de San Gregorio. es un construcción del siglo XVII cuya existencia denota la importancia económica y demográfica de la ciudad en la época colonial. Fue destruido por un fuerte sismo a finales del siglo XIX. El templo posee una arquitectura mudéjar, tiene una planta de tres naves separadas por arquerías, puertas y una ventana de influencias Moriscas. Quedan en pie su ábside y su fachada que se inscribe en la modalidad de fachada-retablo con nichos entre las pilastras. Fue un fuerte en la Batalla de Chiapa de Corzo. Anualmente recibe las peregrinaciones de la Virgen de Guadalupe el día 12 de diciembre.

#### Fuente colonial (La Pila)
Ubicada en parque principal de la ciudad de Chiapa de Corzo. La Pila o la Corona no es solamente columnas que se repiten el número ocho. Construida en la mejor tradición mudéjar, reúne en una gran armonía arquitectónica, elementos del arte andaluz, una cúpula de inspiración renacentista y elementos autóctonos, su construcción es atribuida al fraile andaluz Rodrigo de León.

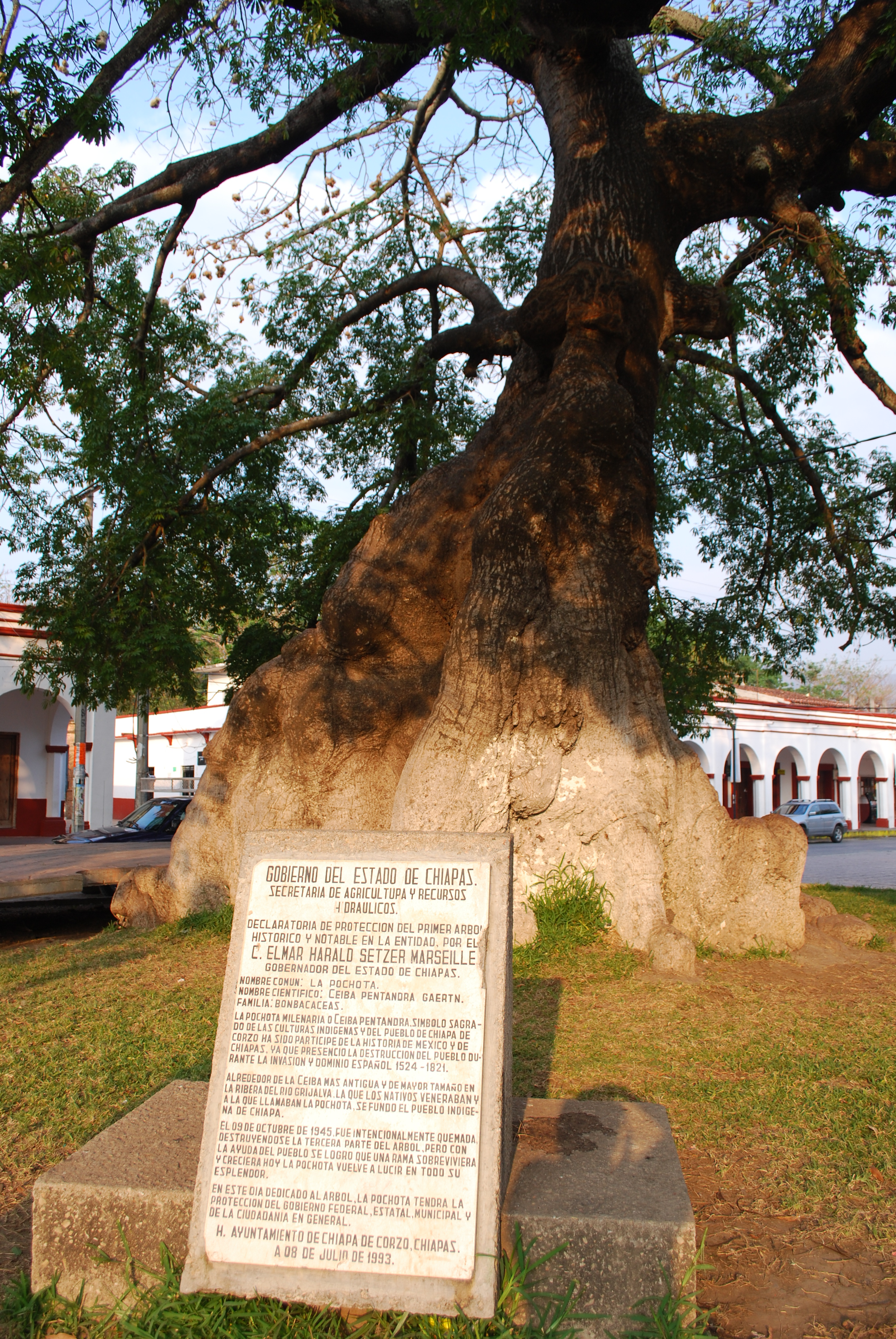
Árbol histórico La Pochota en el Centro de Chiapa de Corzo

#### El exconvento dominico
El exconvento de Santo Domingo es un conjunto religioso fue edificado durante la segunda mitad del siglo XVI y su ampliación del siglo XVII, se atribuye la dirección de su construcción a los frailes dominicos Pedro de Barrientos y Juan Alonso.

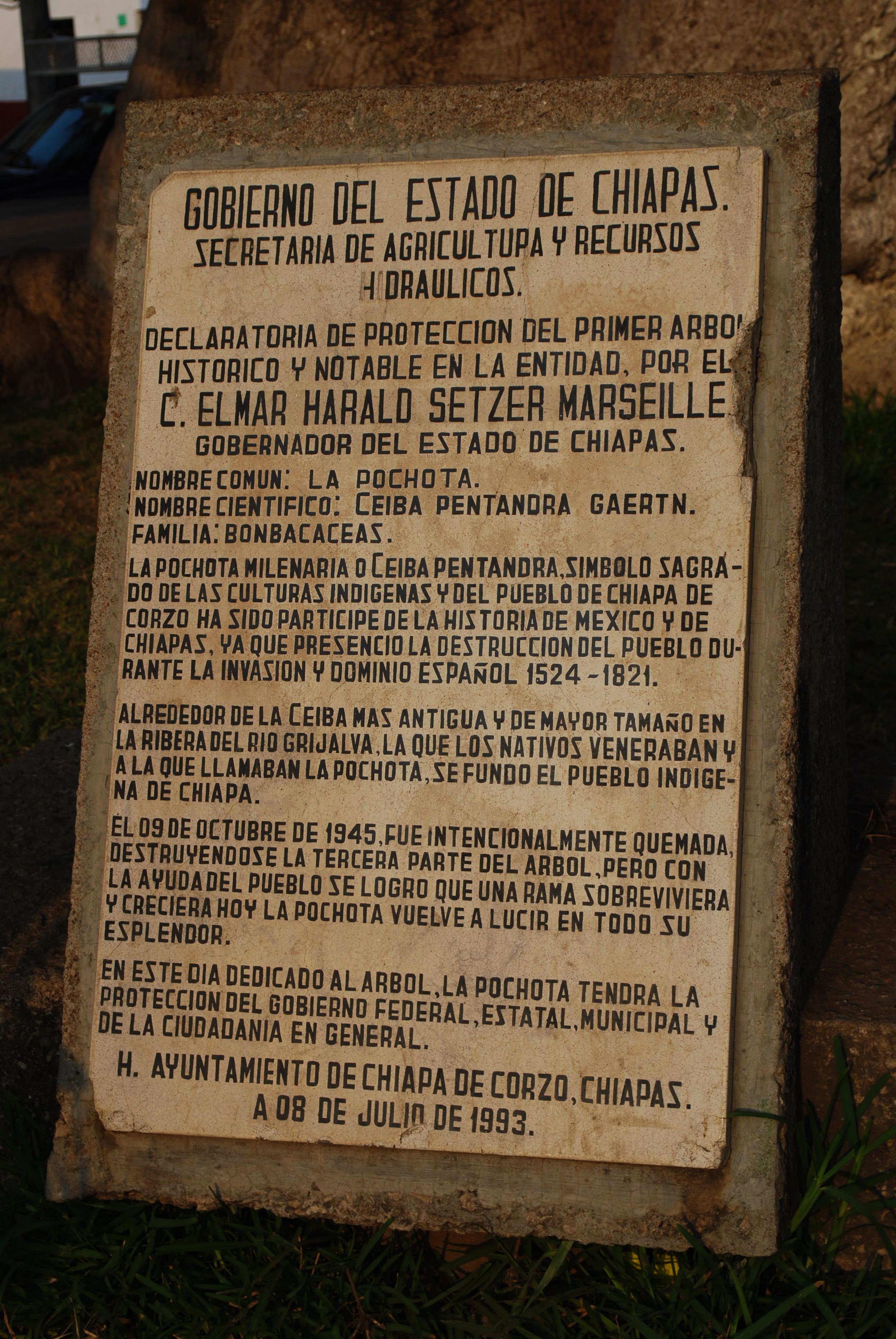
Título de árbol histórico a la Pochota de Chiapa de Corzo

#### La iglesia de Santo Domingo
La Iglesia de Santo Domingo es el ejemplo mejor preservado de la arquitectura religiosa chiapaneca del siglo XVI, y su planta de tres naves, artesonado, cúpulas nervadas sobre el crucero y el presbiterio, la relacionan con el modelo de las iglesias mudéjares de la región sevillana de España.

#### Iglesia del Calvario
La Iglesia del Calvario es una iglesia del siglos XVII, de arquitectura neogótica, resaltan sus relieves de la Virgen y el descenso de la Cruz, ubicados en la puerta principal, el púlpito del siglo XVII. Esta construcción se encuentra sobre una pequeña colina y fue un fuerte en la Batalla de 21 de octubre de 1963.

#### Iglesia de San Gregorio
La Iglesia de San Gregorio es una construcción del siglos XVII, de arquitectura neoclásica, ubicada en el cerro del mismo nombre. Fue declarada en la batalla de 21 de octubre de 1863, por el coronel Salvador Urbina "Fuerte Independencia".
Hoy, esta parte de la ciudad se constituye como un mirador que ofrece al visitante la mejor vista de la ciudad de Chiapa de Corzo, desde allí puede apreciarse la plaza central y el río grande en todo su esplendor.

#### Barrios tradicionales
- San Jacinto
- San Antonio Abad
- El Changuti
- San Pedro
- San Vicente o Juchitán
- Santo Tomas
- Santa Elena
- Polvos de oro o Benito Juaréz (Barrio Burro)
- San Miguel
- San Gregorio

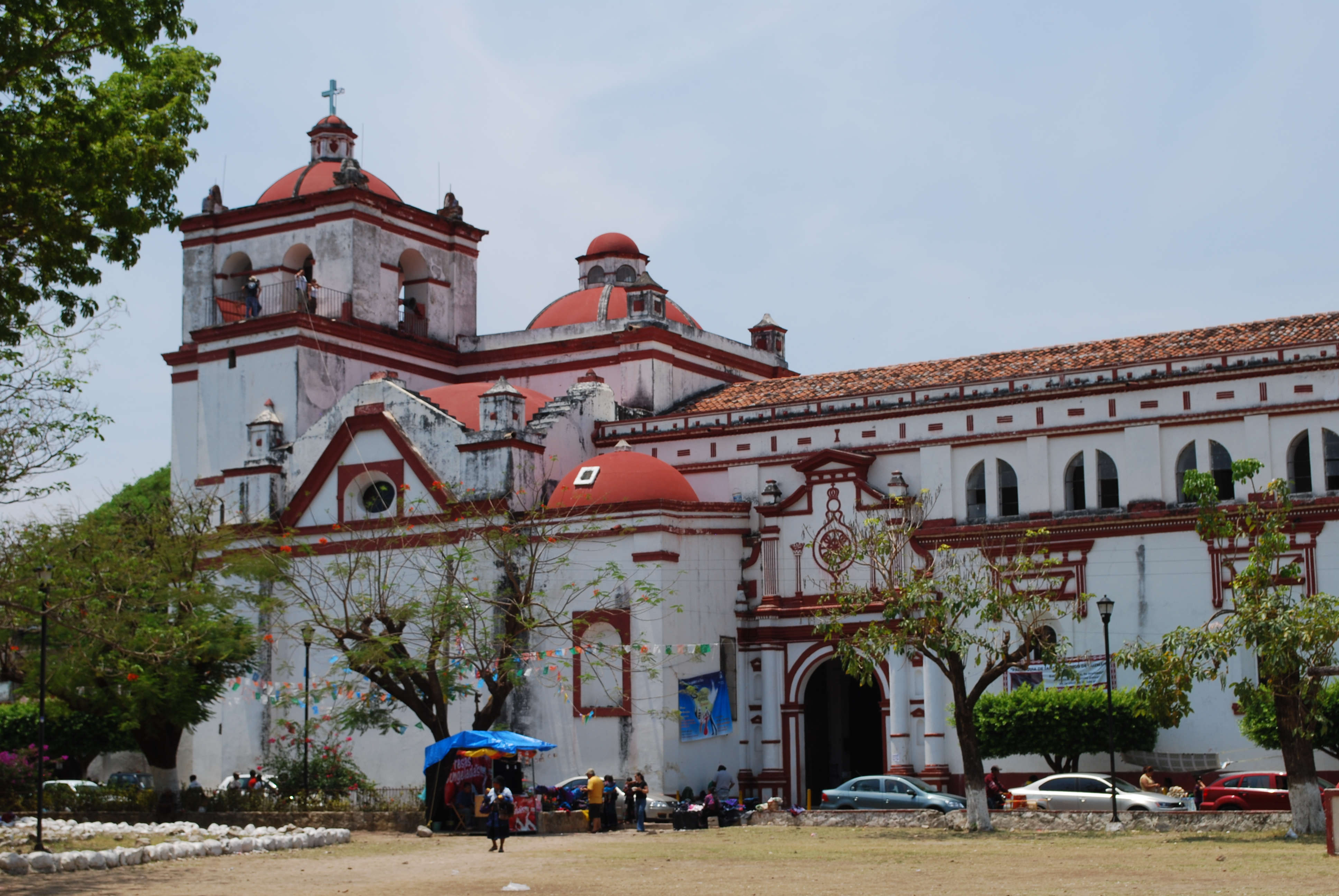
Vista del Iglesia de Santo Domingo de Guzmán. S. XVI.
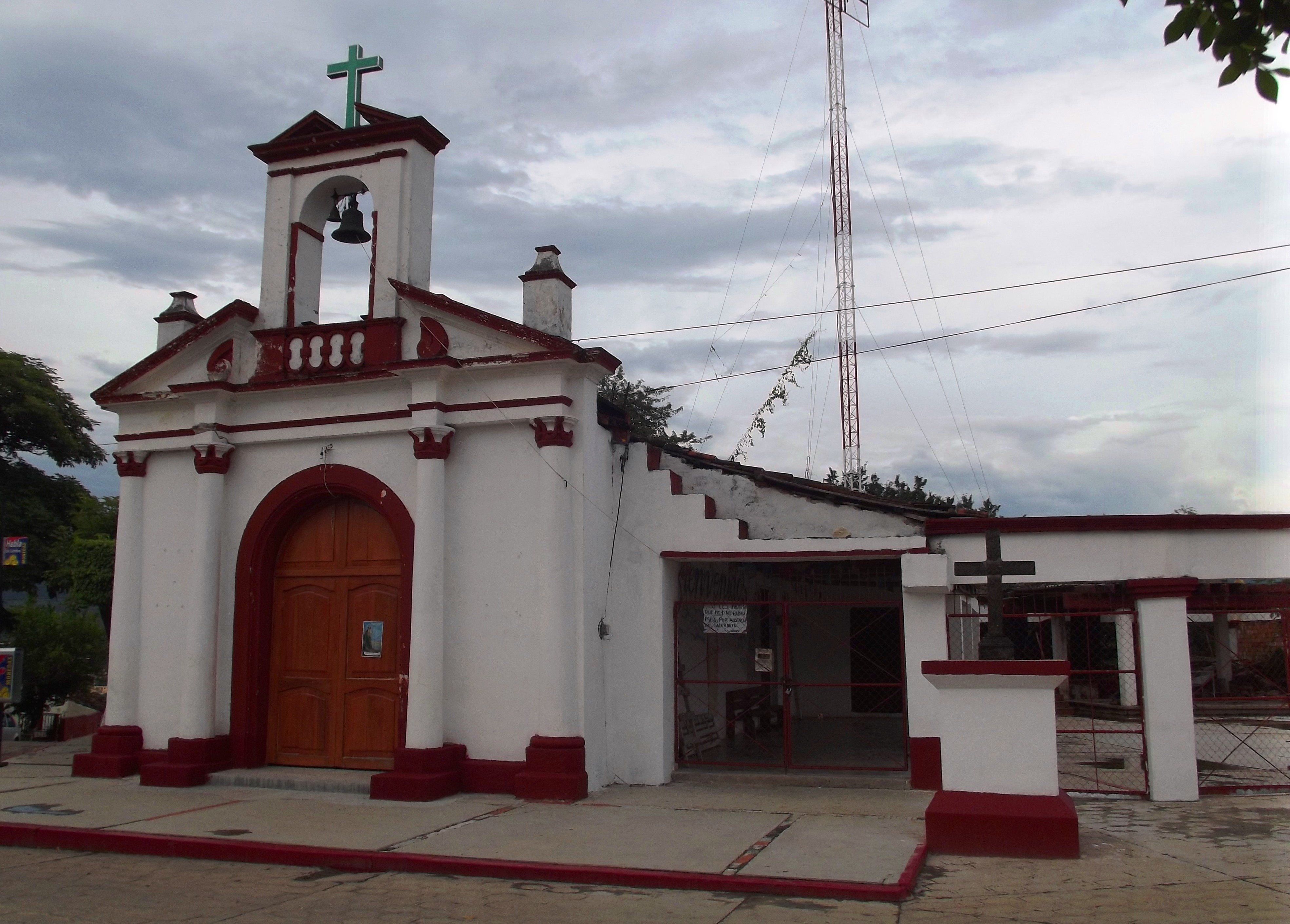
Templo de San Gregorio S. XVIII.
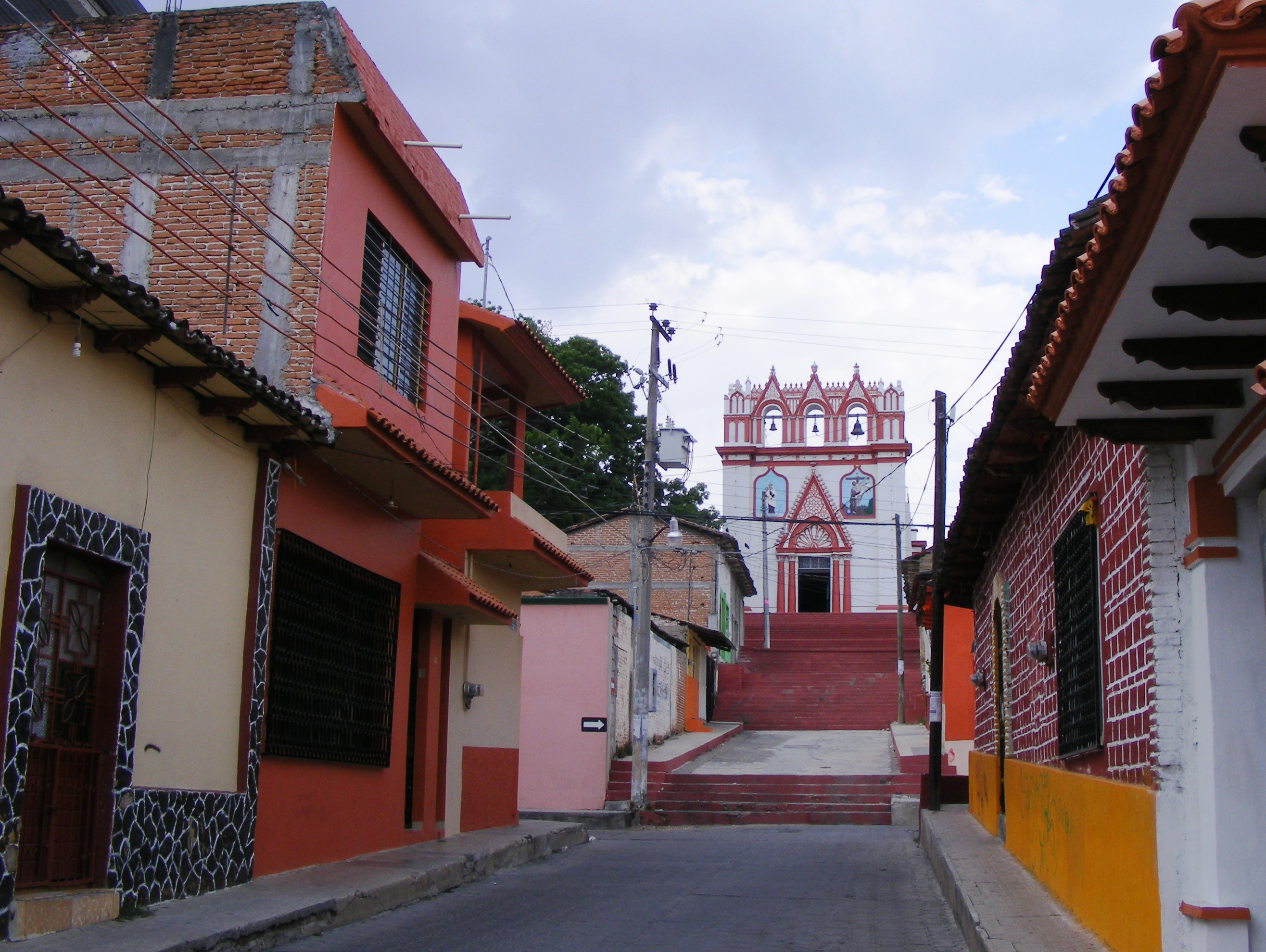
Iglesia del Calvario. S. XVII.
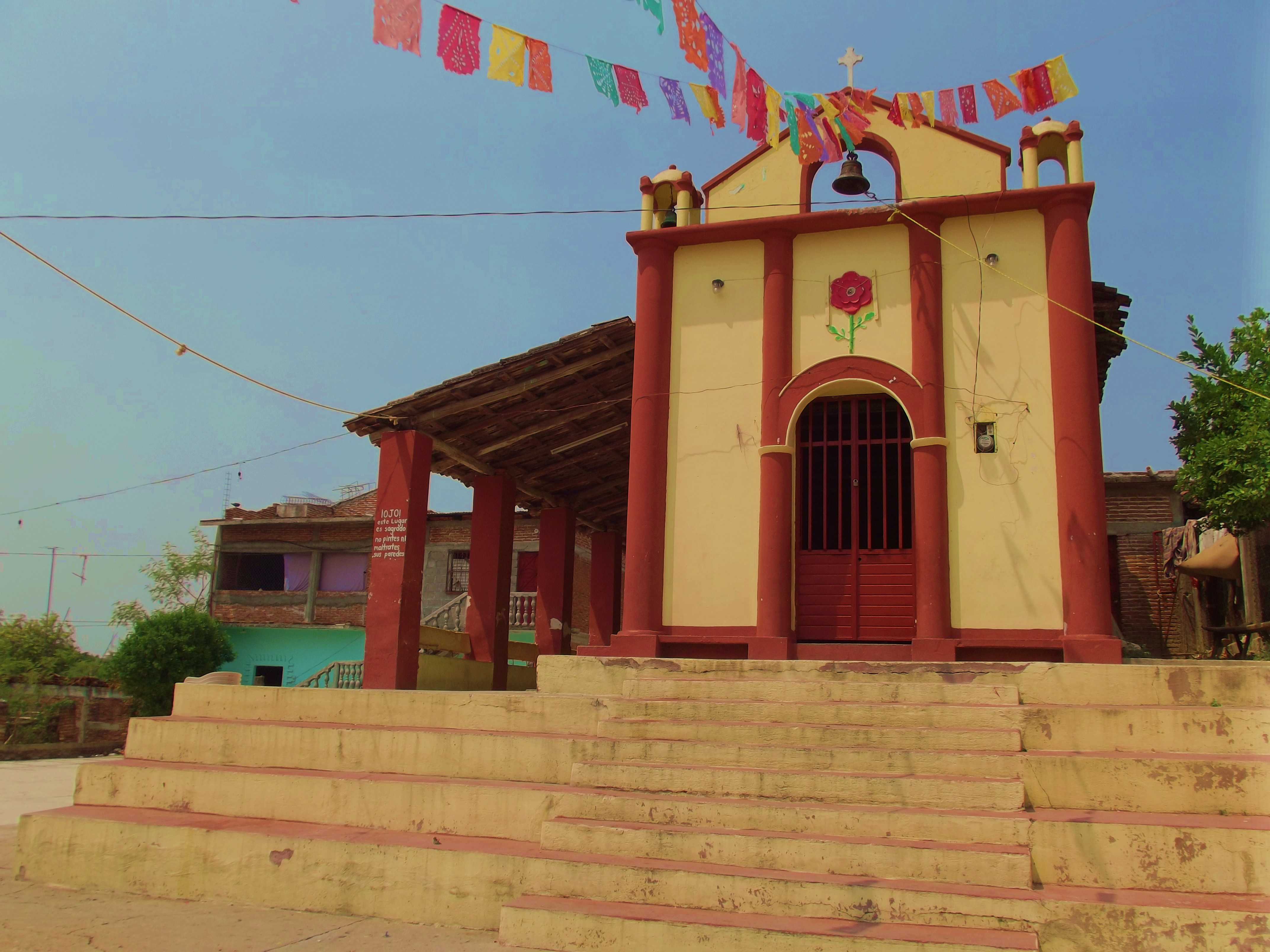
Iglesia de la Cruz de Cunduacán. S. XVIII.
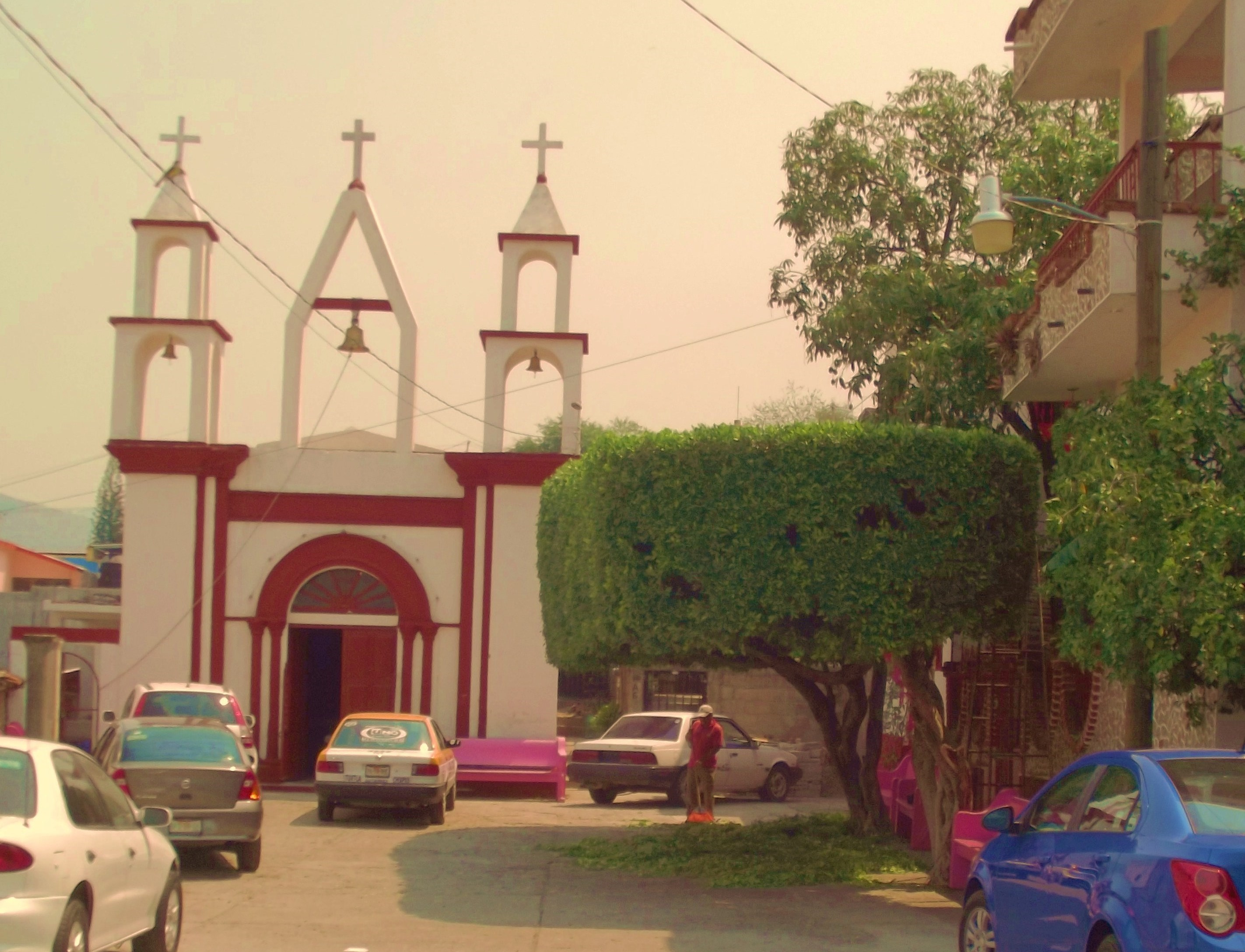
Iglesia de Acapetahua. S. XIX.
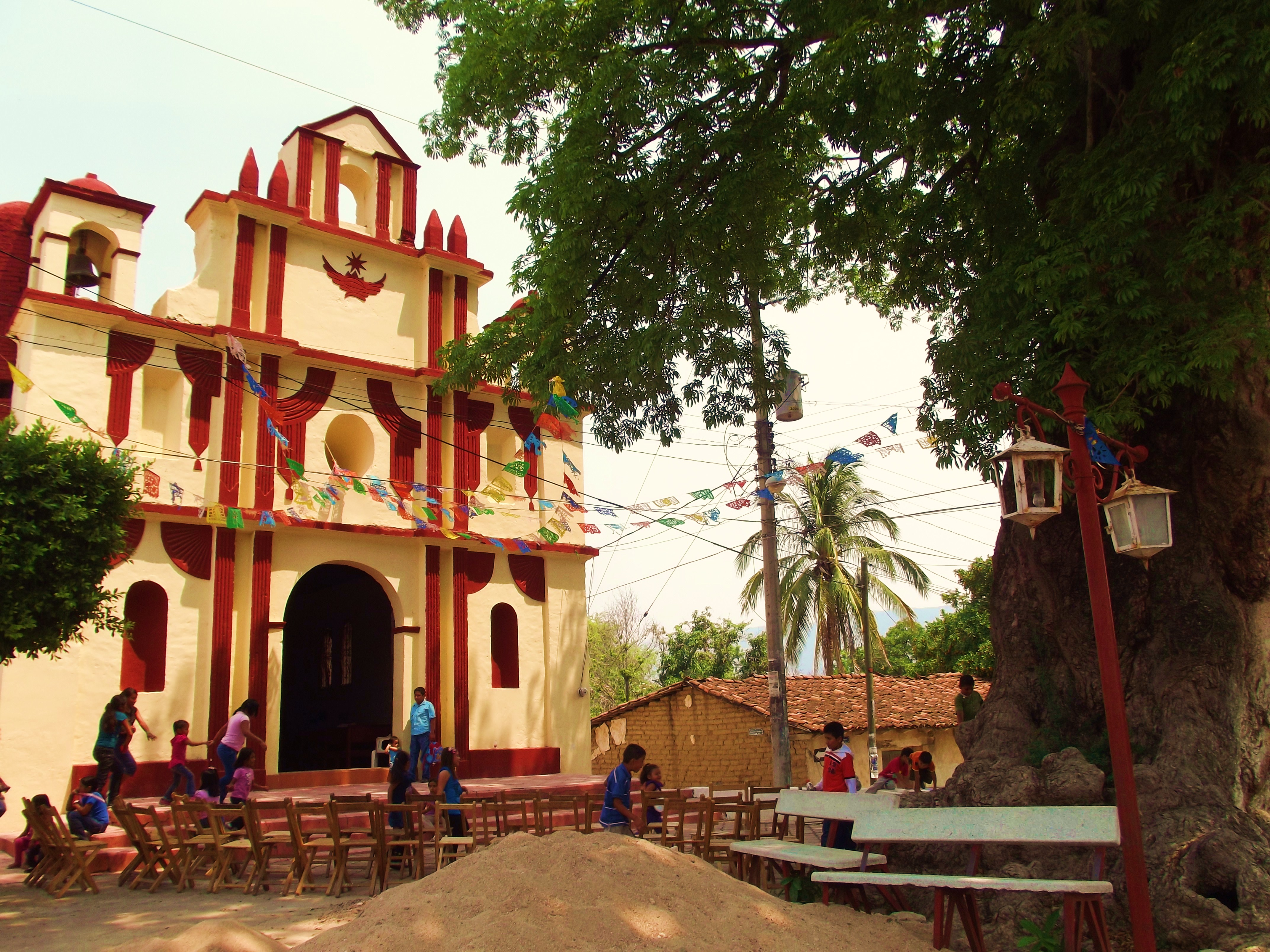
Templo de San Jacinto. S. XVI.
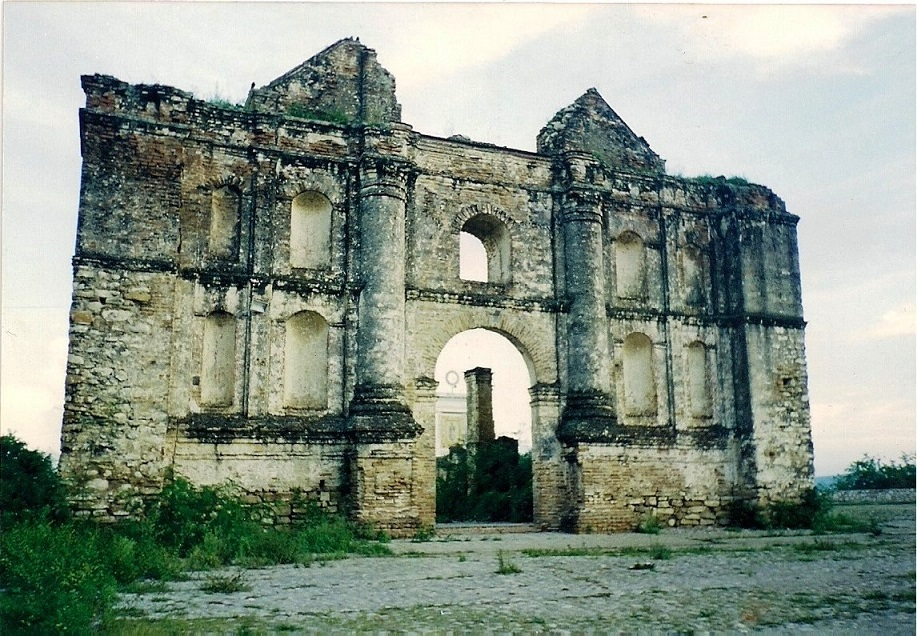
Iglesia de San Sebastian. S. XVII.
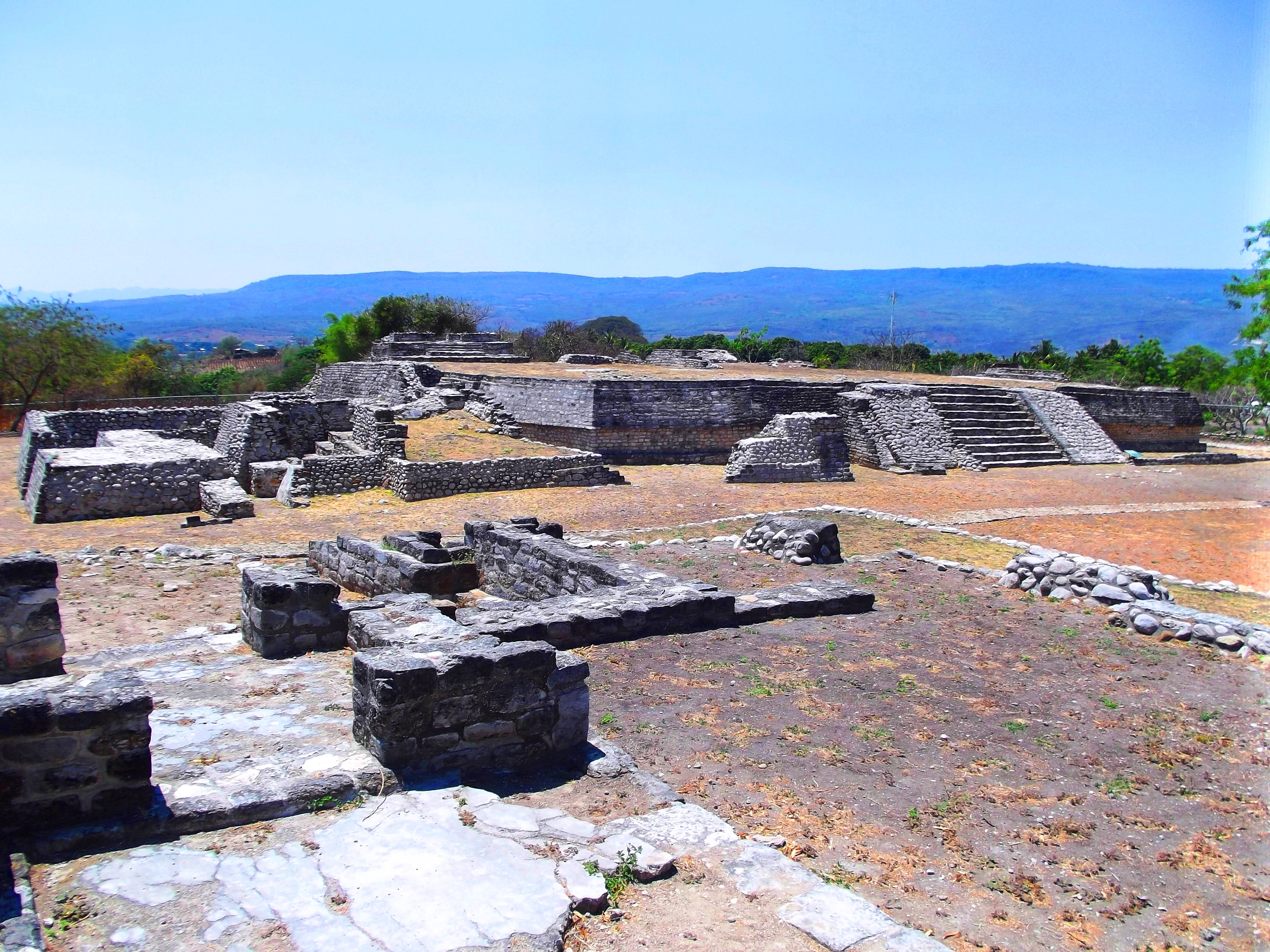
Zona Arqueológica de Chiapa de Corzo.
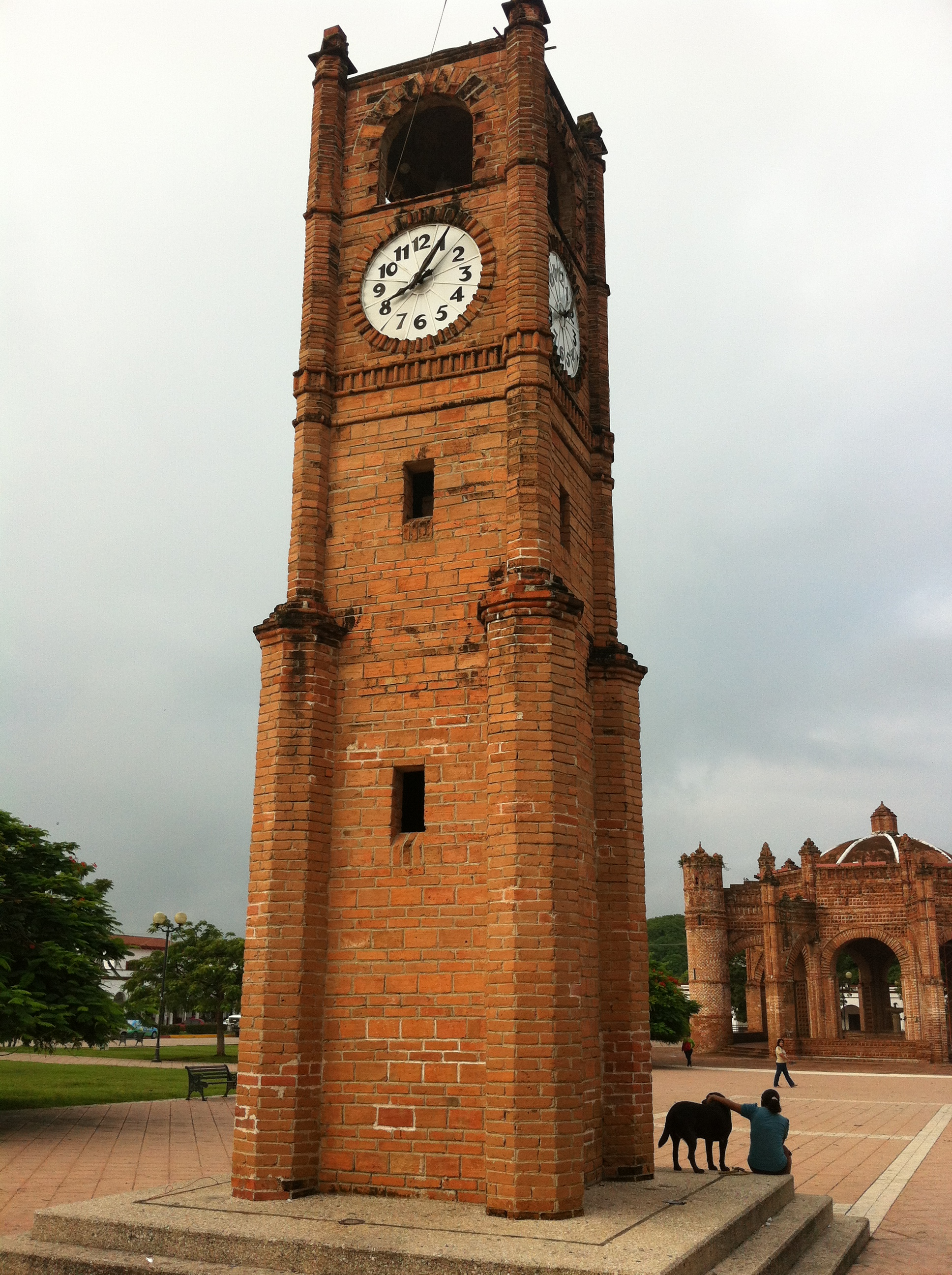
El reloj del Parque.
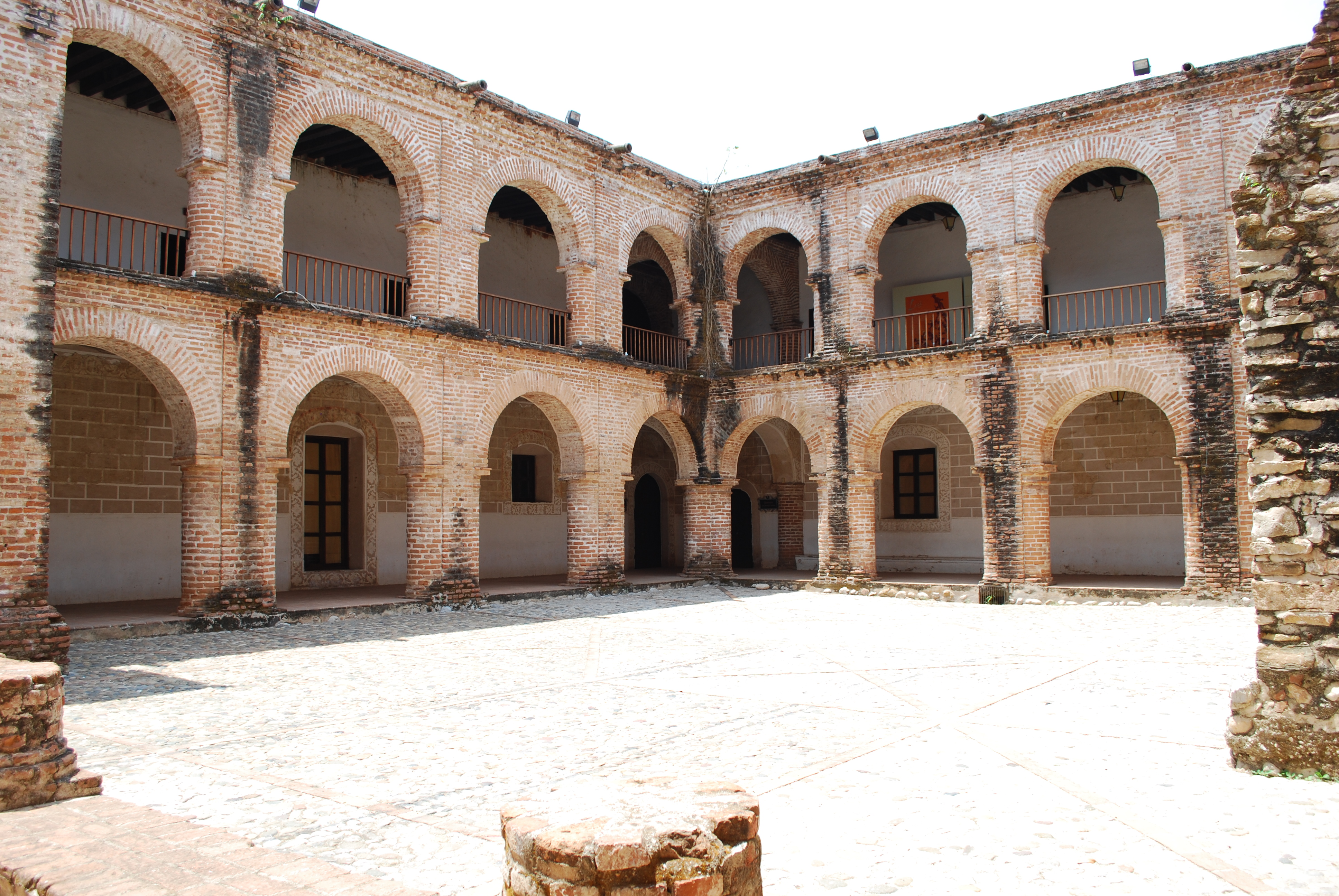
Vista interior del Exconvento de Santo Domingo S. XVI.
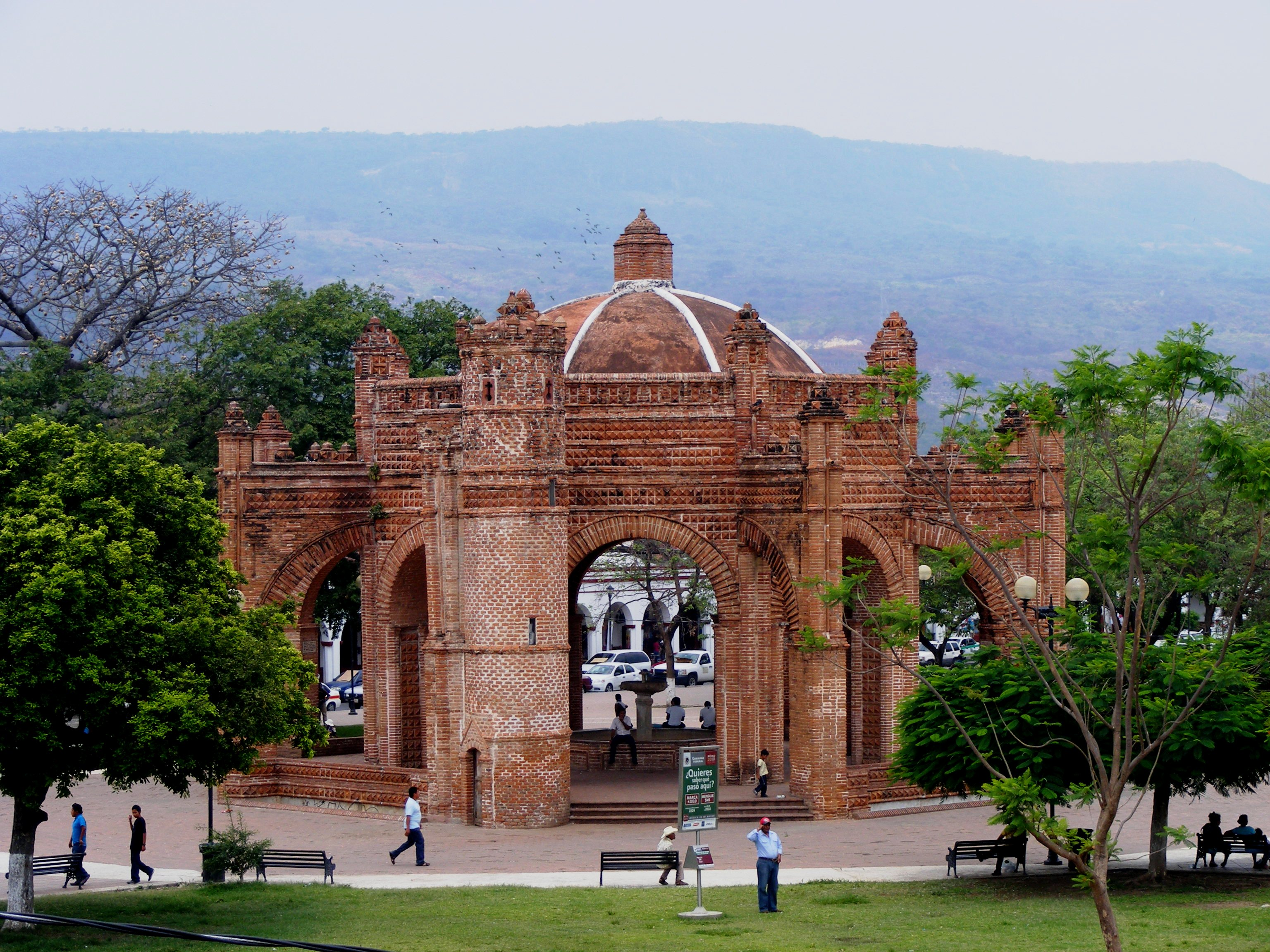
Fuente La Corona o la Pila S. XVI.

### Festividades
En el municipio se realizan fiestas como: La fiesta grande en enero, la Feria de Enero, la feria de San Miguel, San Sebastián, Santo Domingo, Virgen de Guadalupe, y festivales como el Encuentro de Cultura de la Región y la Fiesta de la Marimba, la Topada de la Flor, la fiesta de San Sebastián, la fiesta de San Antonio Abad, la de Esquipulas, la del Señor del Calvario, la conmemoración de la gloriosa batalla de 1863.
También se celebra el día de la Santa Cruz, Semana Santa, día de todos los santos, el día de la Virgen de Guadalupe, el día de Santo Domingo de Guzmán (Batalla entre Alférez y Nahuares), los faroles, el día de Corpus Christi (Danza del Calalá), las nacidas de niños y las celebraciones tradicionales de los barrios.

#### La Fiesta Grande de Enero

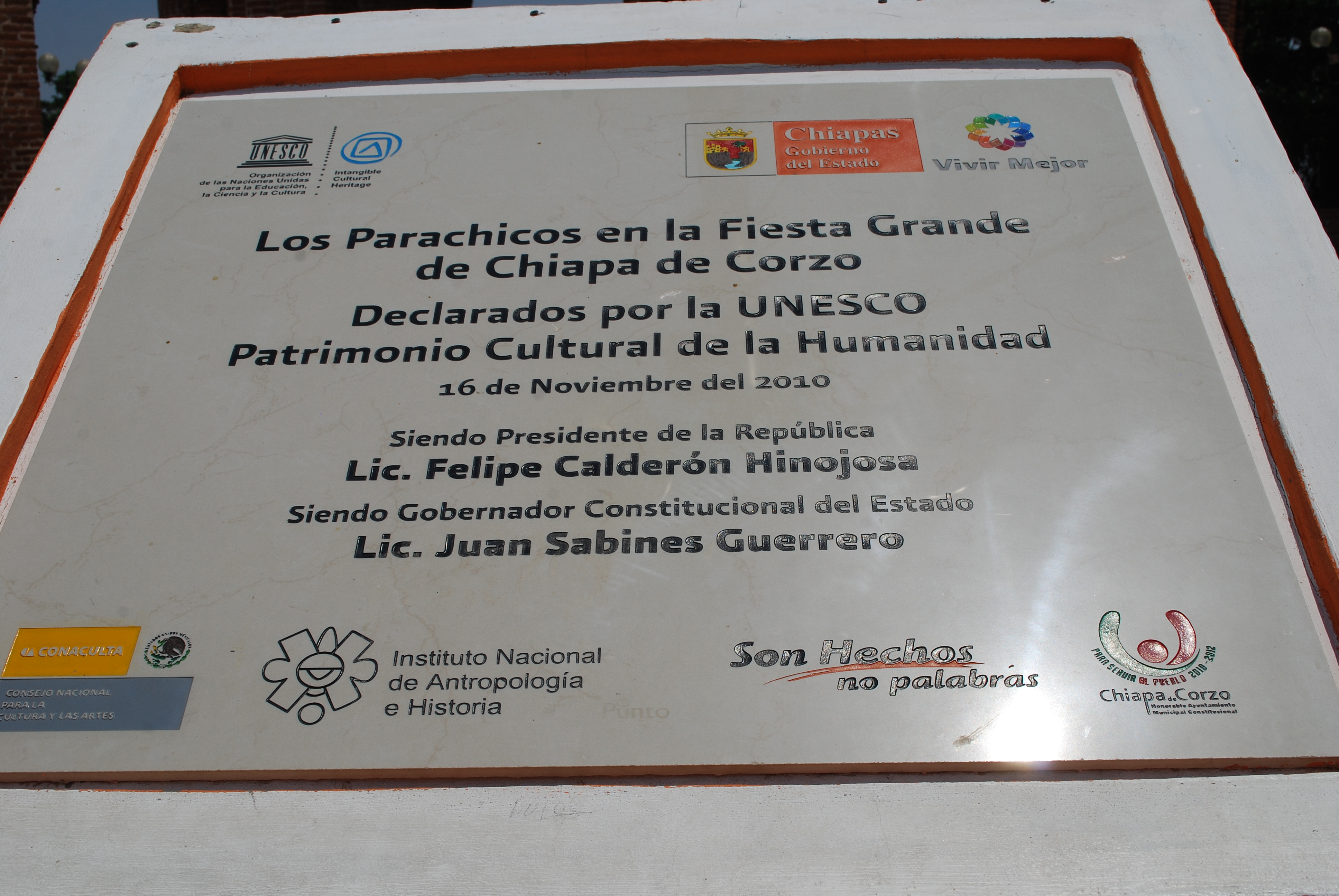
Placa de declaratoria de los Parachicos como Patrimonio Inmaterial de la Humanidad por la UNESCO

La Fiesta de Enero o la Fiesta grande de Chiapas es una celebración religiosa, tradicional y popular, en la cual toda la población de la ciudad de Chiapa de Corzo participa, se lleva a cabo anualmente del 8 al 23 de enero, es una de las fiestas más antiguas de Chiapas y algunos historiadores estiman sus orígenes prehispánicos fusionado con el cristianismo en el siglo XVII y otros en el siglo XVIII. Los Parachicos que forman parte de la celebración fueron declarados el 16 de febrero de 2009 como Patrimonio cultural inmaterial de la Humanidad por la UNESCO.
Los Parachicos son danzantes tradicionales de la Fiesta grande de Chiapa de Corzo, Chiapas que tiene lugar del 8 al 23 de enero de cada año. La fiesta tradicional, que se conforma de música, danza, artesanías, gastronomía, ceremonias religiosas y otras diversiones, forma parte de las festividades en honor de El Señor de Esquipulas, San Antonio Abad y San Sebastián, siendo especialmente honrado este último.

#### El Combate Naval

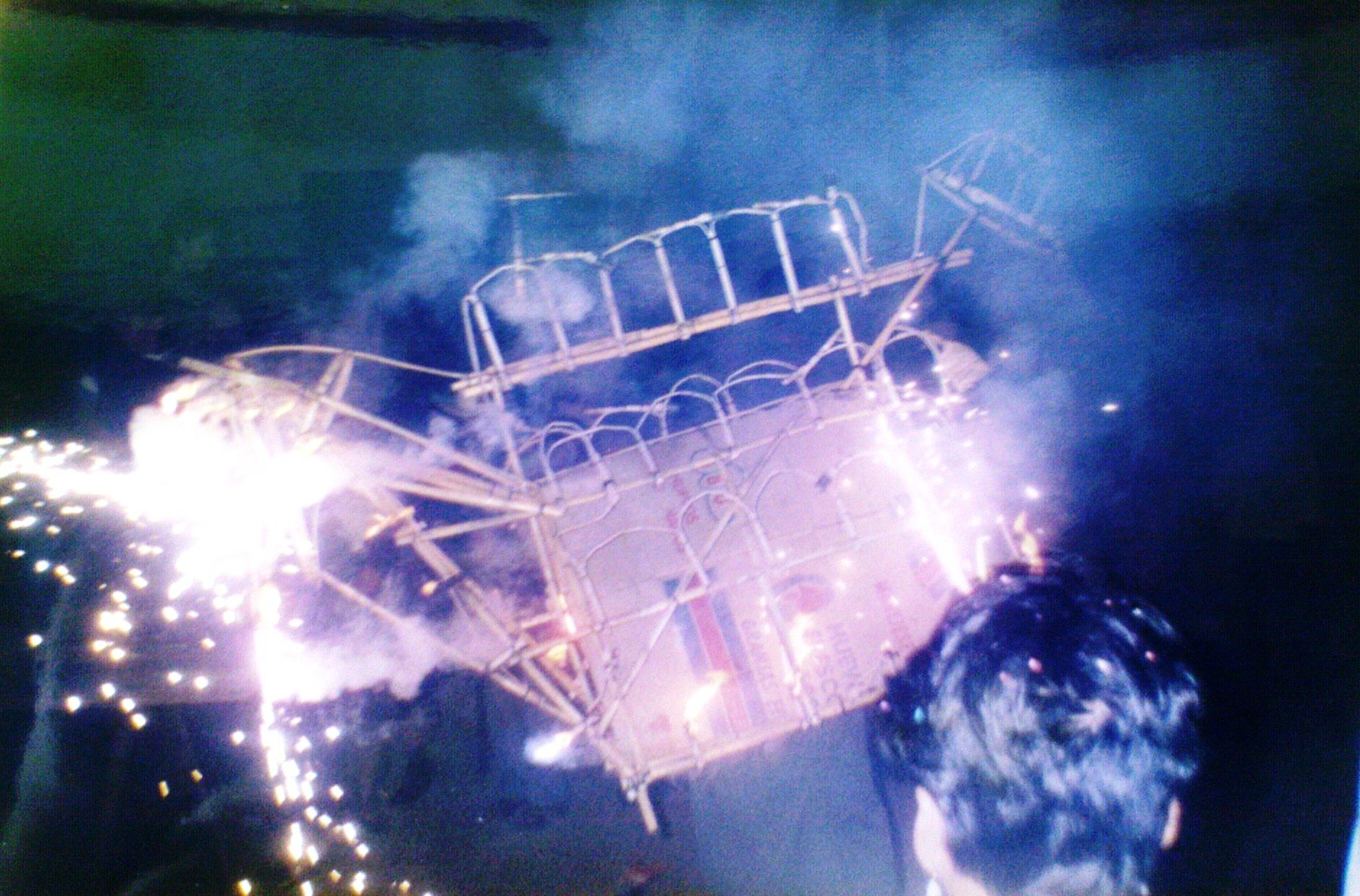
Fuegos artificiales durante el combate naval de Chiapa de Corzo.

Para las anunciar las celebraciones se necesitan de luces y para ello se elaboran, cohetes, triquis, cachiflines, buscapiés, luces de bengalas, cámaras, castillos, toritos y toda clase de fuegos artificiales. Los maestros pirotécnicos lucen sus habilidades el día 21 de enero que es el combate naval en el Río Grande de Chiapa.

#### Otras festividades
- Señor de Esquipulas. Anuncio, Misa, Procesión, Velación, Verbena Popular, Comida Grande. 15 de enero.
- San Antonio Abad. Anuncio, Misa, Procesión, Velación, Verbena Popular, Comida Grande. 17 de enero.
- San Sebastián Mártir. Anuncio, Misa, Procesión, Velación, Verbena Popular, Comida Grande. 20 de enero.
- El Combate. Fuegos pirotécnicos en el Río Grande. 21 de enero.
- Desfile de Carros Alegóricos. Comida de Cochito. 22 de enero.
- Santo Tomás de Aquino. Anuncio, Misa, Velación, Enramas, piñatas, rezos y baile. 7 de marzo.
- San Gregorio. Anuncio, Misa, Velación, Verbena Popular. 12 de marzo.
- Equinoccio de Primavera. Verbena Popular, eventos culturales. 20 o el 21 de marzo.
- Señor de Acapetahua. Anuncio, Misa, Velación, Verbena Popular. Cuaresma.
- Justo Juez. Altar. Los días lunes de las siete semanas previas a la Semana Santa, es decir, una antes del miércoles de ceniza.
- Semana Santa. Misa, Procesión, elaboración de los Chamales. Cuaresma.
- Señor de Tila. Misa, Velación, Verbena Popular. Cuaresma.
- Carnaval. Desfile de comparsas de las escuelas. Previo al Miércoles de Ceniza.
- Miércoles de Ceniza. Misa, Cuaresma.
- San Vicente Ferrer. Anuncio, Misa, Procesión, Velación, Verbena Popular. 5 de abril. Danza del Caballito de Numbañulí.
- Santa Cruz de Cunduacan. Anuncio, Misa, Velación, Verbena Popular. 27 de abril.
- Santa Cruz de Obispo. Misa, Velación, Verbena Popular. 4 de mayo.
- 5 de mayo. Desfile de las escuelas, Verbena Popular.
- San Pedro Mártir. Anuncio, Misa, Velación, Verbena Popular. 29 de junio.
- Corpus Christi. Misa, Danza del Calalá. julio-agosto.
- Santo Domingo de Guzmán. Misa, Velación, Verbena Popular, Batalla entre Los Alférez y Nahuares. 8 de agosto.
- Virgen de la Asunción. Misa, Velación, Verbena Popular. 15 de agosto.
- San Jacinto. Anuncio, Misa, Velación, Verbena Popular. 17 de agosto.
- Santa Elena. Anuncio, Misa, Procesión, Velación, Verbena Popular. 18 de agosto.
- Fiestas Patrias. Anuncio, Desfile, juegos Mecánicos y Fuegos artificiales. 15 y 16 de septiembre.
- San Cosme-Damián. Misa, Velación, Verbena Popular, Los Santos van de Casa en Casa. 26 de Setiembre.
- San Miguel Arcángel. Anuncio, Misa, Velación, Verbena Popular. 29 de septiembre.
- Los Faroles. Recorrido con faroles por los fuertes de la batalla del 21 de octubre de 1863. 20 de octubre.
- San Judas Tadeo. Misa, Velación, Verbena Popular. 28 de octubre.
- Todosantos. Altar de Muerto, Elaboración de Pan de Muerto y Chocolate, Misa, Velación, Verbena Popular en el Panteón. Los niños piden Calabacita. 1 de noviembre a las 12 del día llegan los niños, el 2 de noviembre a las 12 llegan los grandes, se reciben y despiden con cohetería.
- Señor del Calvario. Anuncio, Misa, Enramas, Juegos mecánicos, Velación, Verbena Popular. Fecha movible, en el mes de octubre entre 20 ,21 y 22 de octubre. la segunda fiesta más grande en el año. dura una semana.Enramas, piñatas, felicitaciones de asociaciones. baile durante toda la fiesta.
- Virgen de Guadalupe. Misa, Peregrinaciones,  Velación, Verbena Popular. 12 de diciembre.
- Topada de la Flor. Misa, Peregrinación, Velación, Verbena Popular. 21 de diciembre
- Misa de Gallo. Misa de Nochebuena. 24 de diciembre.
- Nacidas de Niño. Procesiones con música y rezos. 24 de diciembre.
- Santo Niño de Atocha. Misa, Velación, Verbena Popular. El 25 de diciembre.
- Misa Aguinalda. Misa, Velación, Verbena Popular. Encendido de velas con el fuego nuevo. 31 de diciembre.

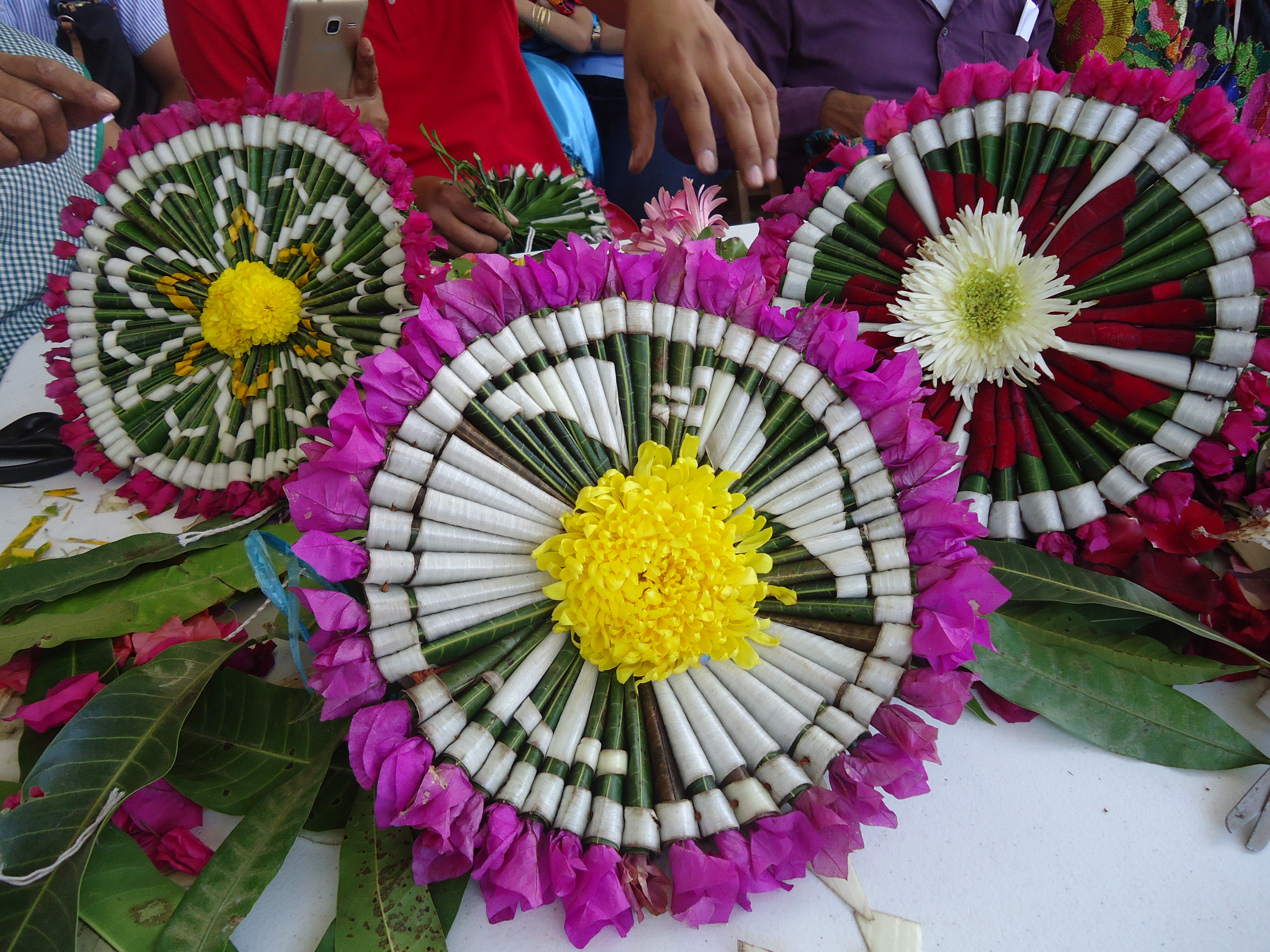
Chamal arreglo floral-ofrenda. Originalmente se elaboraba exclusivamente en Semana Santa, actualmente se elabora para otras celebraciones.
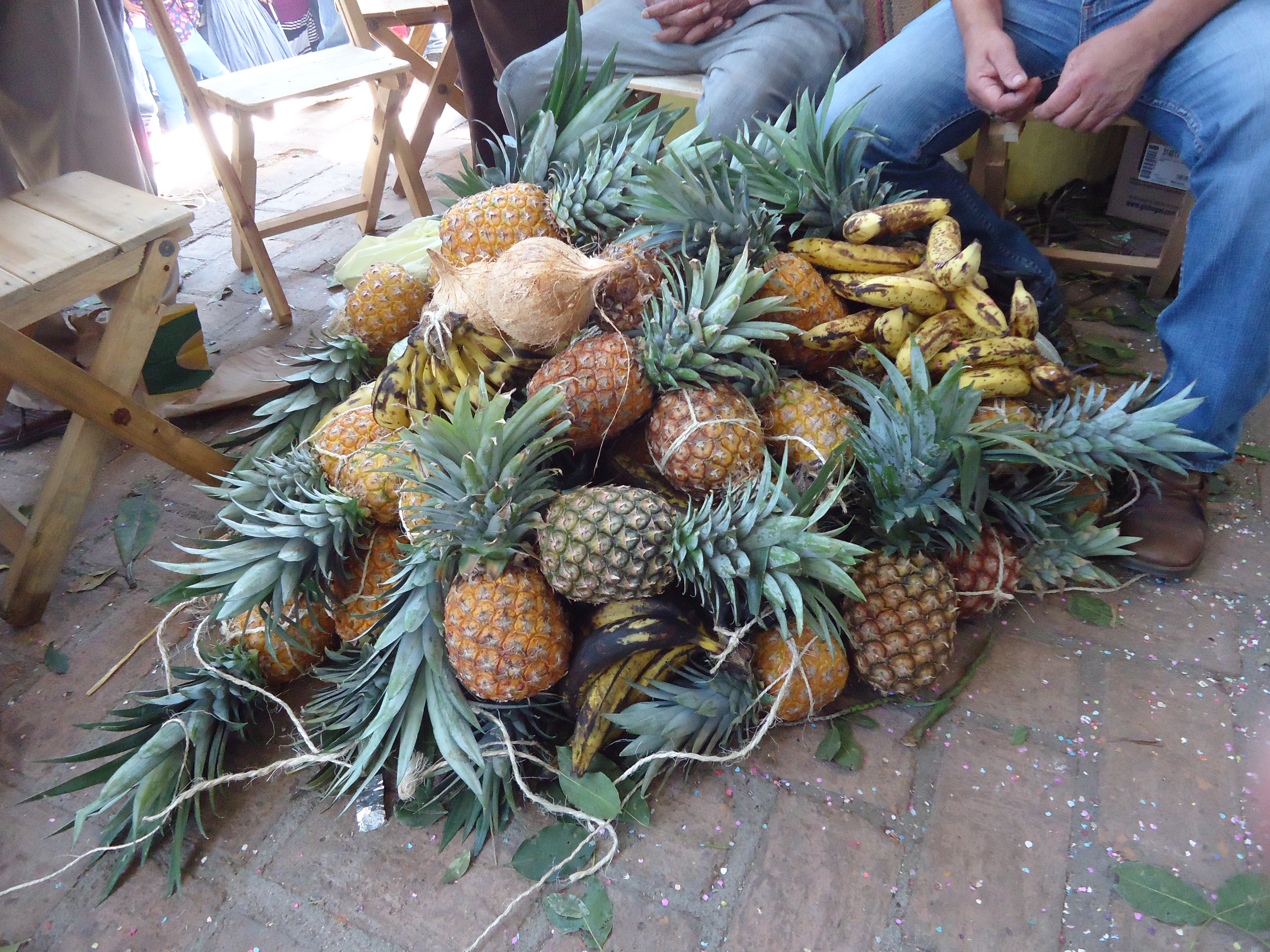
Ofrendas para enramas.
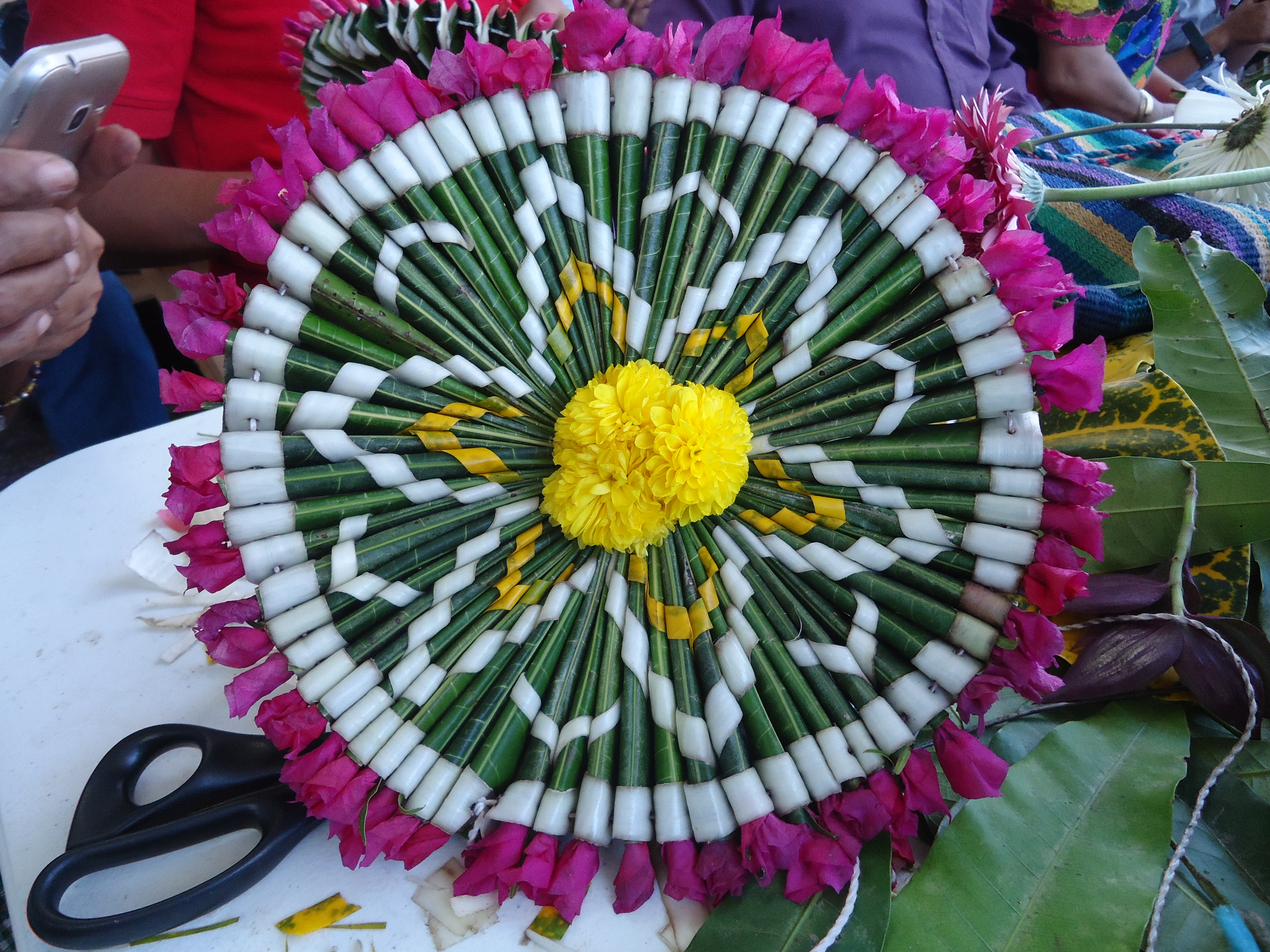
Chamal arreglo floral-ofrenda de Chiapa de Corzo.

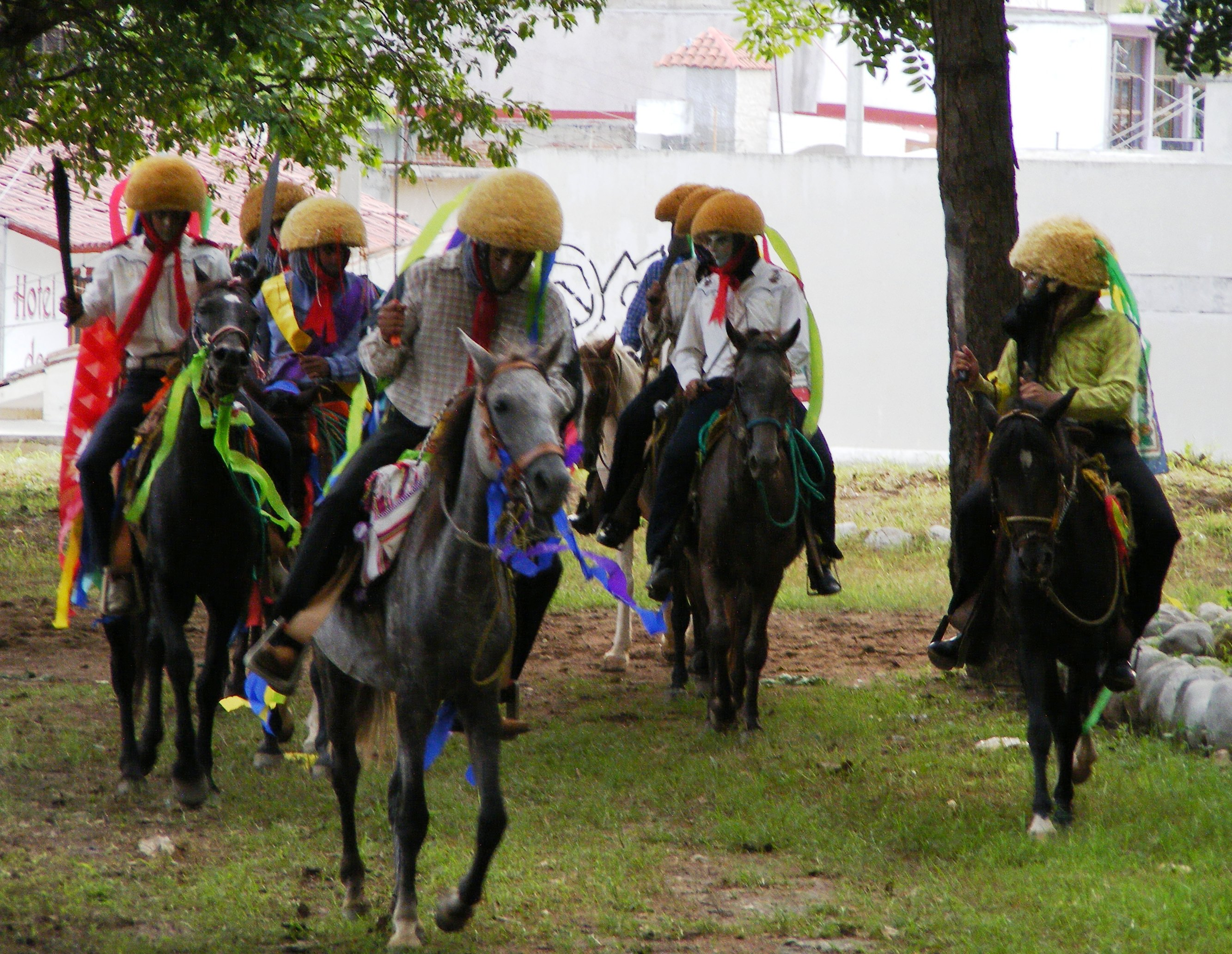
Los Alférez (Españoles)
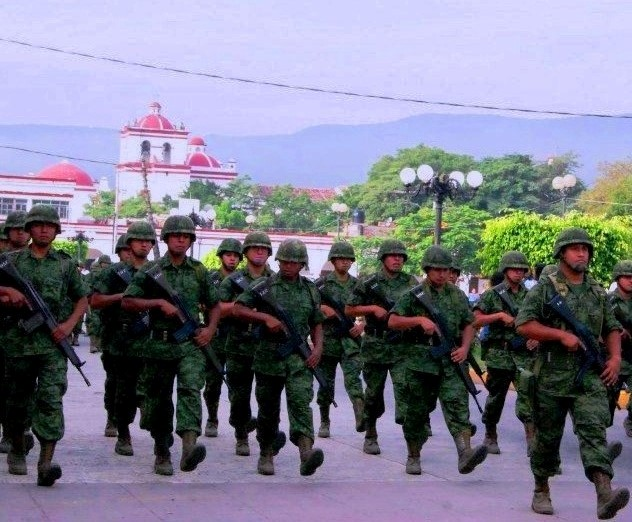
Desfile cívico-militar del 21 de Octubre.
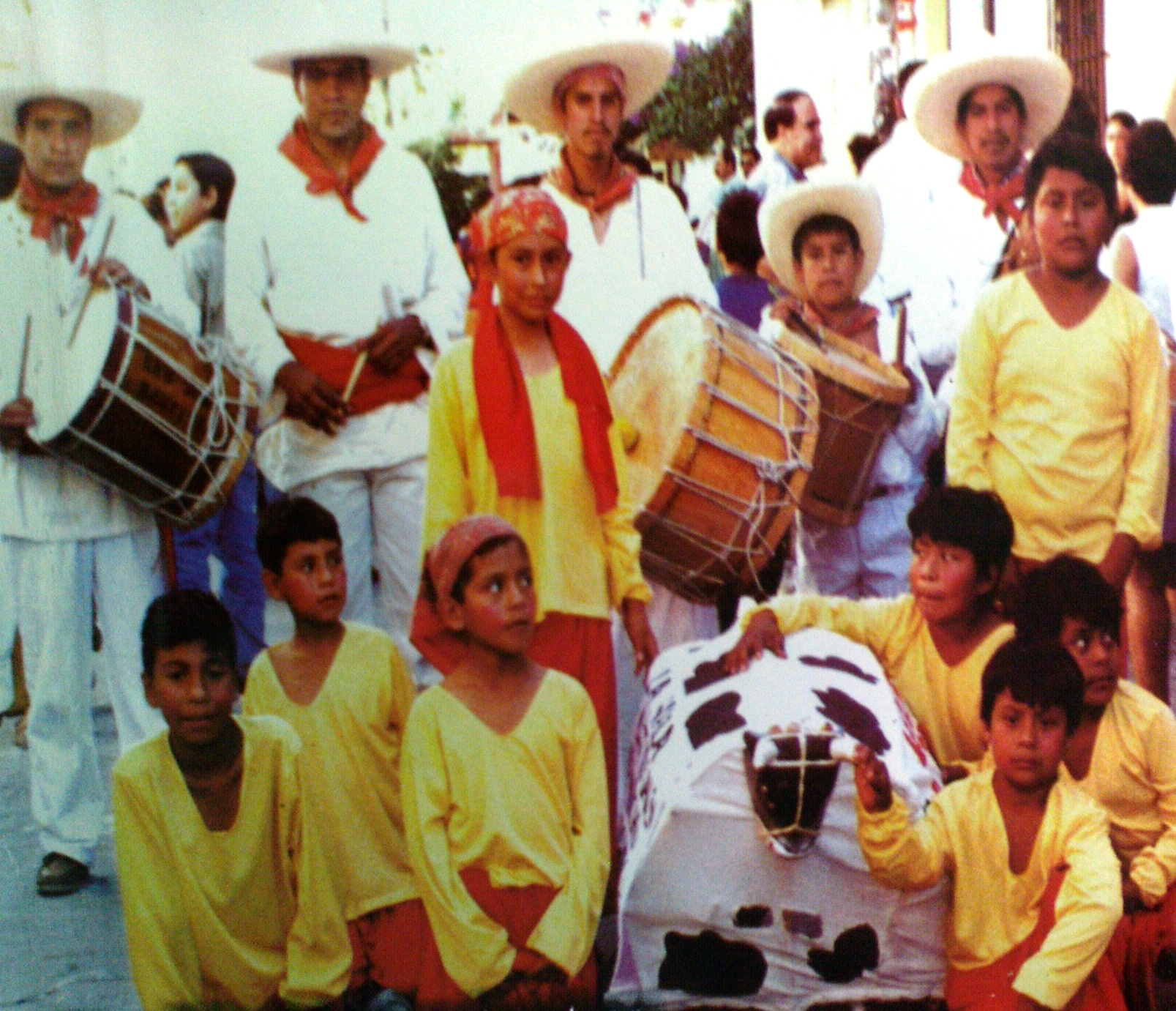
Tamboreros y La vaquita.
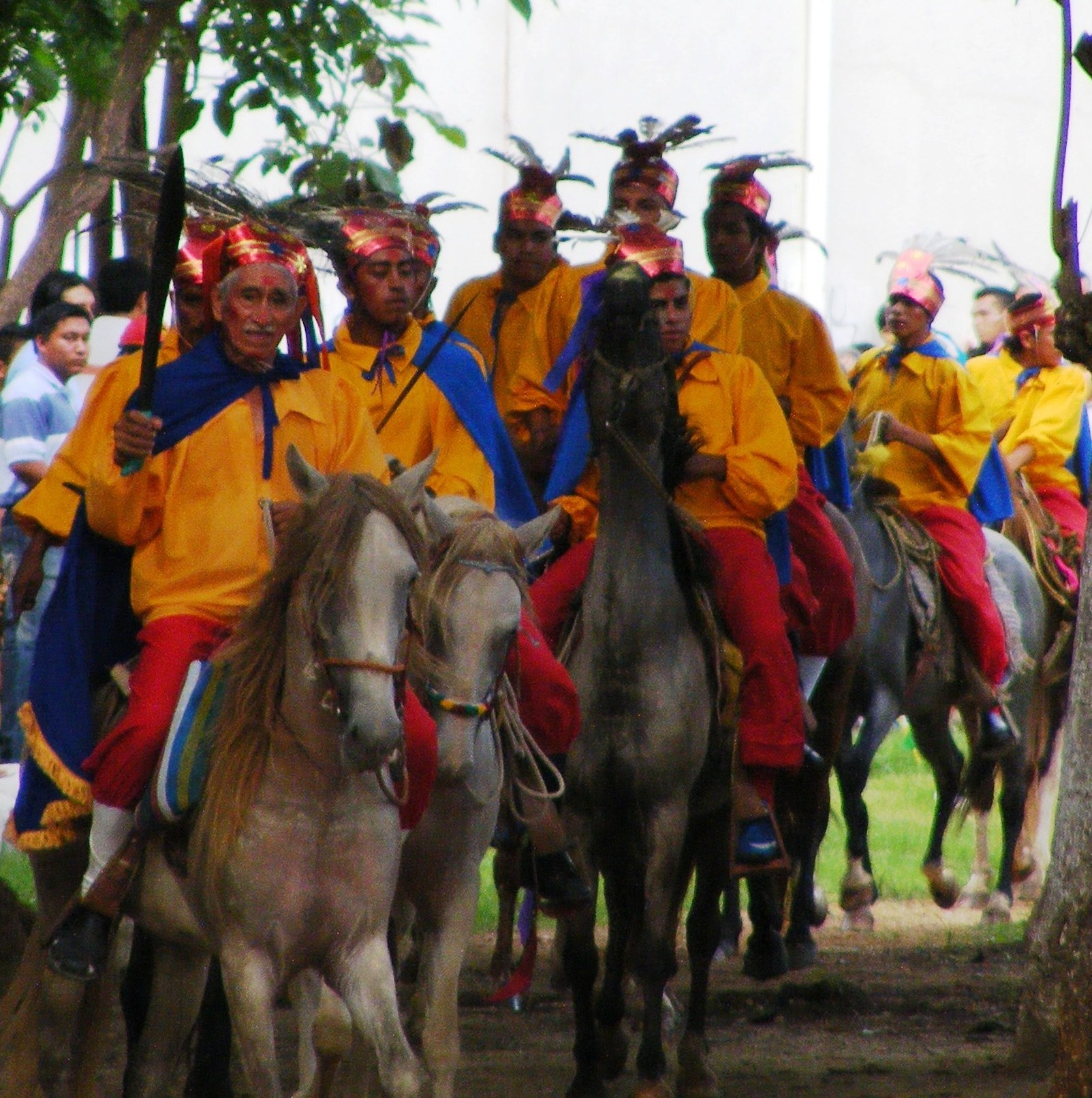
Los Nahuares (Indios).
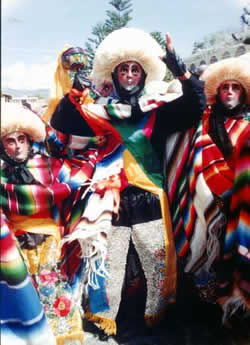
Los Parachicos.
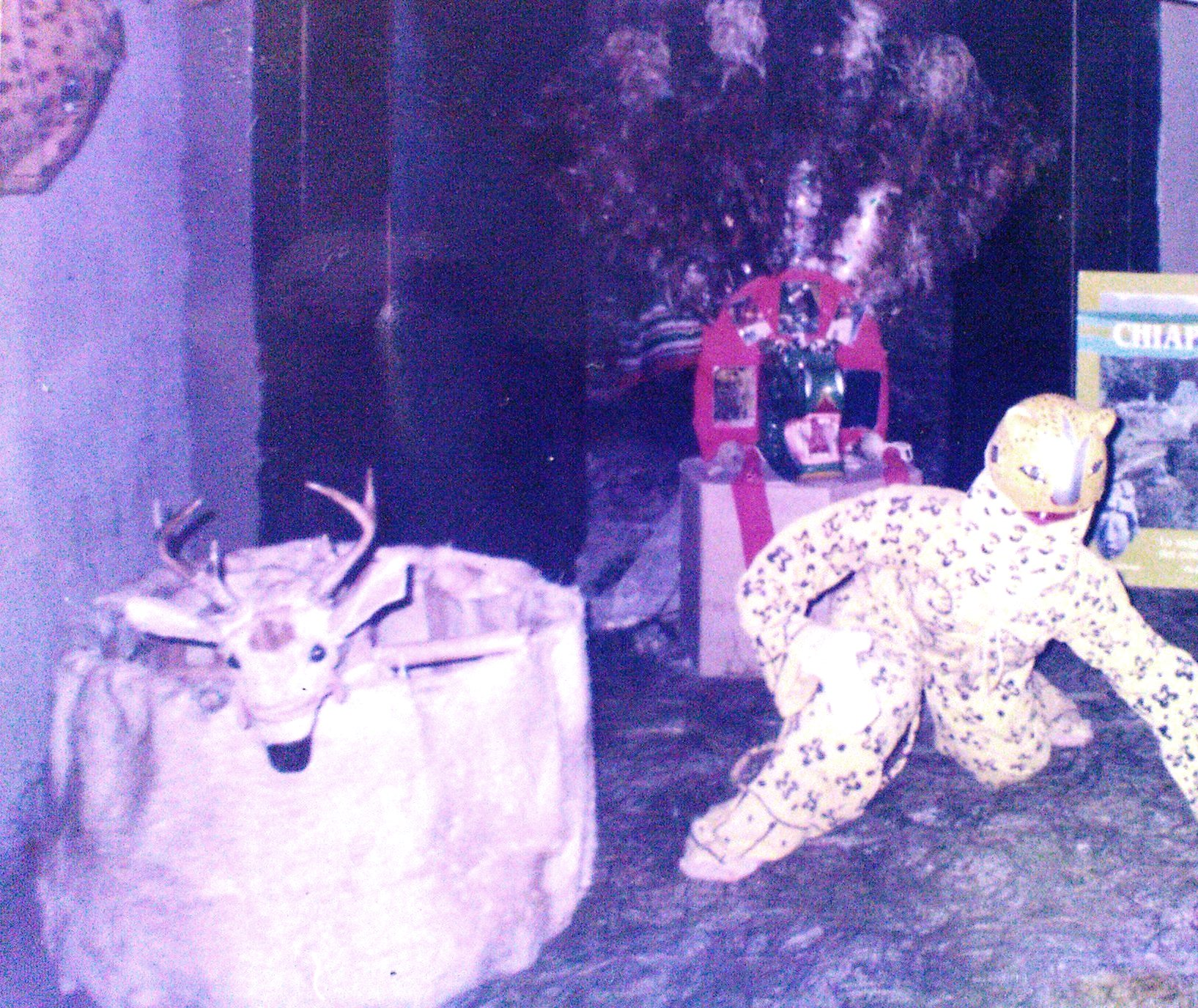
Danza del Calalá.JPG
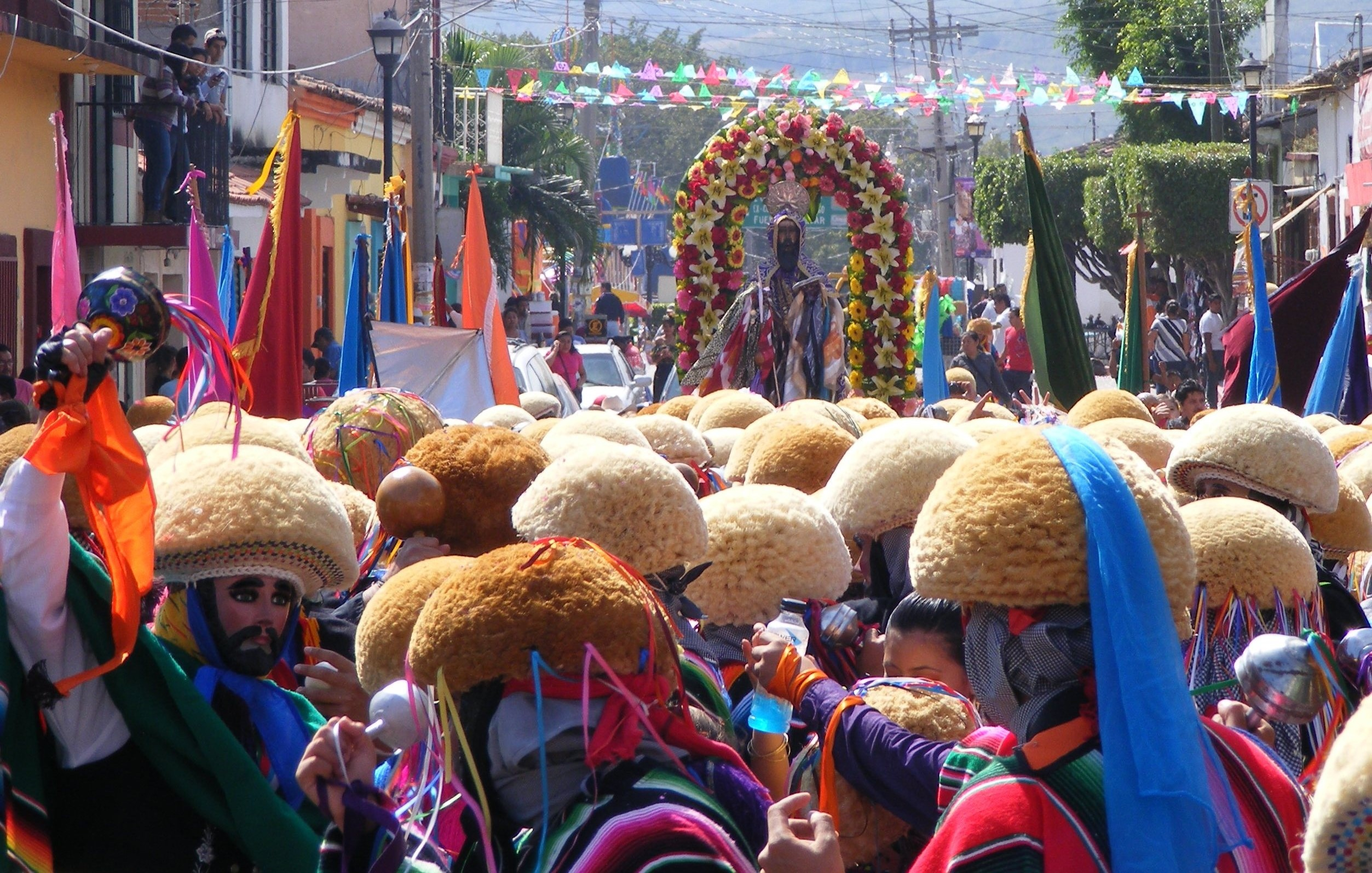
Pasada de las banderas de San Antón.
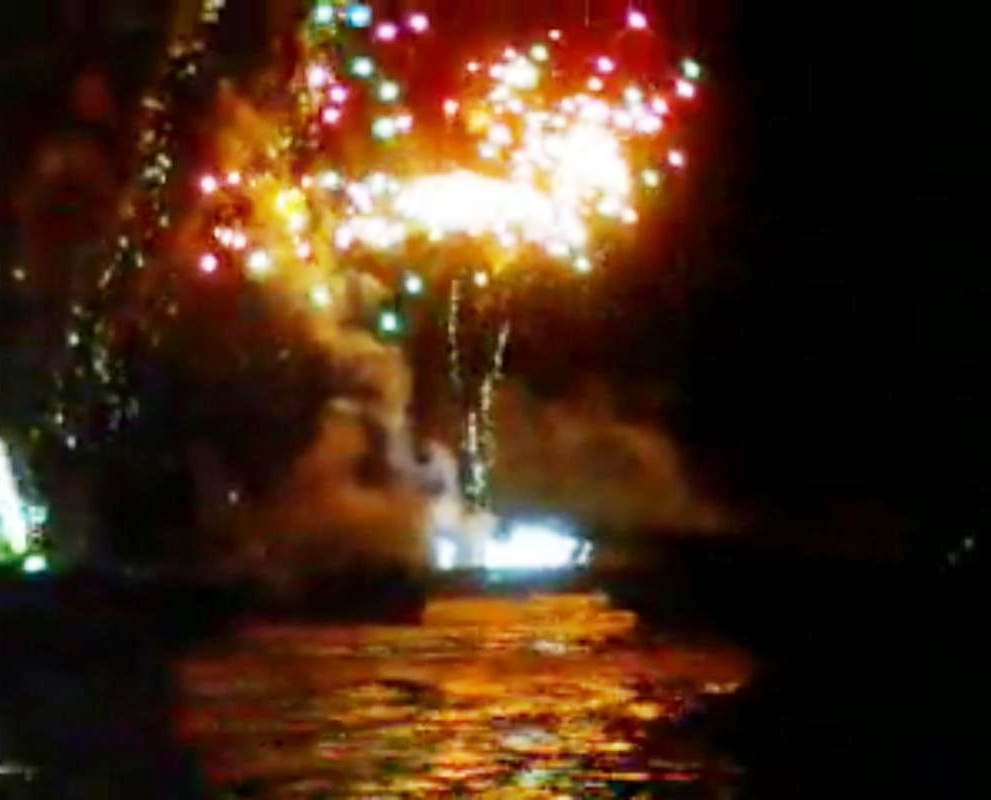
El Combate Naval.
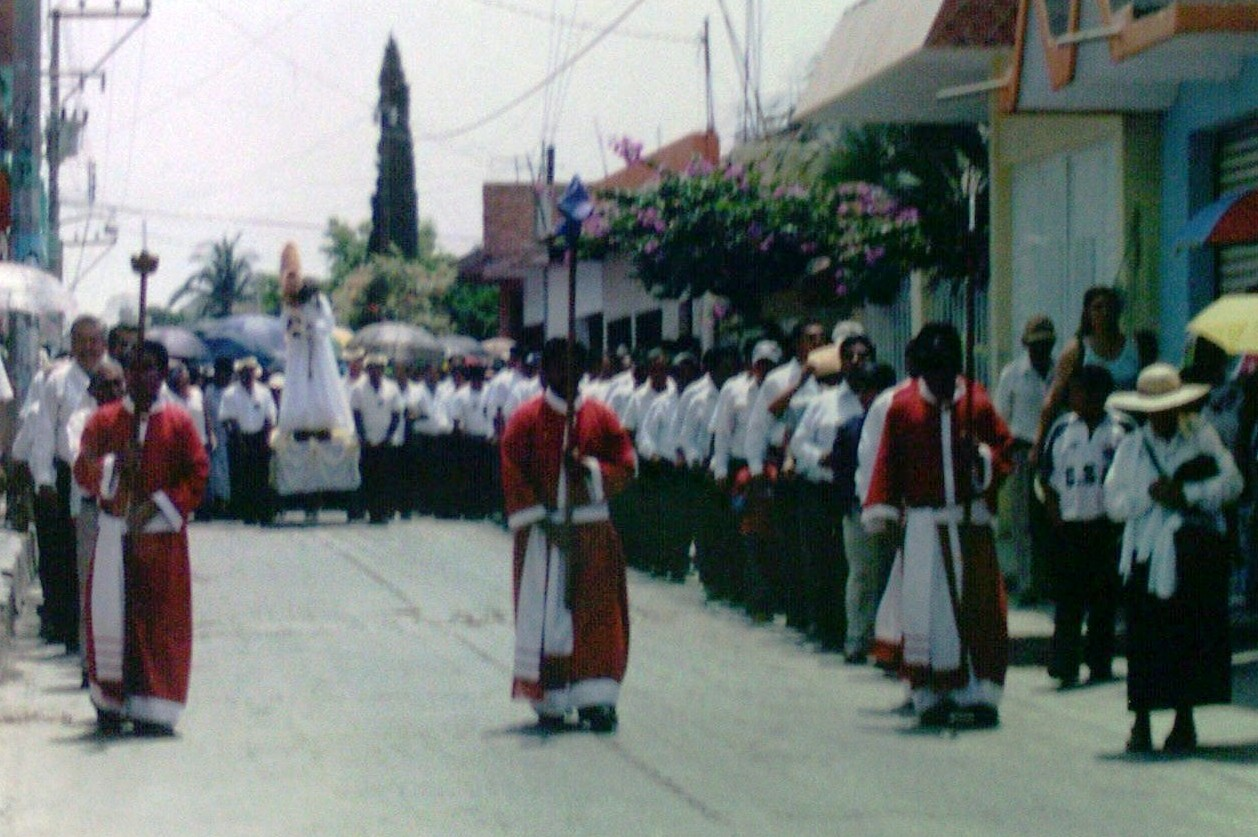
La Semana Santa.
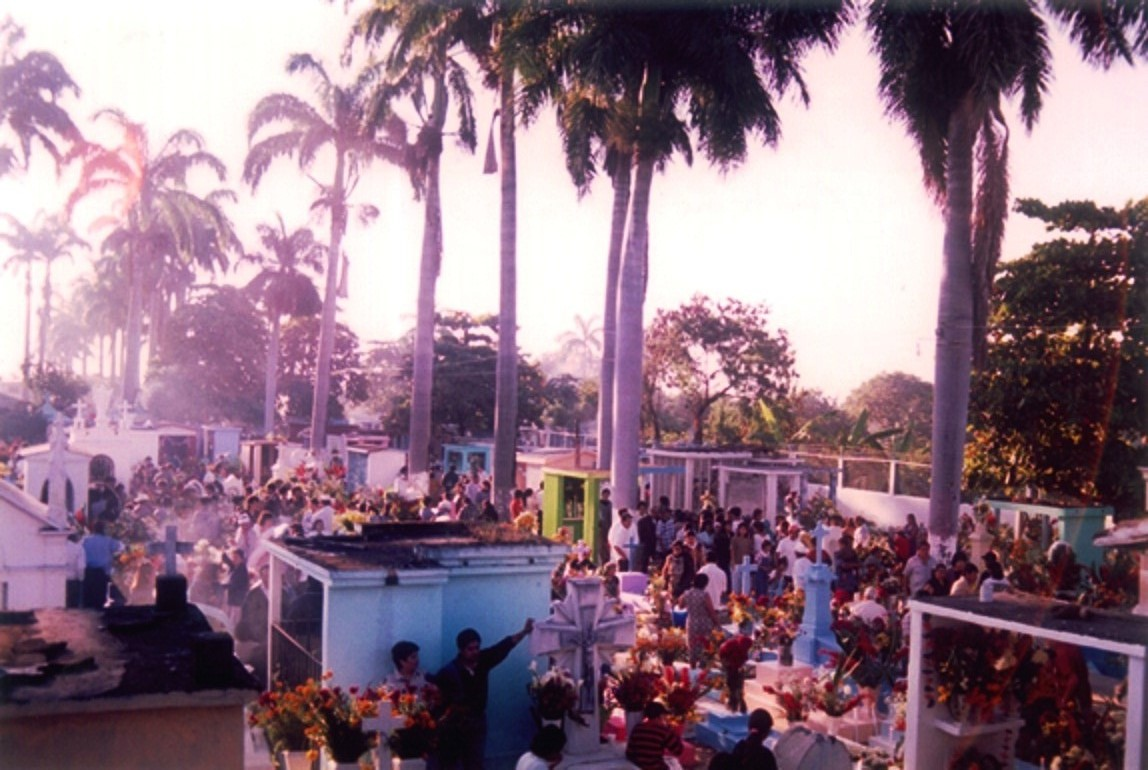
Todosantos.
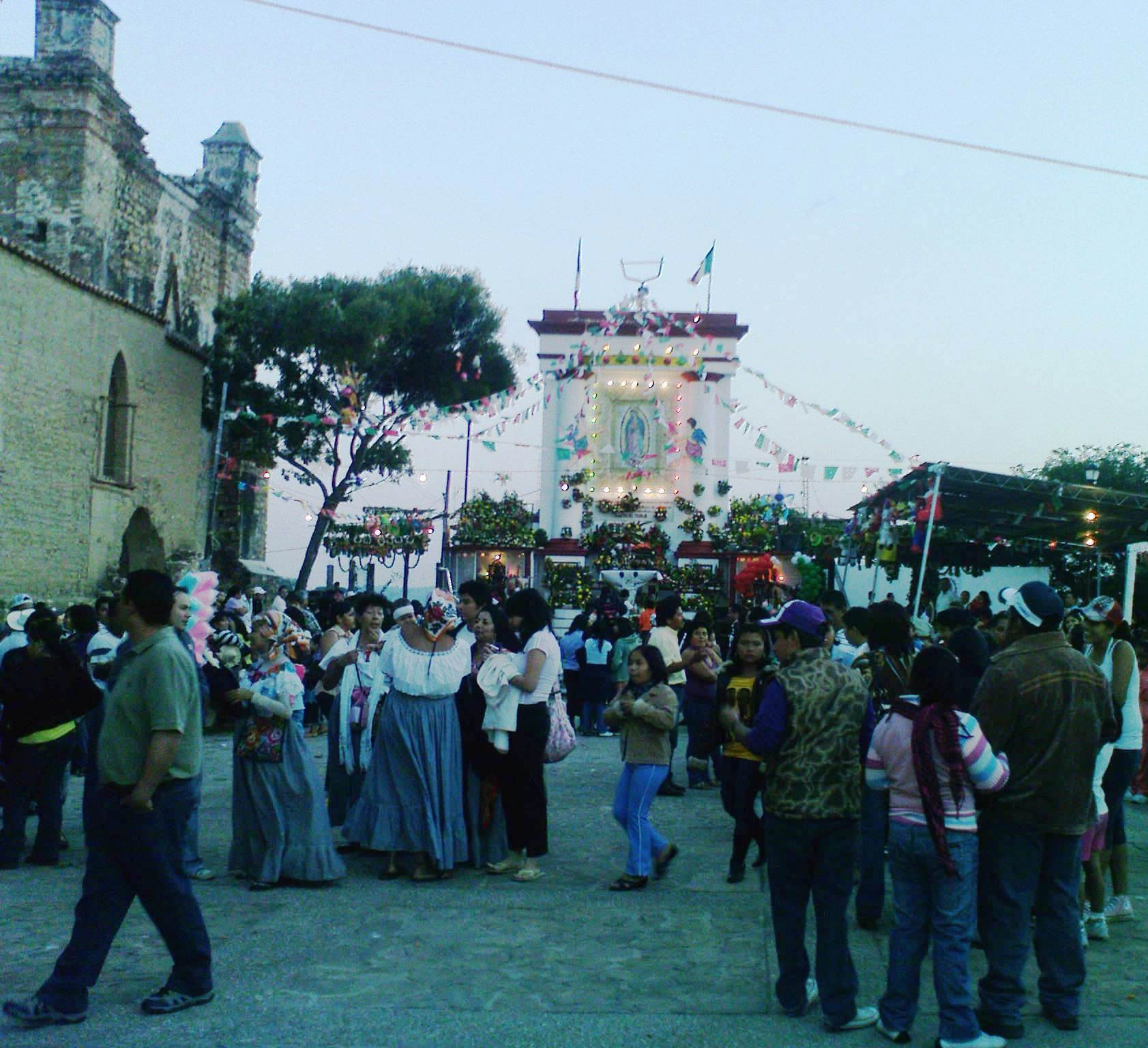
12 de diciembre.
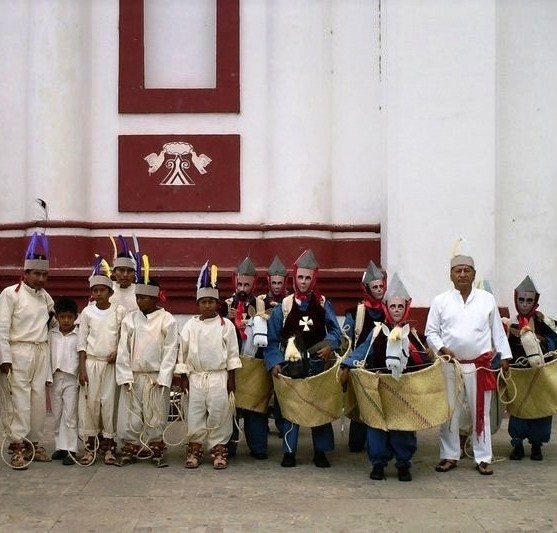
Danzantes del Numbañulí.
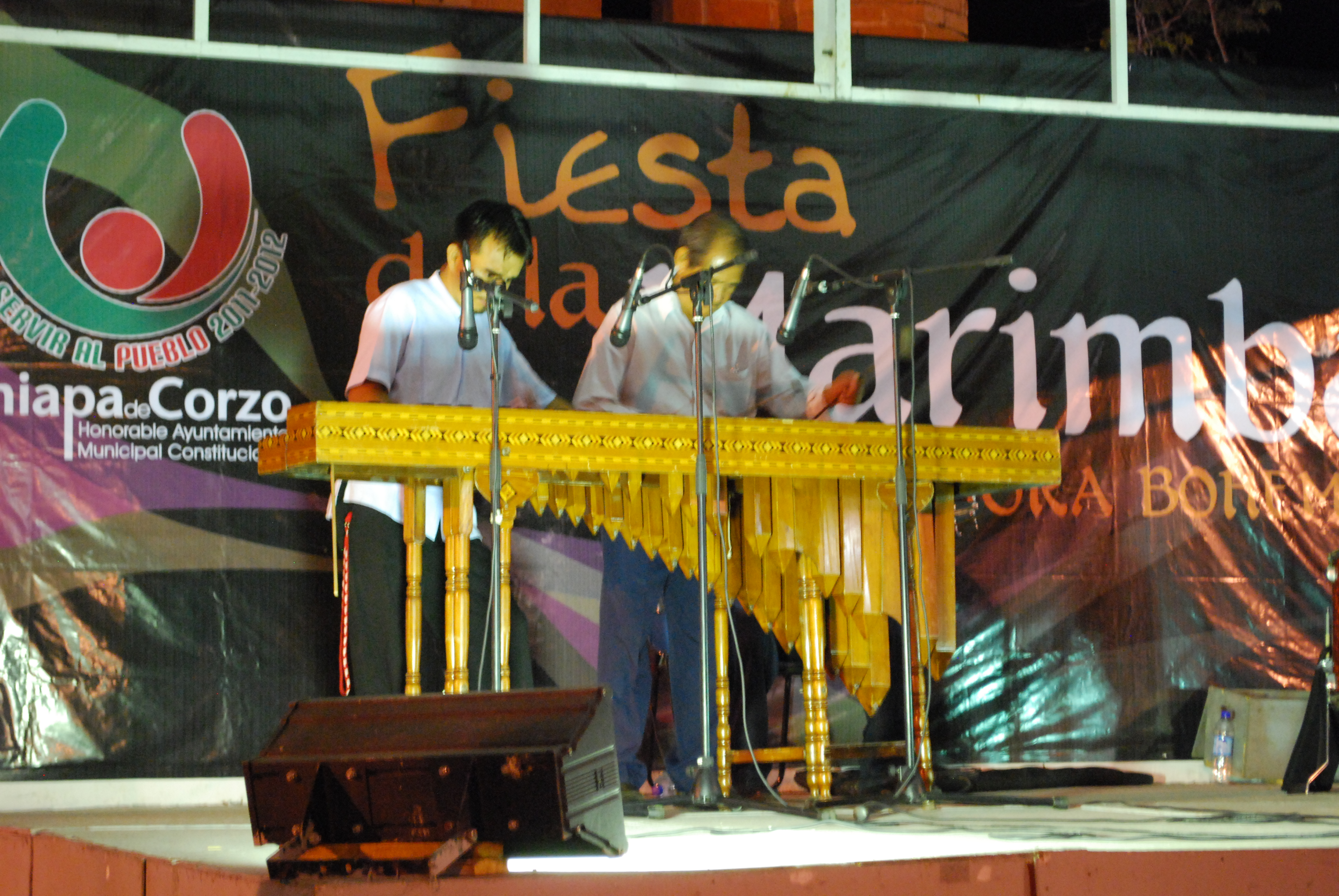
Fiesta de la Marimba.
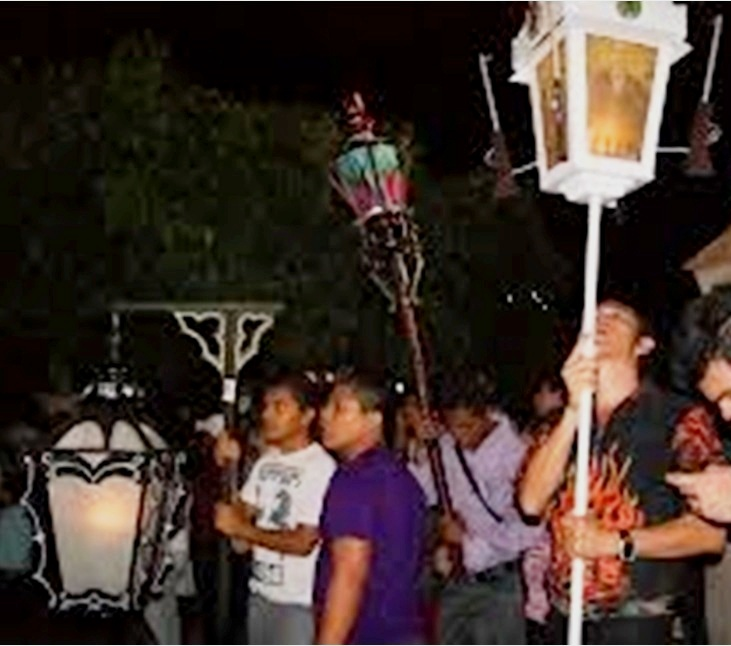
Recorrido de Los Faroles.

- Vide - Las Chuntas bailando en San Antón Abad.
- Video - Los Parachicos se despiden de San Antón.
- Video - La Vaquita en el Barrio de San Antonio Abad

### Museos
Casa museo de la Marimba, Museo de la Marimba, Casa-museo de la Chunta, Casa-museo Ángel Albino Corzo, Museo Franco Lázaro Gómez, Museo de la Laca, también el ex-convento de Santo Domingo, el Patronato de la Fiesta de Enero y la presidencia municipal ofrecen muestras temporales de, fotografía, música tradicional de Chiapa, verbenas populares, danzas y tradiciones.

### Zona arqueológica de Chiapa de Corzo
El sitio arqueológico de Chiapa de Corzo presenta los restos de uno de los asentamientos zoques más grandes de Chiapas. Este sitio arqueológico se ubica en la margen derecha del río Grijalva, al oriente de la actual ciudad de Chiapa de Corzo. En esta zona arqueológica de Chiapa conocida localmente como Soctón Nandalumí, se descubrió recientemente el entierro más antiguo de Mesoamérica.
El sitio arqueológico de Soctón Nandalumí constituye uno de los asentamientos humanos más antiguos y con una ocupación constante en la región; sus vestigios más tempranos se remontan entre el 1500 y 1200 a. C., coincidiendo con el surgimiento de asentamientos prehispánicos en la región pantanosa de Tabasco conocida como el área nuclear de la cultura olmeca, como serían las comunidades de San Lorenzo y La Venta.
En la zona arqueológica, el visitante puede apreciar los Montículos 1, 5 y 7, que fueron explorados en los años de 1950 y que, en 2009, el INAH acondicionó para la visita pública.

### Artesanías
Las Artesanías producidas en Chiapa de Corzo son un ejemplo claro de la riqueza cultural de esta ciudad colonial. En el municipio se elaboran diversos bordados y trajes tradicionales; artículos de talla en madera, fabricación de Marimbas, juguetes tradicionales, laqueado de diversos objetos y la joyería tradicional.

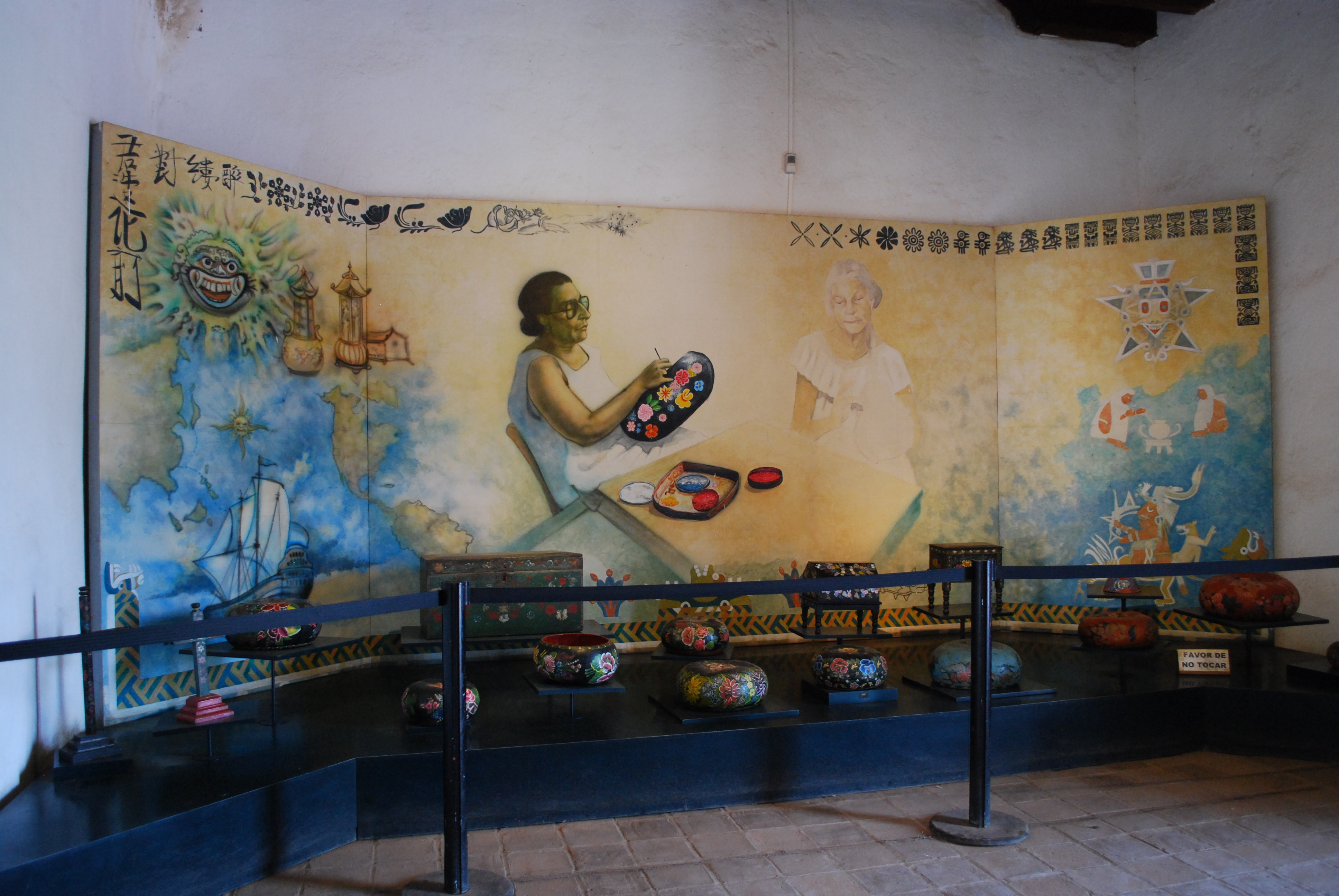
Exhibición en la entrada del Museo de la Laca.

#### Laca
La laca de Chiapa de Corzo es de origen prehispánico con influencias europeas. En las antiguas culturas de América usaron las cortezas de frutas como instrumento de uso doméstico y religioso, algunos de estos son la calabaza, el tecomate, la jícara, el huacal, los pumpos, etc. Las cortezas las había lisas y pintadas con una depurada técnica de decoración denominada laca o maque. Con la llegada de los españoles se dieron cambios en la técnica de la pintura en los objetos que pintaban. Durante el siglo XIX culminó el proceso de transformación de la laca original para consolidarse como una técnica mestiza, cuyos principales rasgos son los que hasta ahora le siguen identificando.

#### Tallado en madera
El Tallado en madera surge de las necesidades del culto religioso crearon una demanda de imágenes de santos. Al principio fueron traídos de Europa pero pronto las importaciones fueron insuficientes y es cuando se inicia la producción local de esculturas y tallados, los maestros artesanos se rodearon de aprendices indígenas y el arte importado recibió una interpretación indígena que lo transformó en arte mestizo. Gracias a este proceso fue posible culminar la decoración de iglesias que, de acuerdo a los estilos barrocos y platerescos predominantes de la época, requerían, entre otras cosas, de imágenes, altares y todo tipo de trabajos en madera.

#### Bordado chiapacorceño
El traje regional de las chiapanecas es reconocido internacionalmente por su elegancia y consiste en una falda de olanes completamente tapizados de flores bordadas a mano con hilos de seda. Actualmente se confeccionan con esta técnica, no solo trajes, sino manteles, tapetes, mantillas, chalinas, blusas, con la intención de que el bordado tradicional tenga diversidad. Para hacer los trajes, primero se corta el tul (tela especial para bordar), se diseña el dibujo de la decoración de lo que será el vuelo, se une el tul con la muestra diseñada y se empieza por el ojal de las orillas del vuelo. Para la elaboración del bordado de flores, se aplica la puntada denominada embollado, al mismo tiempo que se elabora el bordado de las bolitas, una vez elaborada una sección del vuelo con las bolitas se continúa con una flor y ya terminada la flor se inicia con otra sección de bolitas, y así sucesivamente, continuando con la elaboración del bordado de las hojas y el bordado de las semillas. Ya elaborado el bordado se confecciona una camisa con tela de tafeta y se concluye uniendo los vuelos.
Sin embargo el bordado de Chiapa de Corzo no se limita solo a la confección del traje de Chiapaneca, también está el bordado a mano y el bordado a máquina, con el que se decoran las camisas tradicionales (blusa), manteles, sobre camas, las chalinas y decorados.

#### Joyería
Con el arribo de los europeos, vinieron ideas nuevas en la utilización de los metales y con éstas llegaron también estilos, diseños y nuevas aplicaciones. Aunque olvidada, la joyería de Chiapa de Corzo se destaca por la elaboración de la filigrana, engarzados de piedras preciosas y monedas valiosas, cuentas, gargantillas, aretes, pulseras, collares, anillos, pulseras, semanarios, cadenas y pulsos.

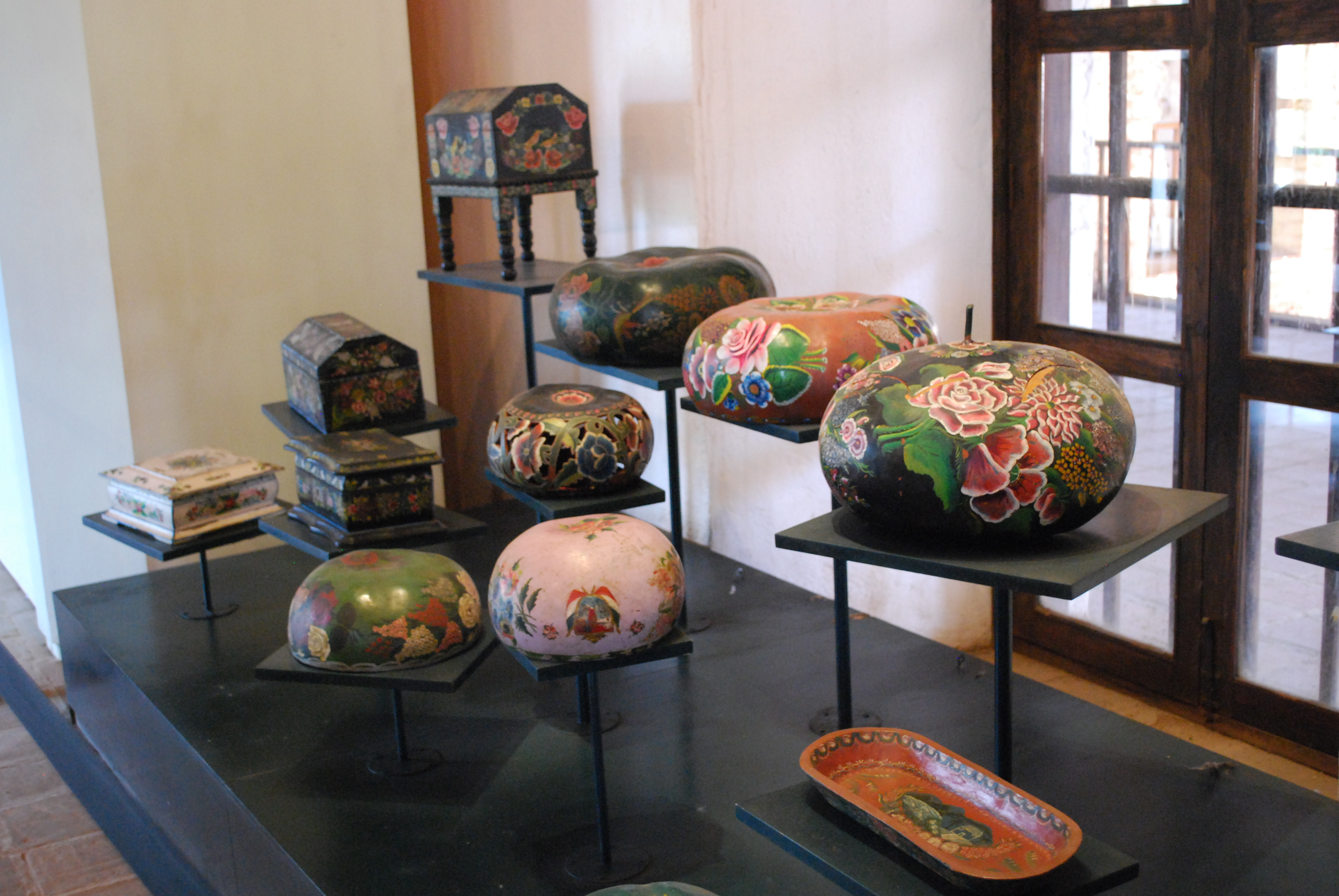
Laqueado tradicional de Chiapa de Corzo.
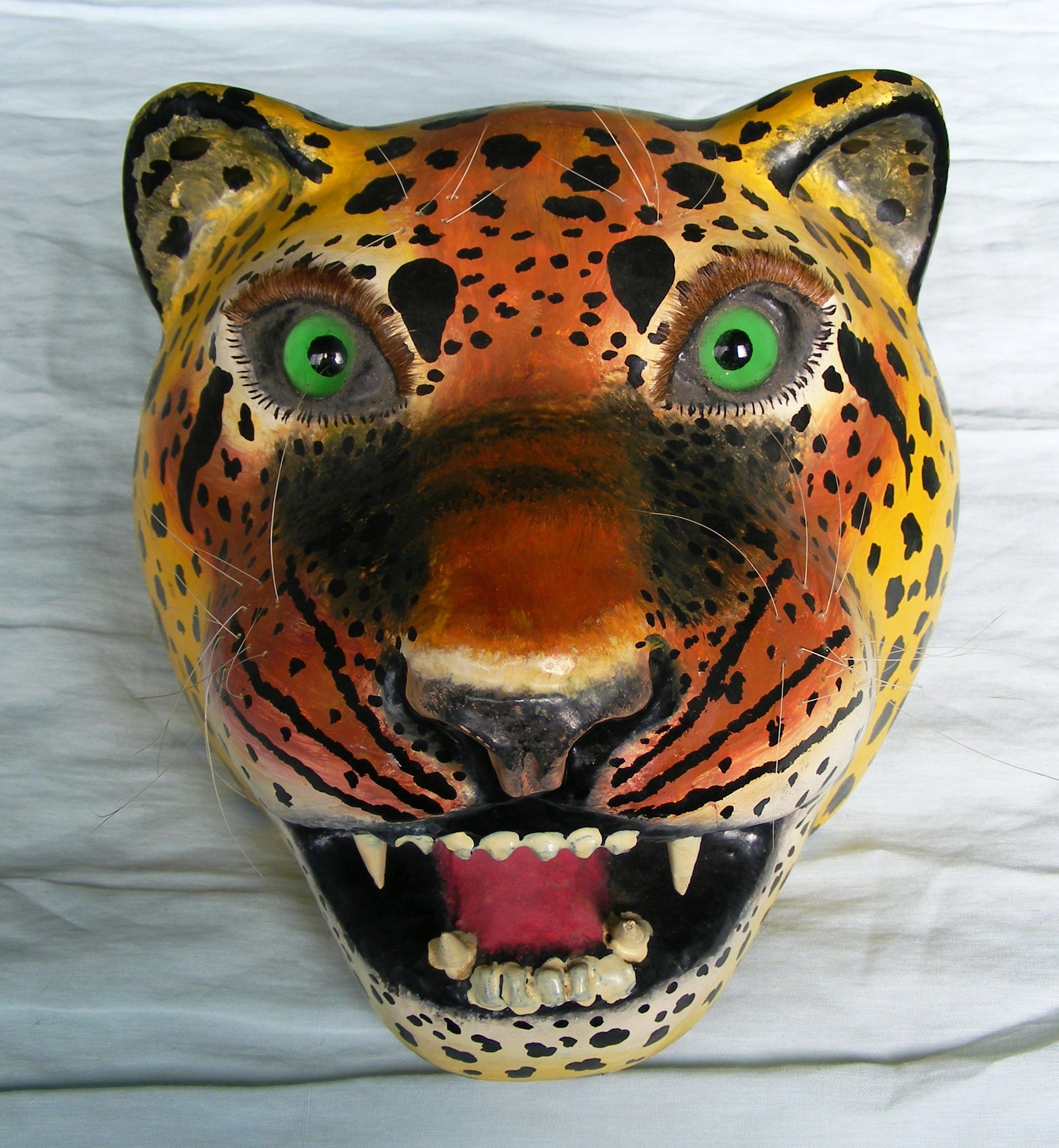
Tallado en madera.
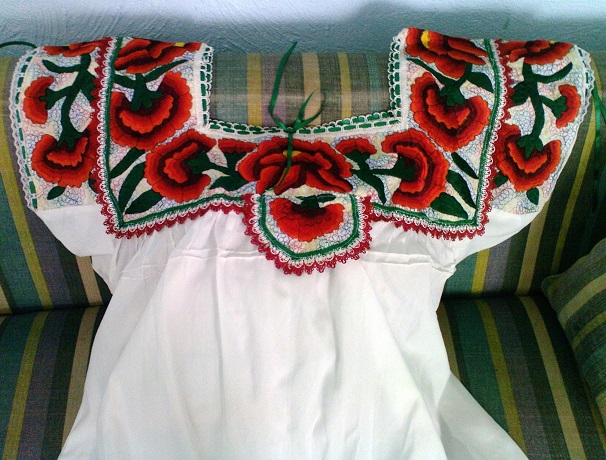
Bordado tradicional de Chiapa de Corzo.
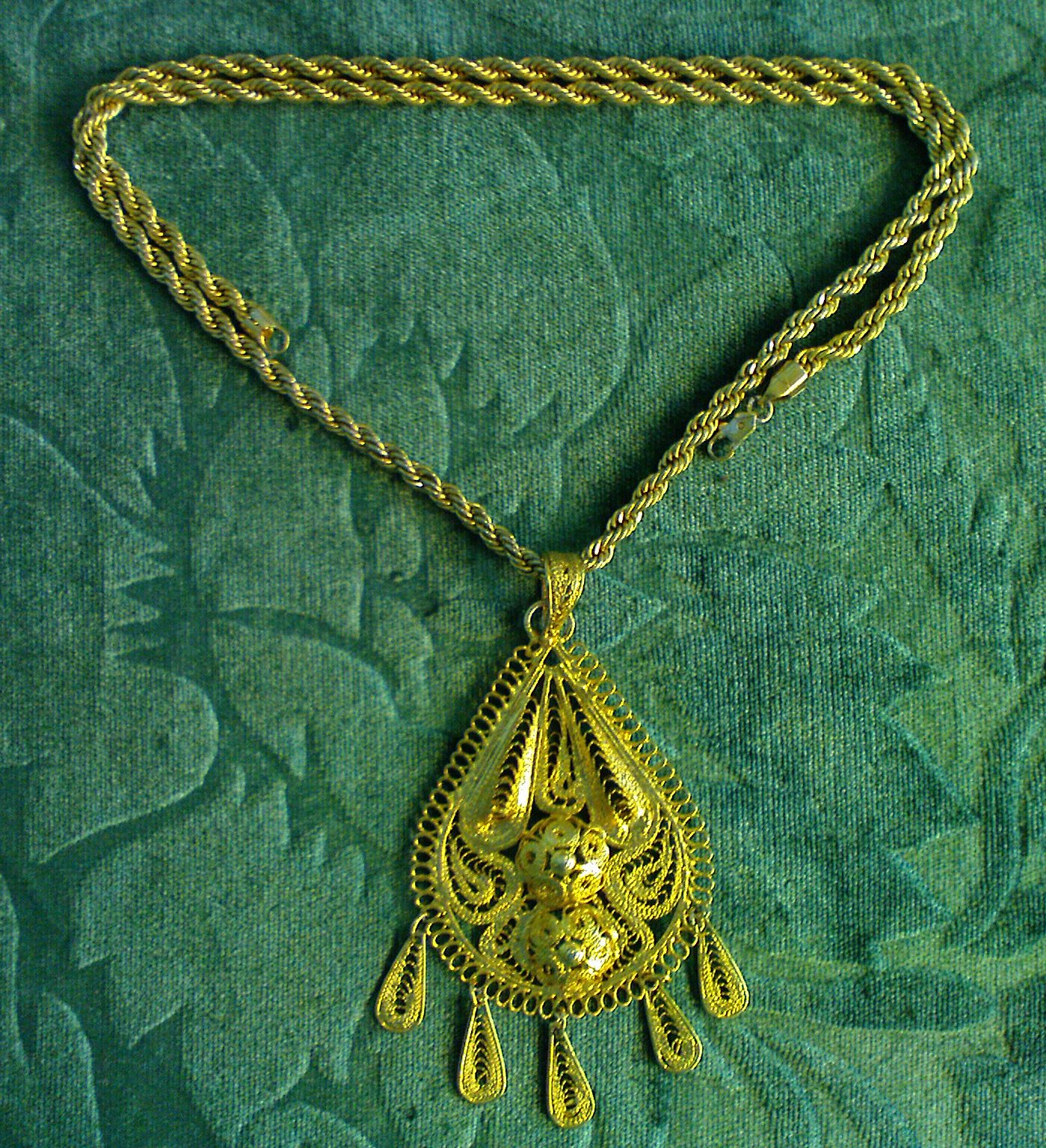
Joyería. Torsal en filigrana.
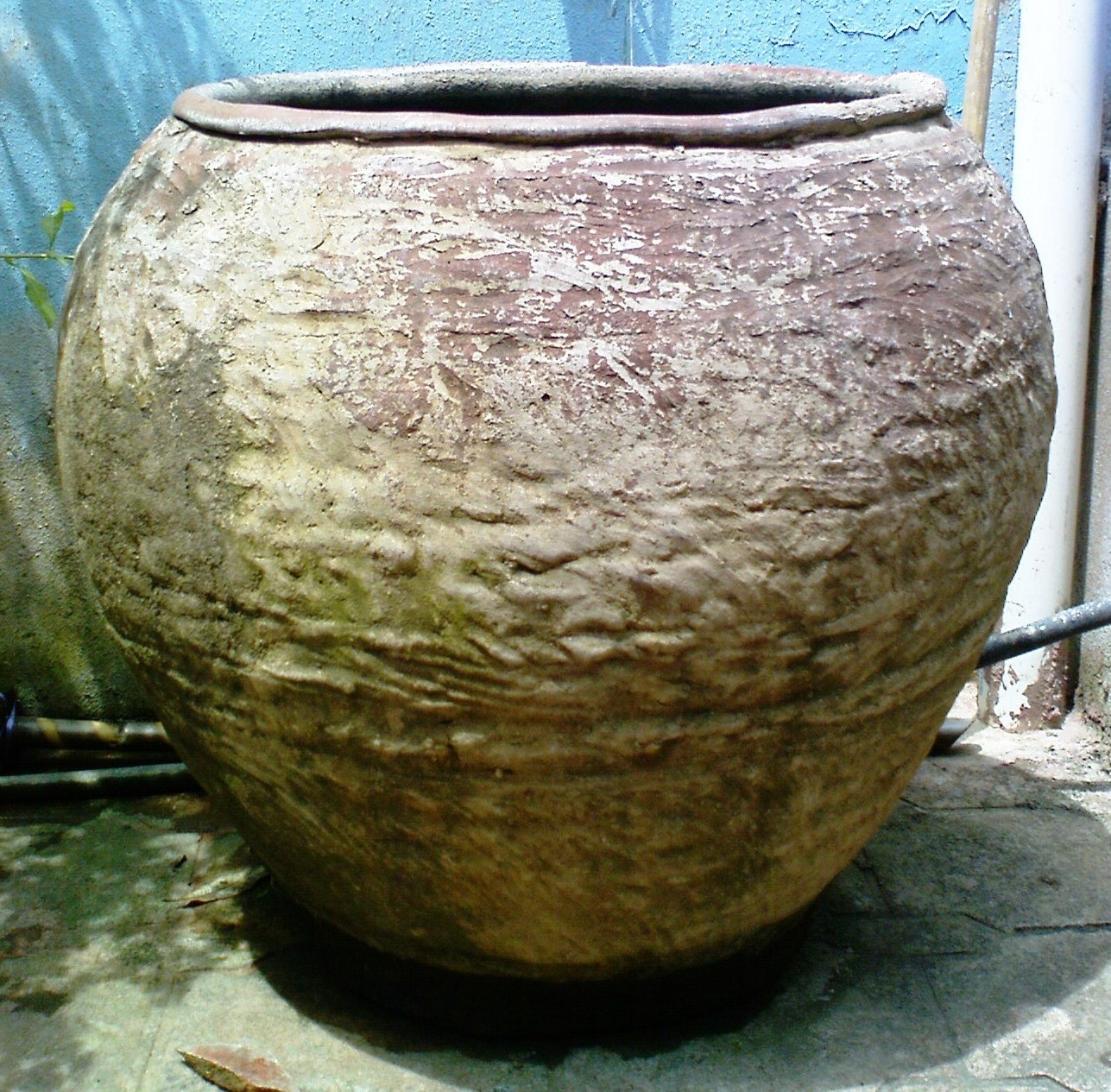
Apaste alfarería de Chiapa de Corzo.
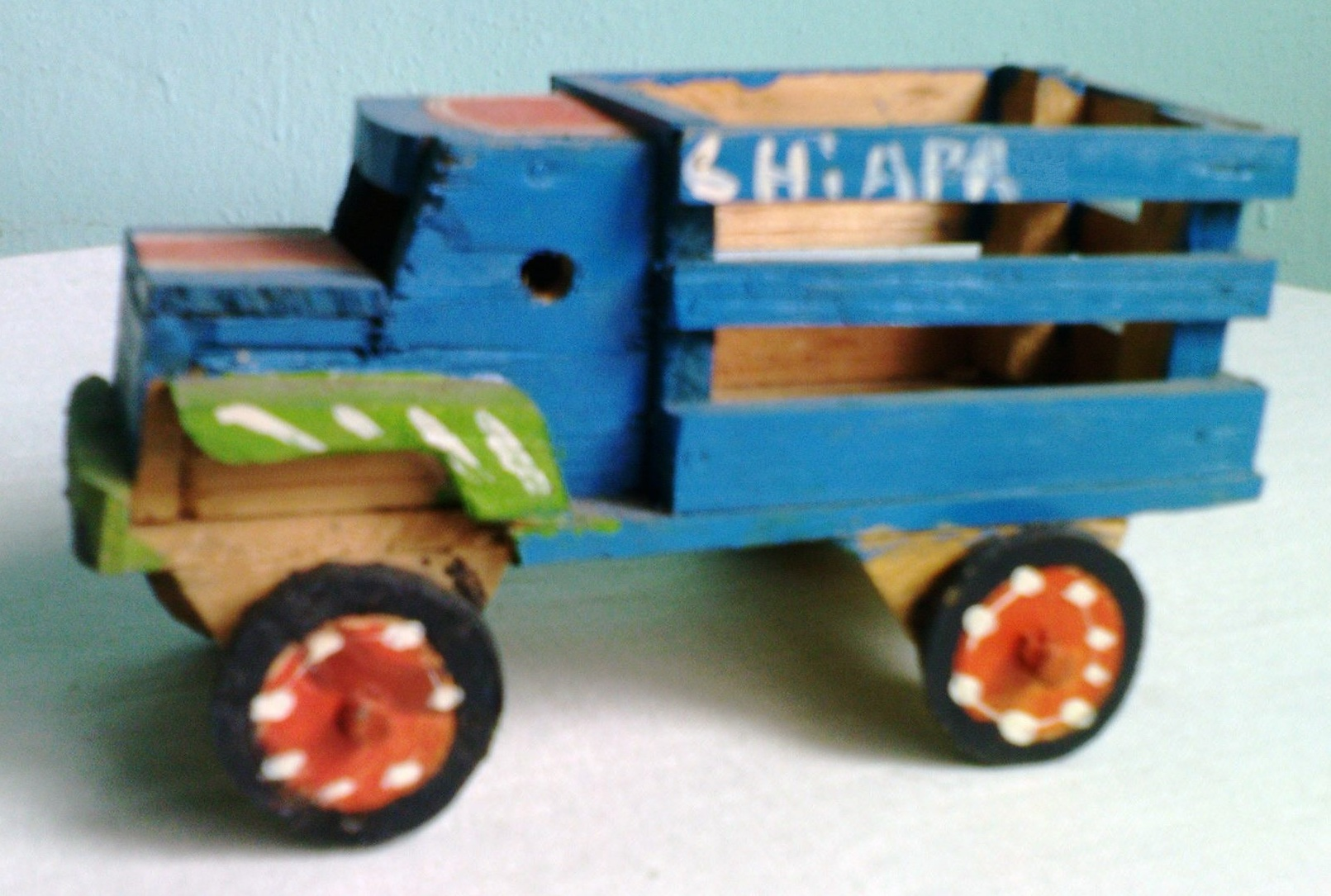
Juguete de Chiapa de Corzo.
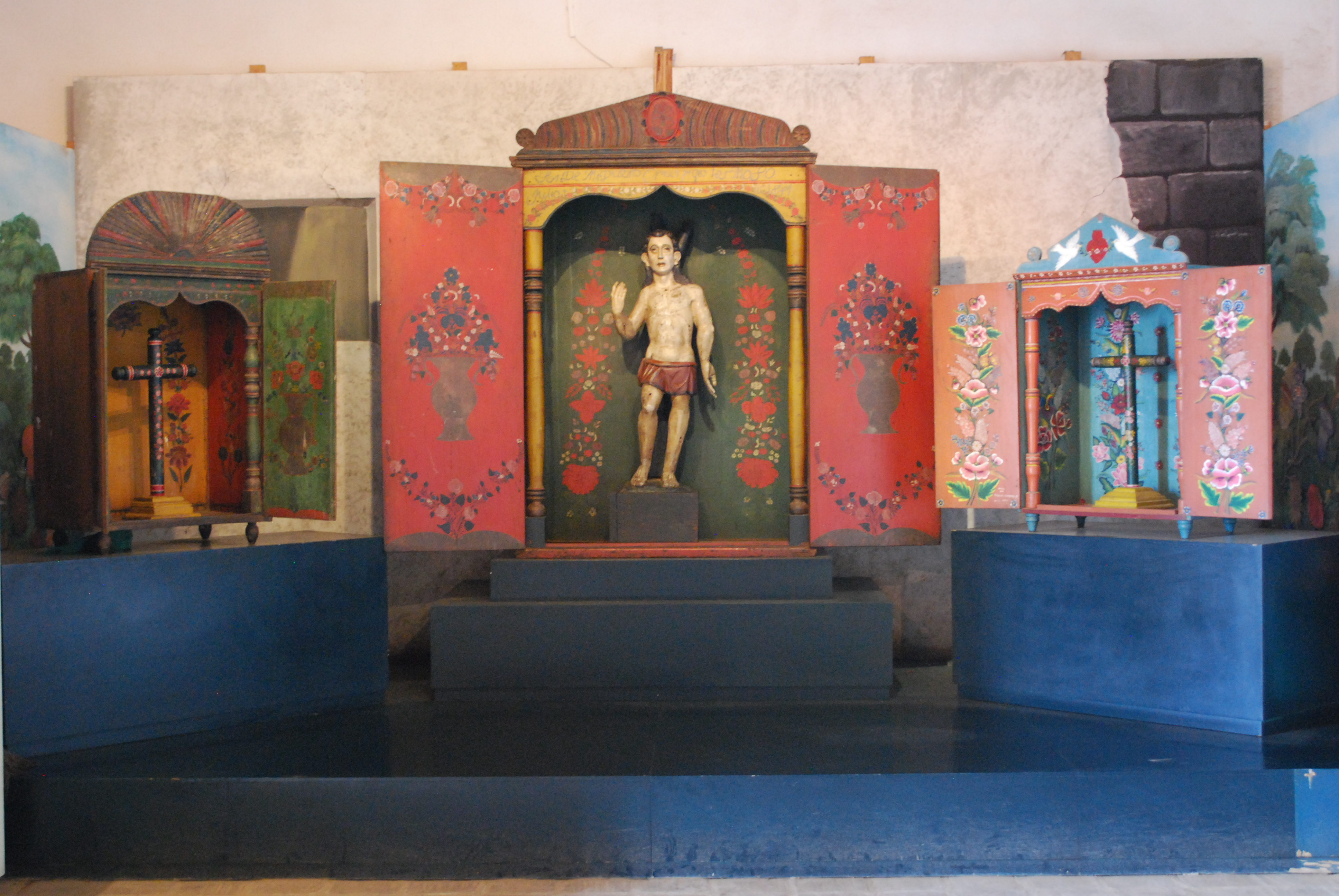
Talla en madera.

### Gastronomía
La gastronomía de este lugar está influenciada por la cultura Zoque (cultura prehispánica) y la española que trajeron los conquistadores. Los platillos típicos de Chiapa de Corzo son, la pepita con tasajo, el puerco con arroz, el tamal bola, el tamal de cambray, el tamal de hoja de yerba santa, el tamal de plátano, el tamal de chipilín, el tamal compuesto, el chipilín con bolitas, el frijol con pellejo, el bagre entomatado; la chanfaina; la menudencia con tomate; machaca con huevo, picadillo, la lechequemada, el nacasma frito, el caldo de chipilín, el gasnate, las tortillas con asiento de manteca, el cocido de res, el caldo de albóndigas, el pescado salado, el caldo de shuti, caldo de salpicón, sopa de fiesta, la bebida de temperante, pescado baldado, el pozol blanco con chile blanco, la salconchile, los chiles miraparriba curtidos en limón, las memelitas de frijol, el cochito, el estofado, lengua guisada, costillita adobada, tamal de frijol, la sopa de pan mole de Chiapa, lomo relleno, carnes frías, obleas, cazuelejas, pan de yema, el puerco adobado, la carne asada con chirmol, el punchi (café con huevo); el tasajo con chirmol o con agua de chile; el pozol blanco, el pozol de cacao, el pozol de maíz reventado, caldo de panza, las tortaditas con recado, el caldo de chipilín, pozol de tortilla, el pellejo con arroz, embutidos, el tazcalate, la mistela, el atol agrio, dulces como los nuégados, tamal de pollo, el bien me sabe, las bolonas, el coyol en dulce, el cupape en dulce, crucecitas de azúcar, pan de muerto, roscas de muerto, las cazuelejas de elote, los raspados de vainilla o cremas, refresco de jocote, el marquezote, los turrones, buñuelos, rosquillas, empanaditas, los suspiros, los chimbos, el puxinu, los bombones de miel, la melcocha, las tostadas de manteca, las tostadas de crema.

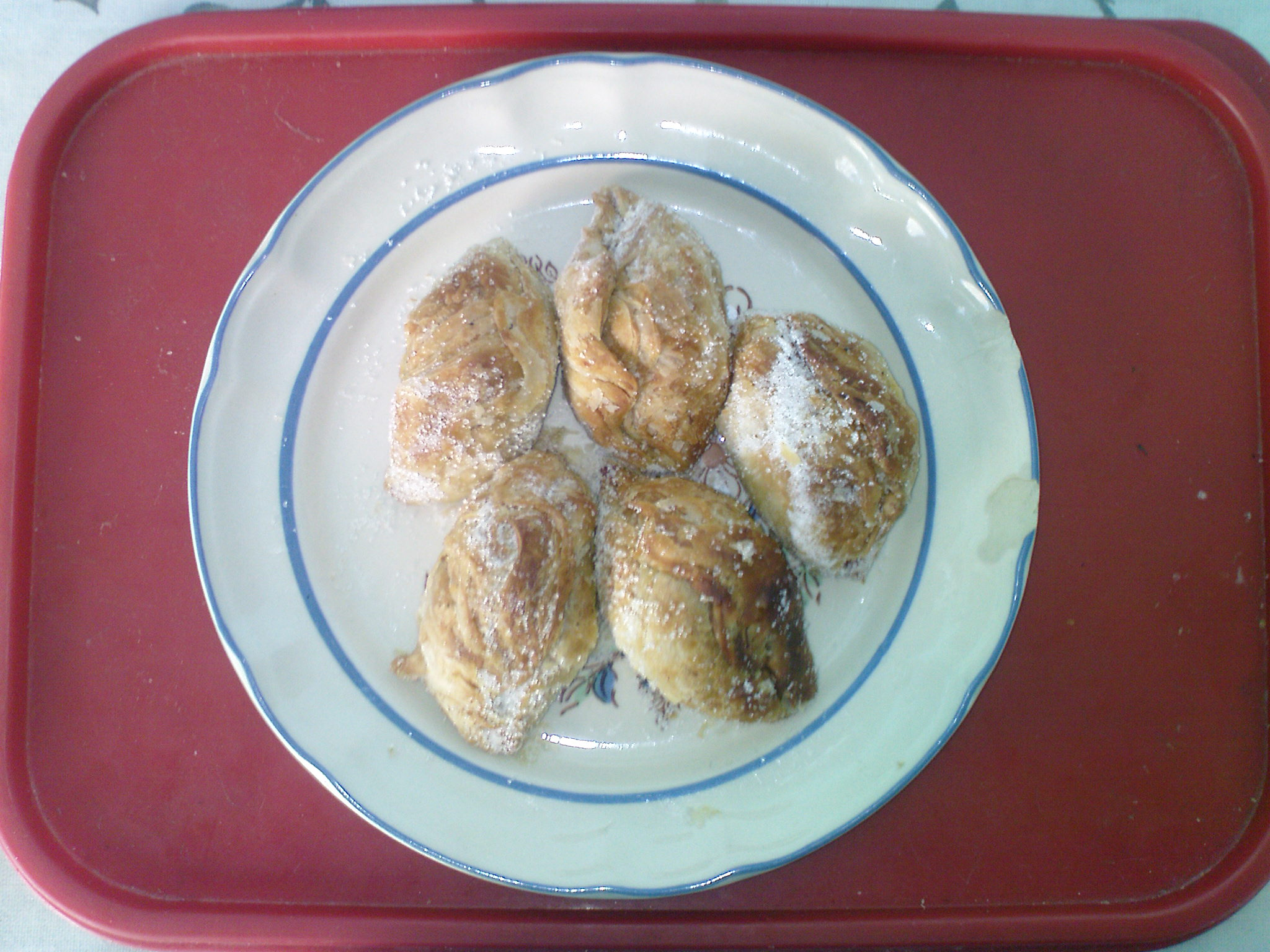
Empanaditas de Chiapa de Corzo
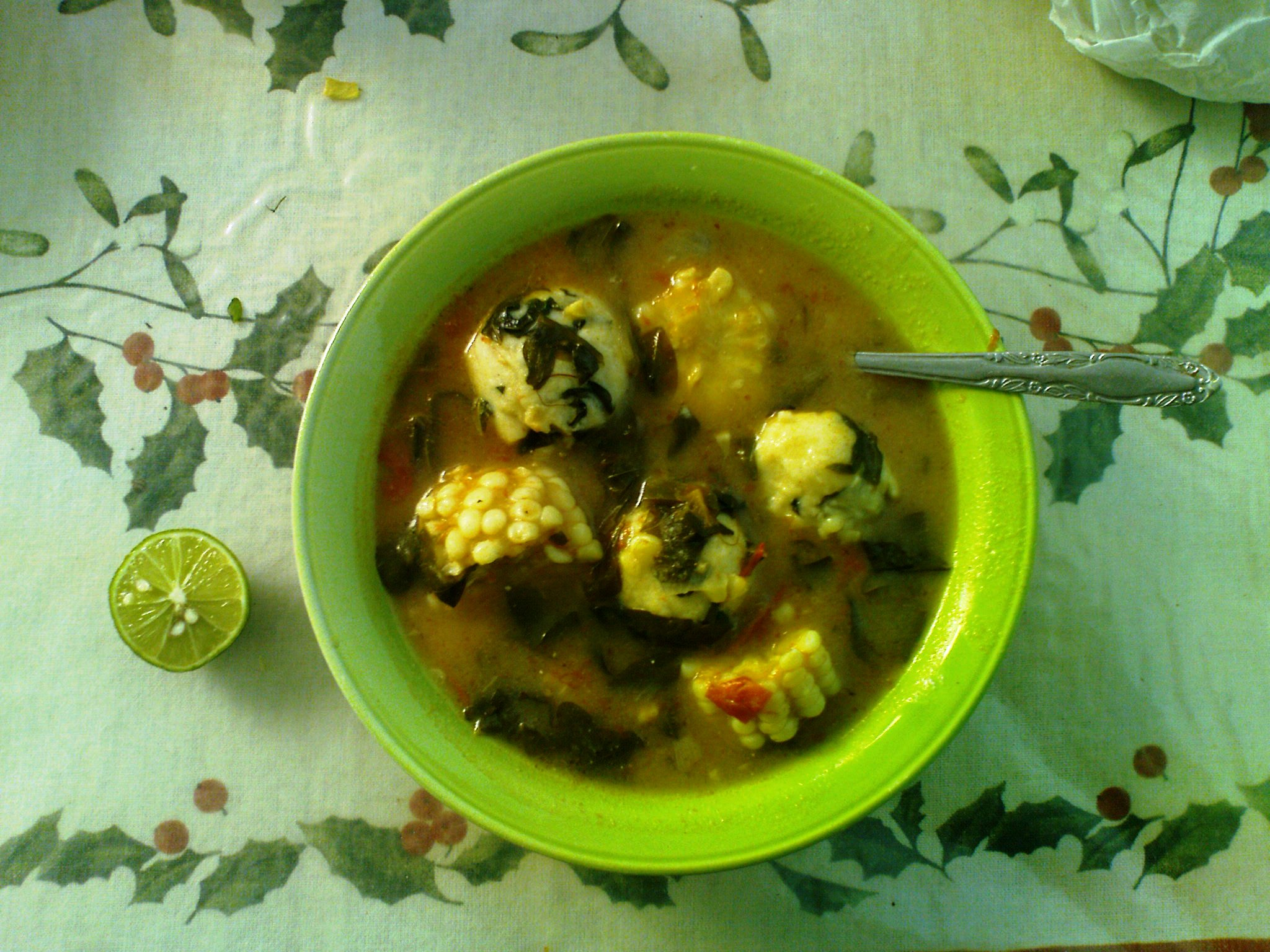
Chipilín con bolitas.
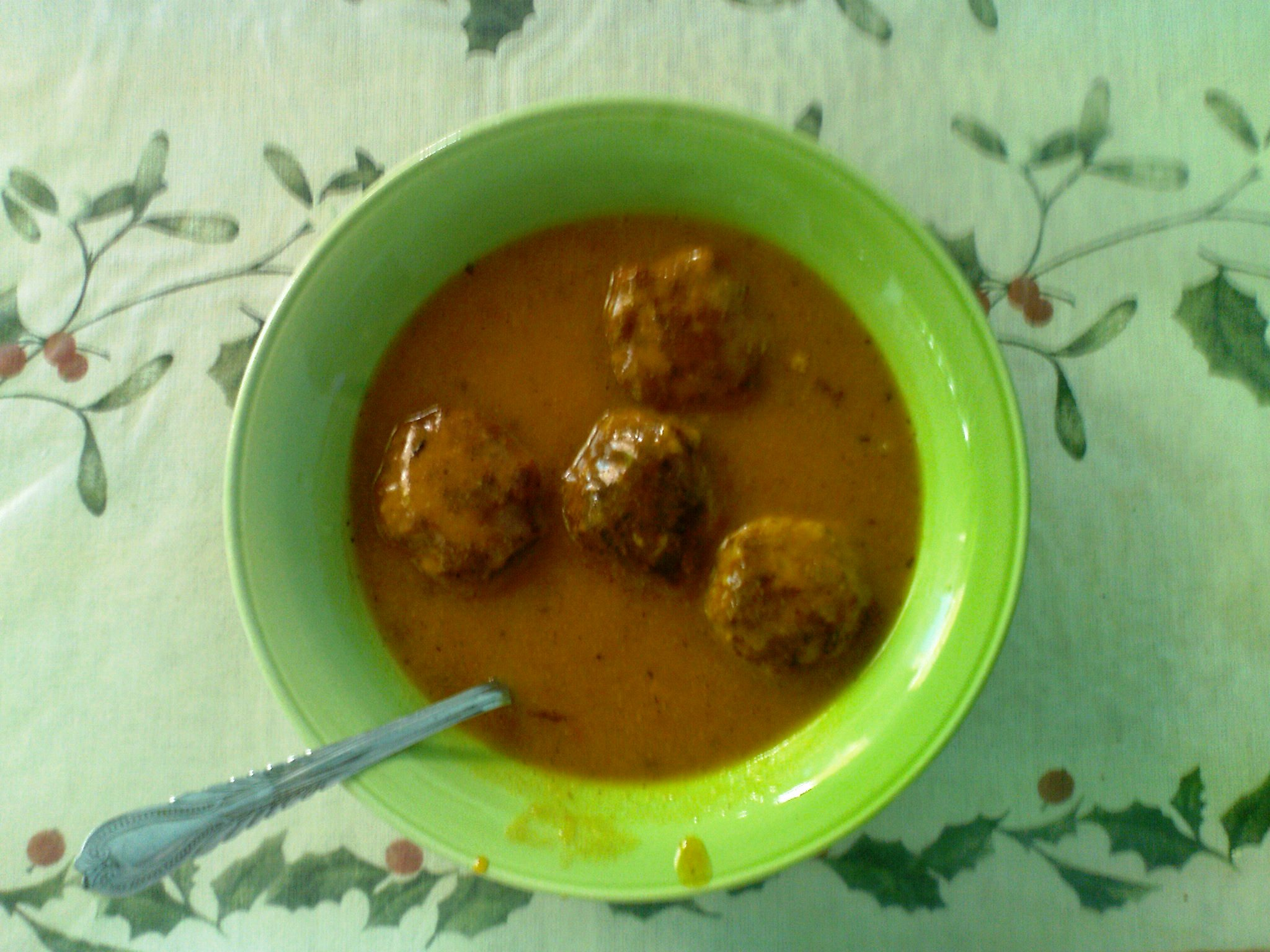
Tortaditas con recado.
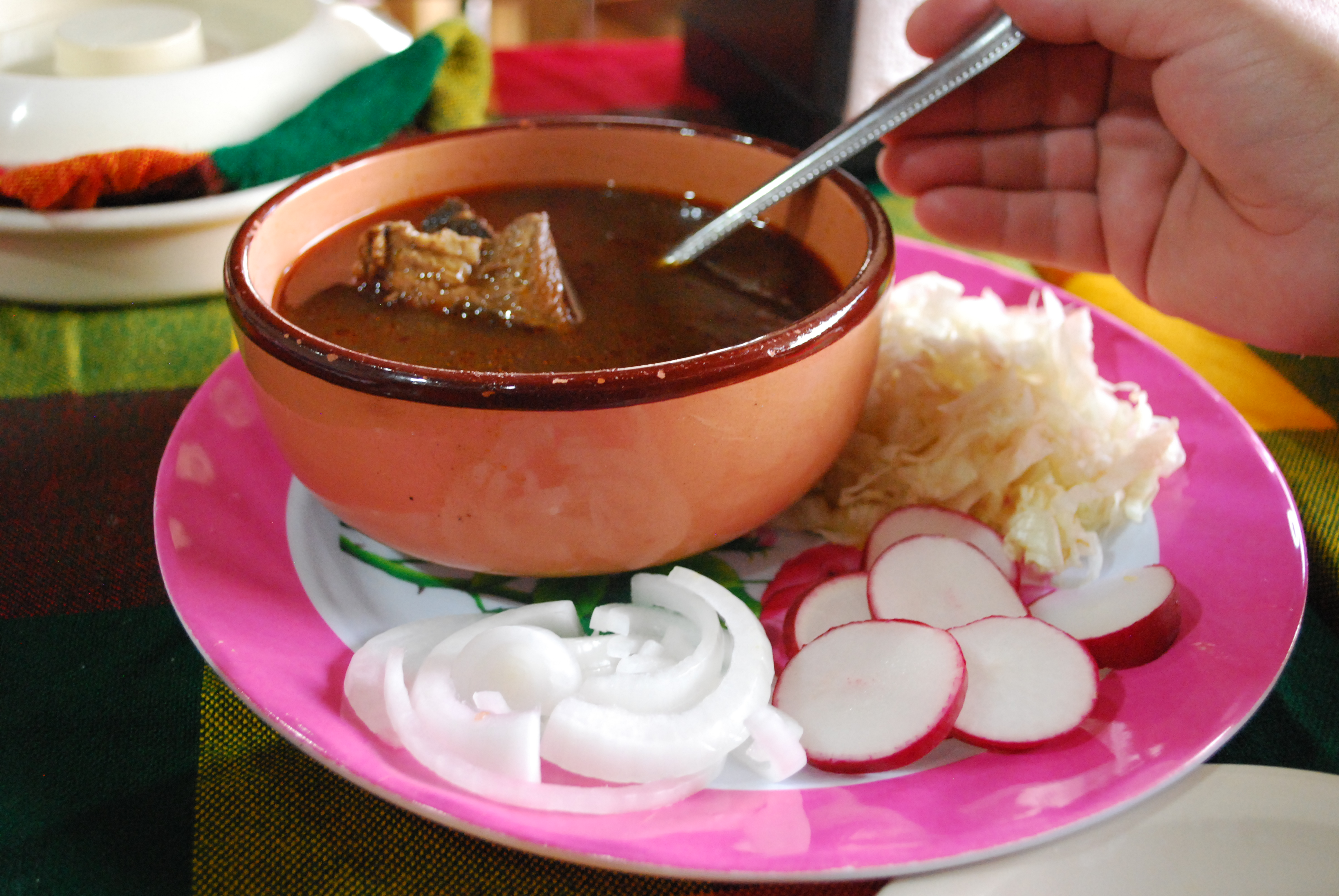
Cochito.
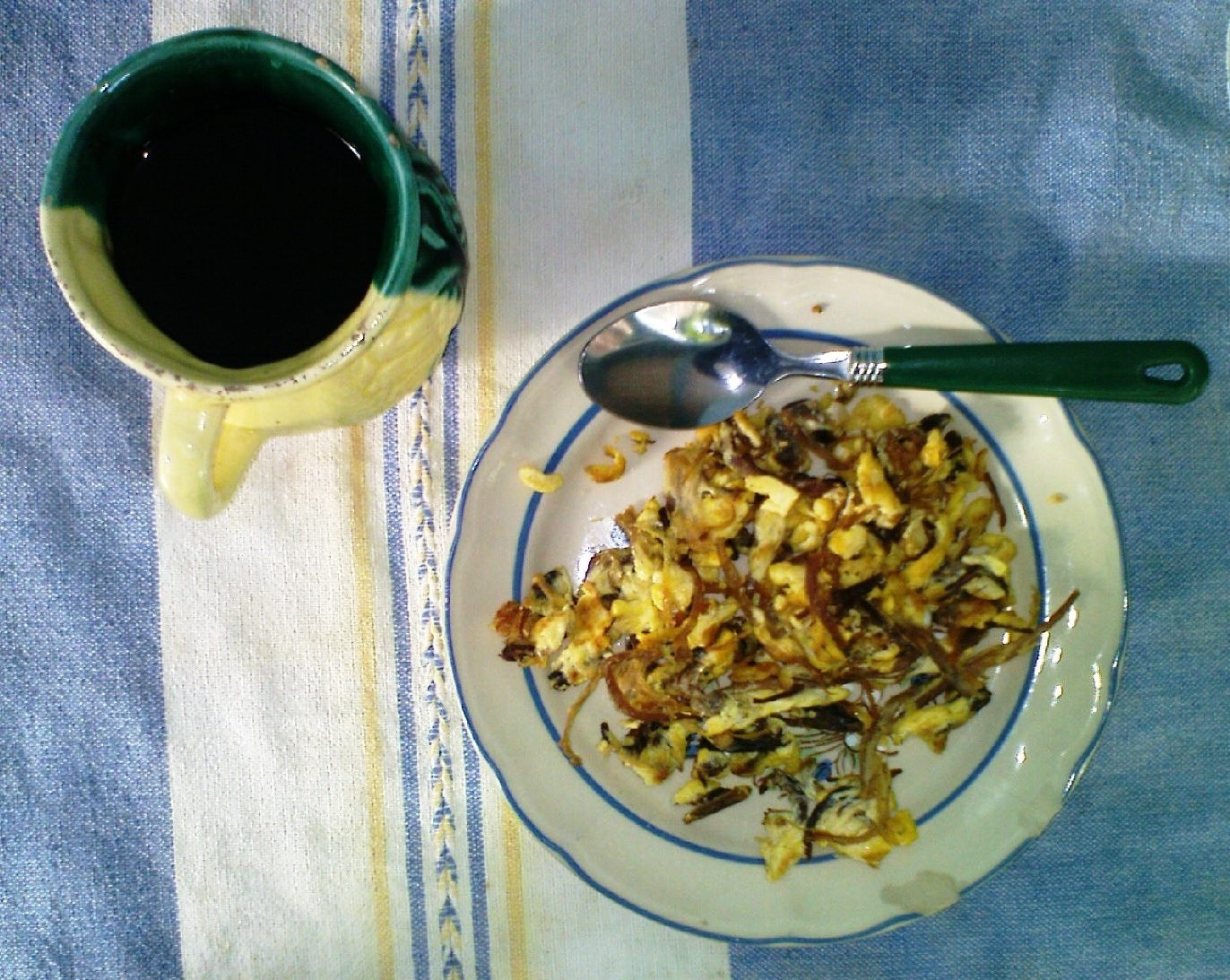
Machaca con huevo.
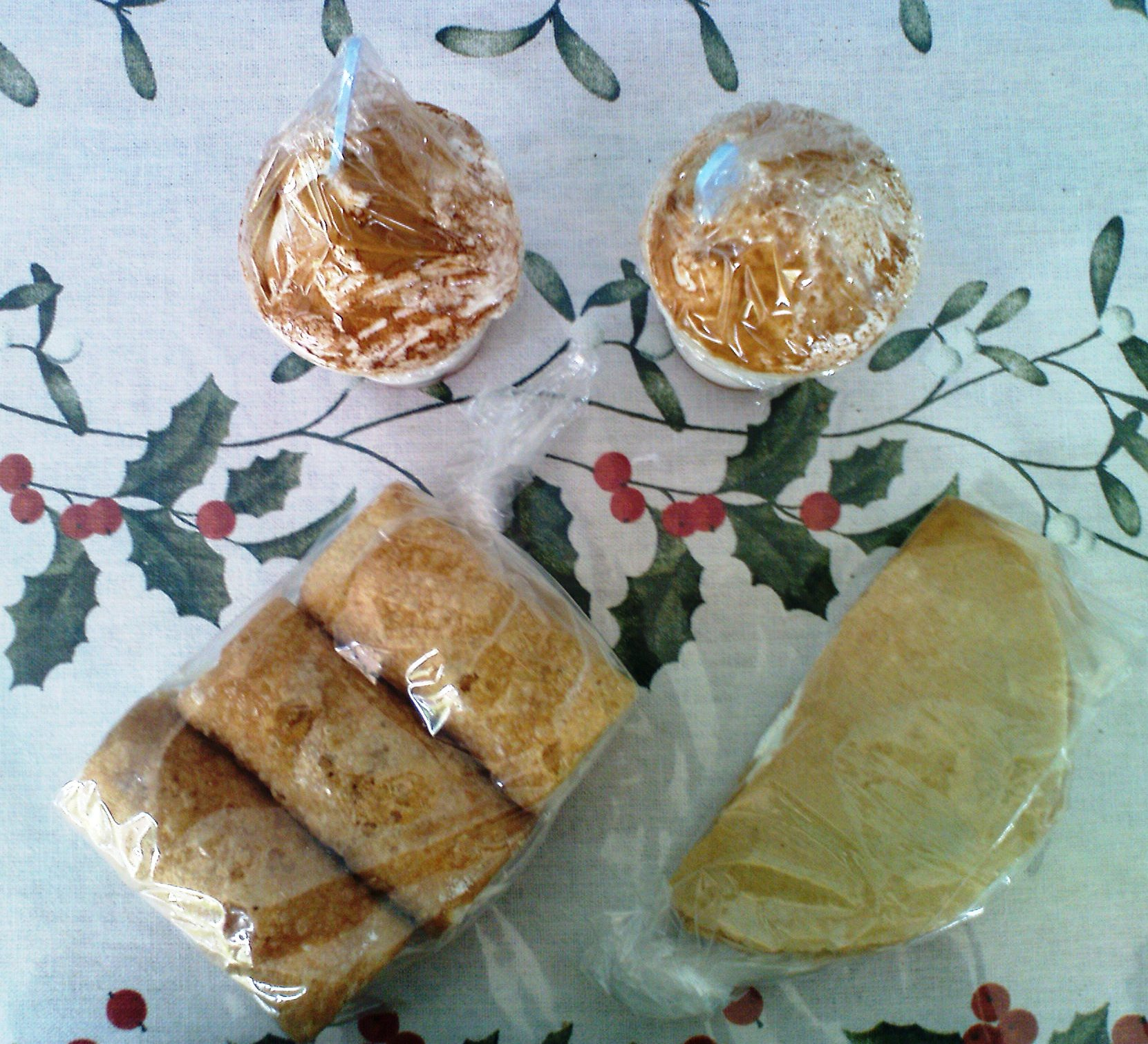
Dulces tradicionales de Chiapa de Corzo.
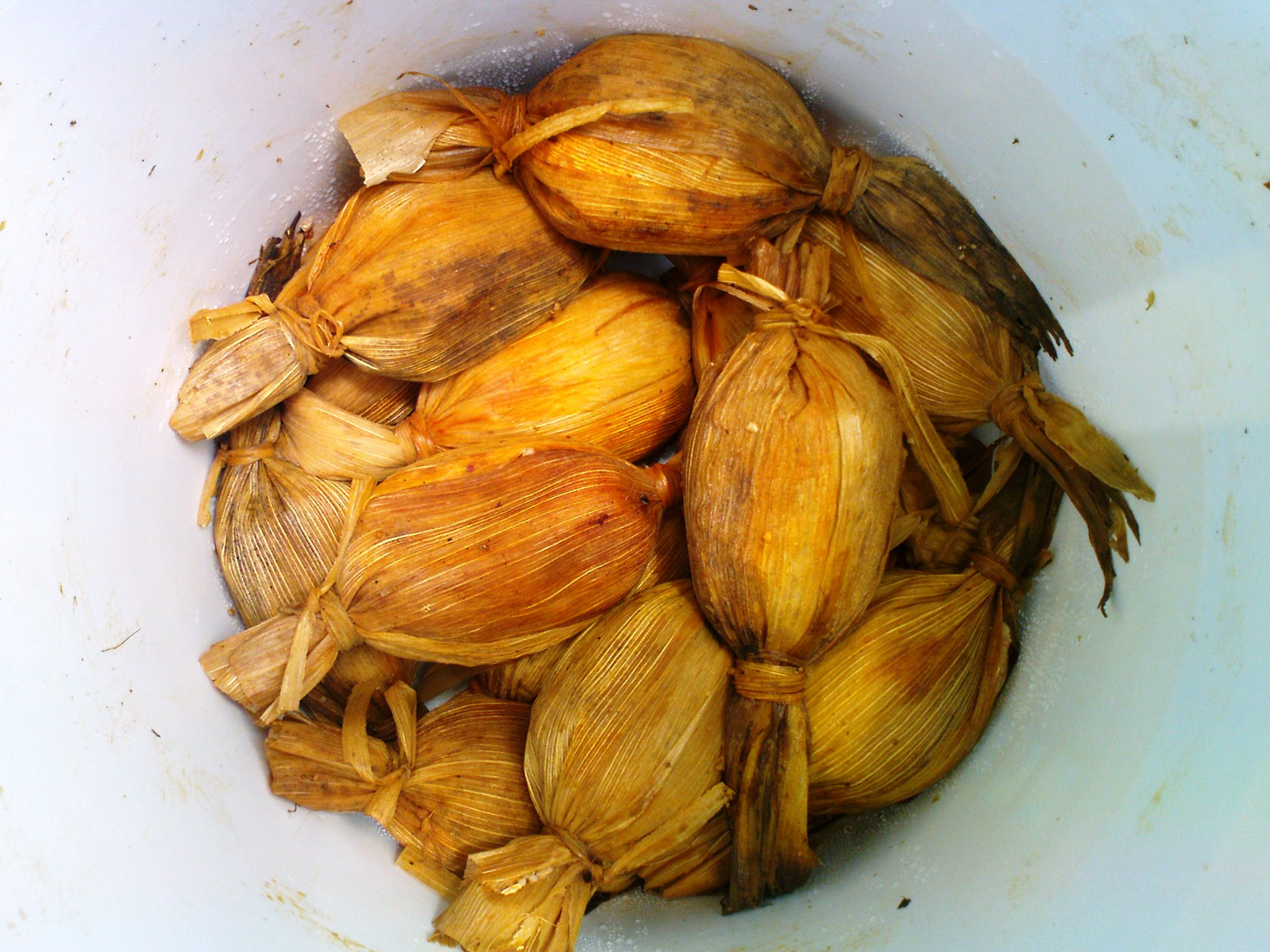
Tamal bola de Chiapa de Corzo.
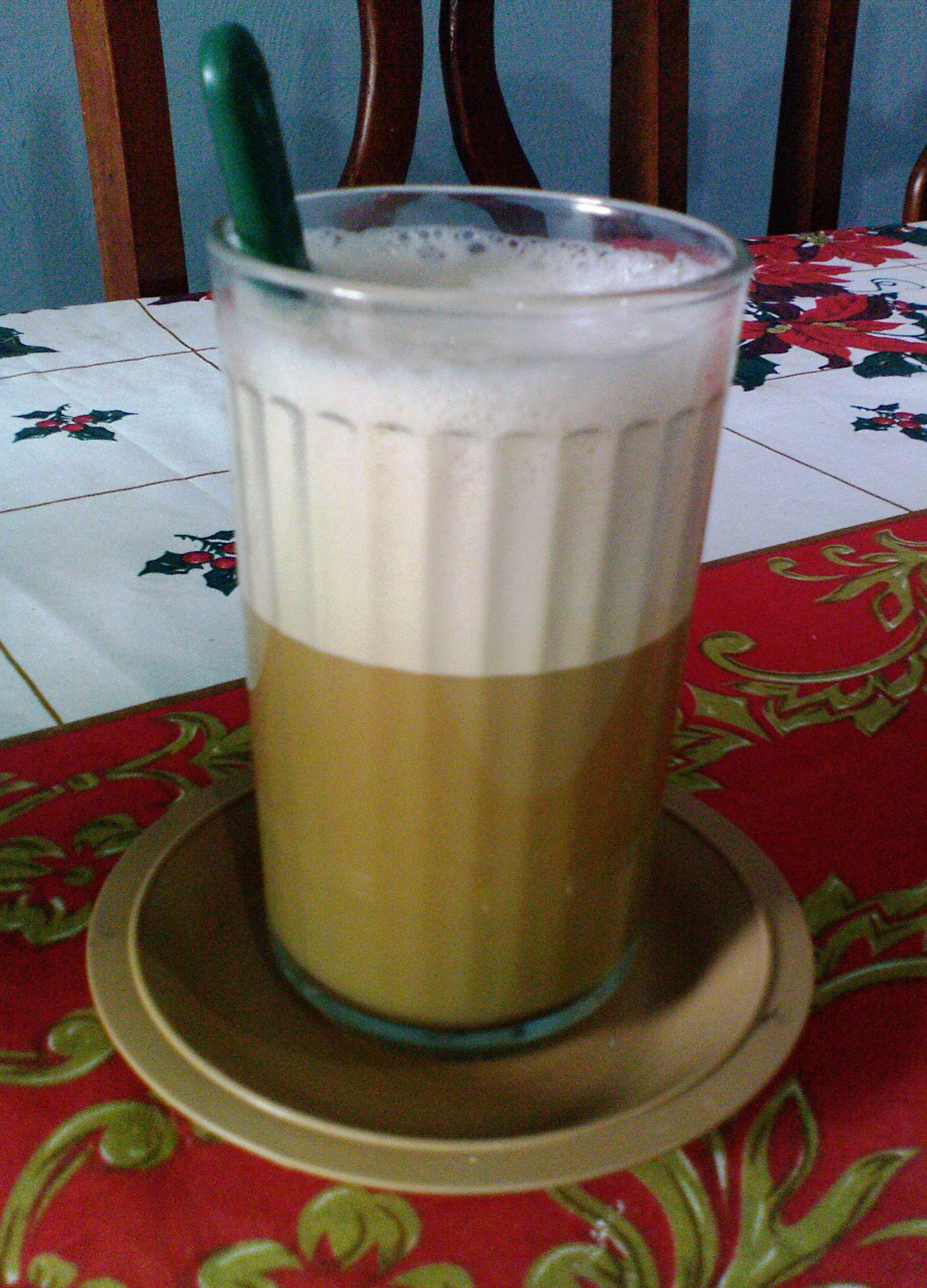
Punchi.
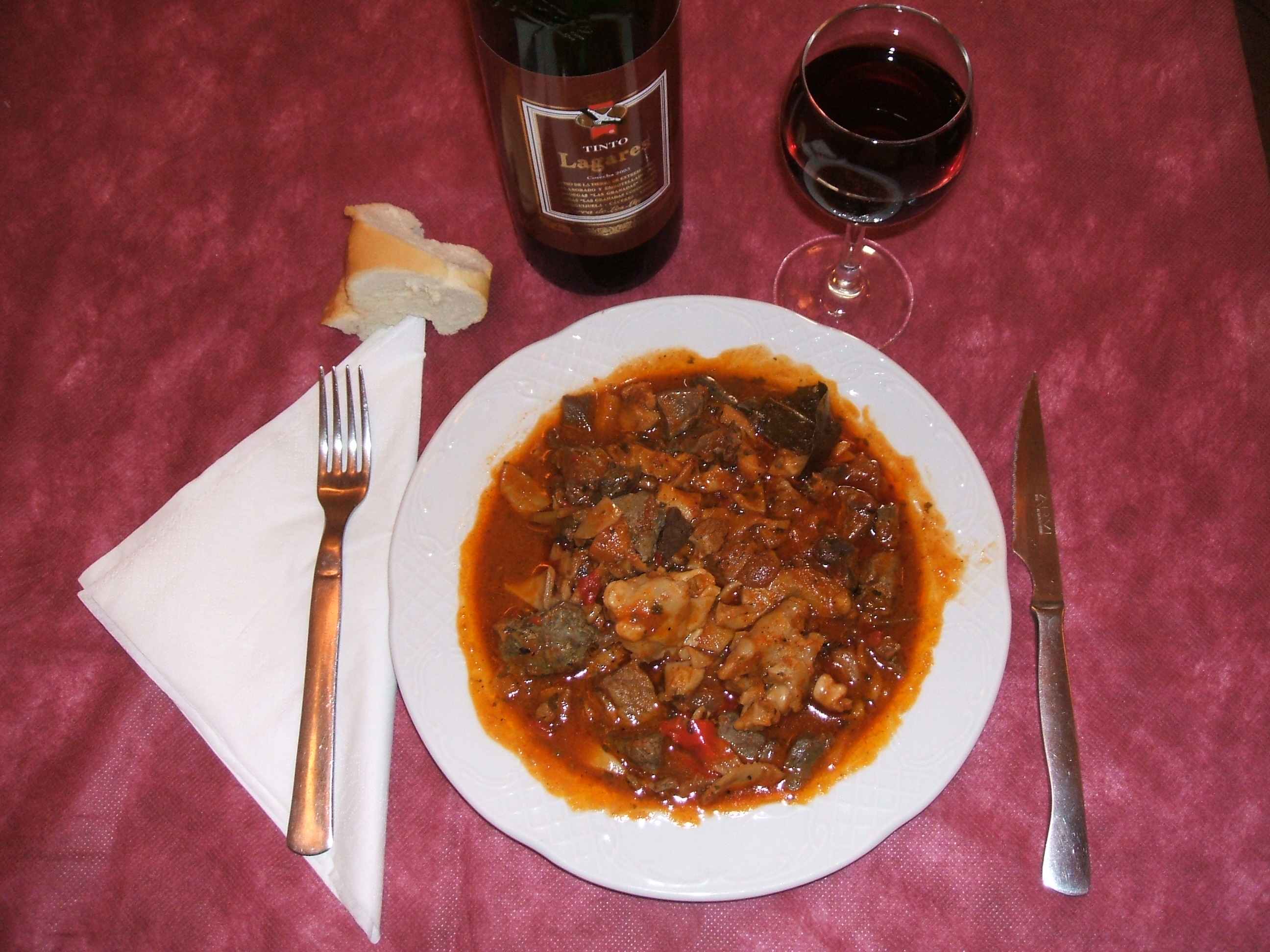
Chanfaina.
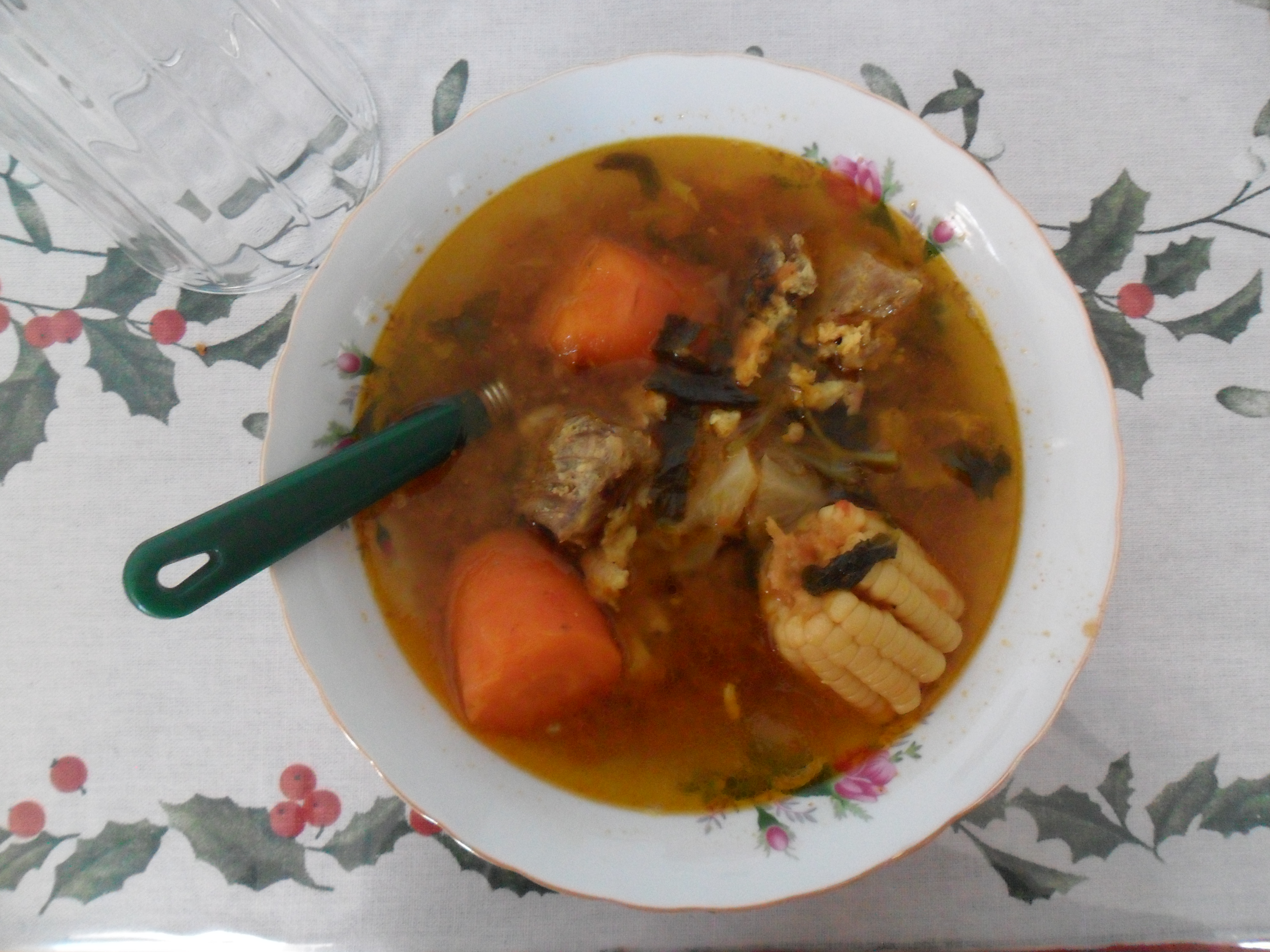
Salpicón de Chiapa de Corzo.
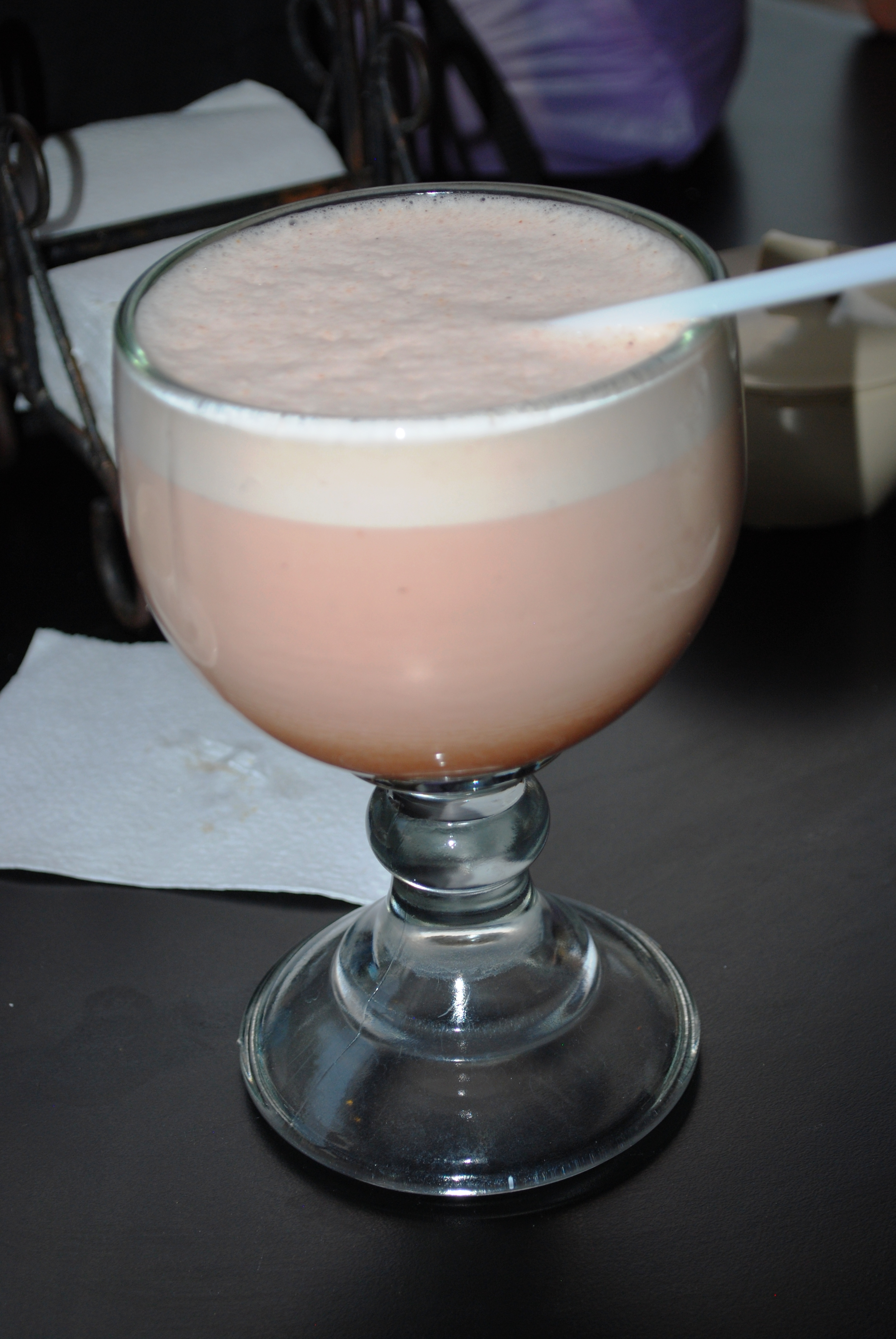
Tascalate con leche.
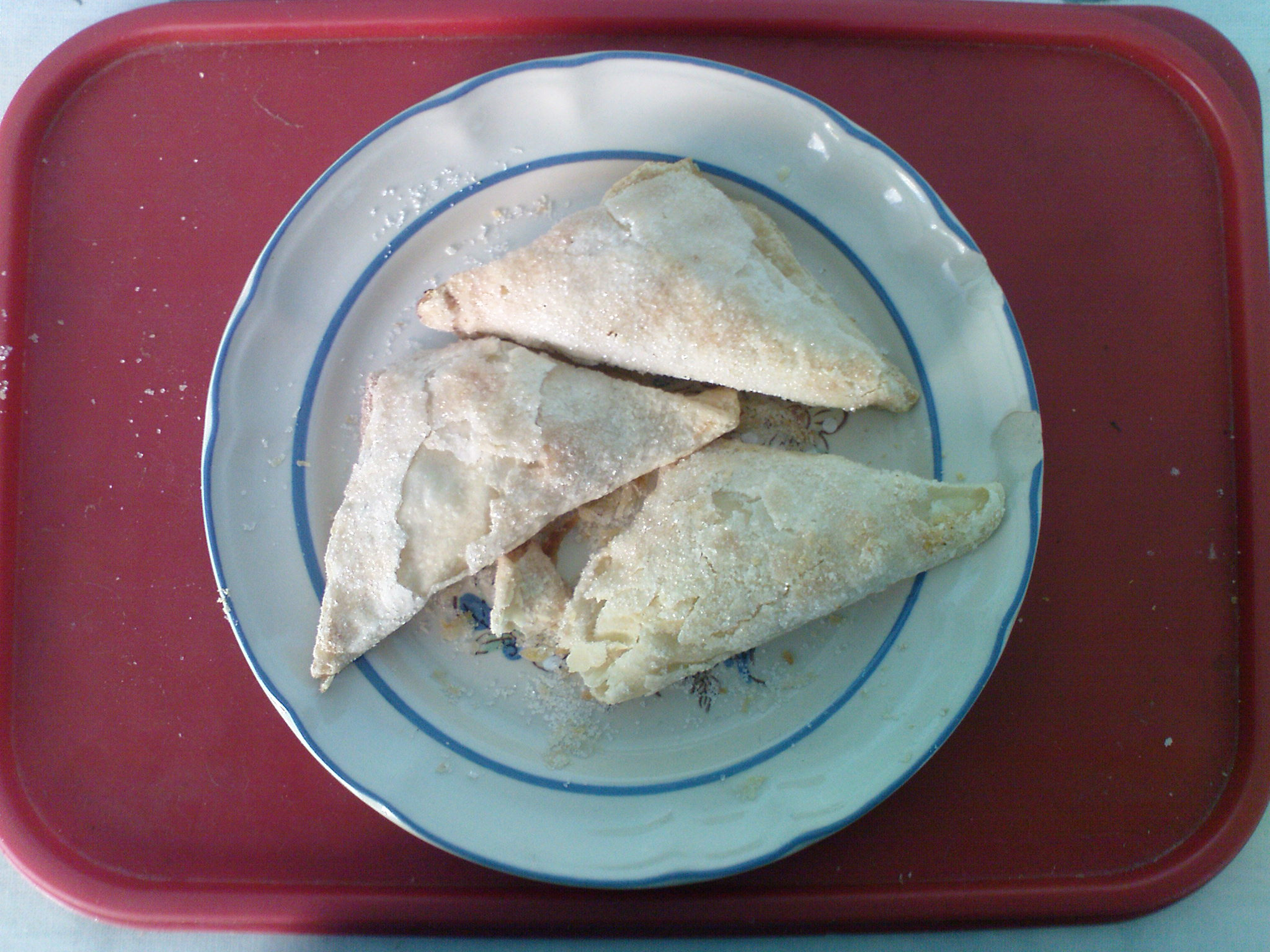
Empanaditas de leche.
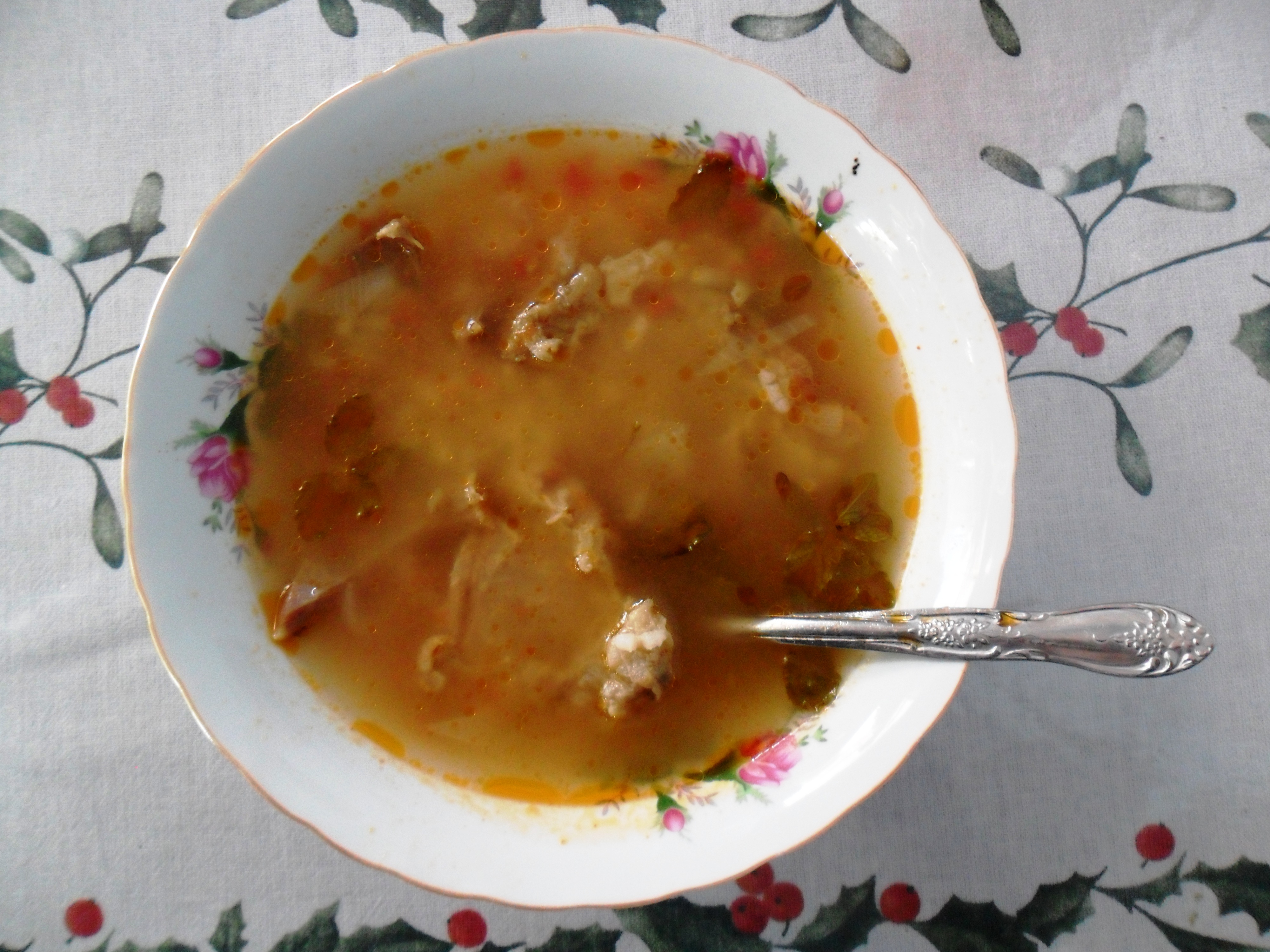
Pellejo con arroz.
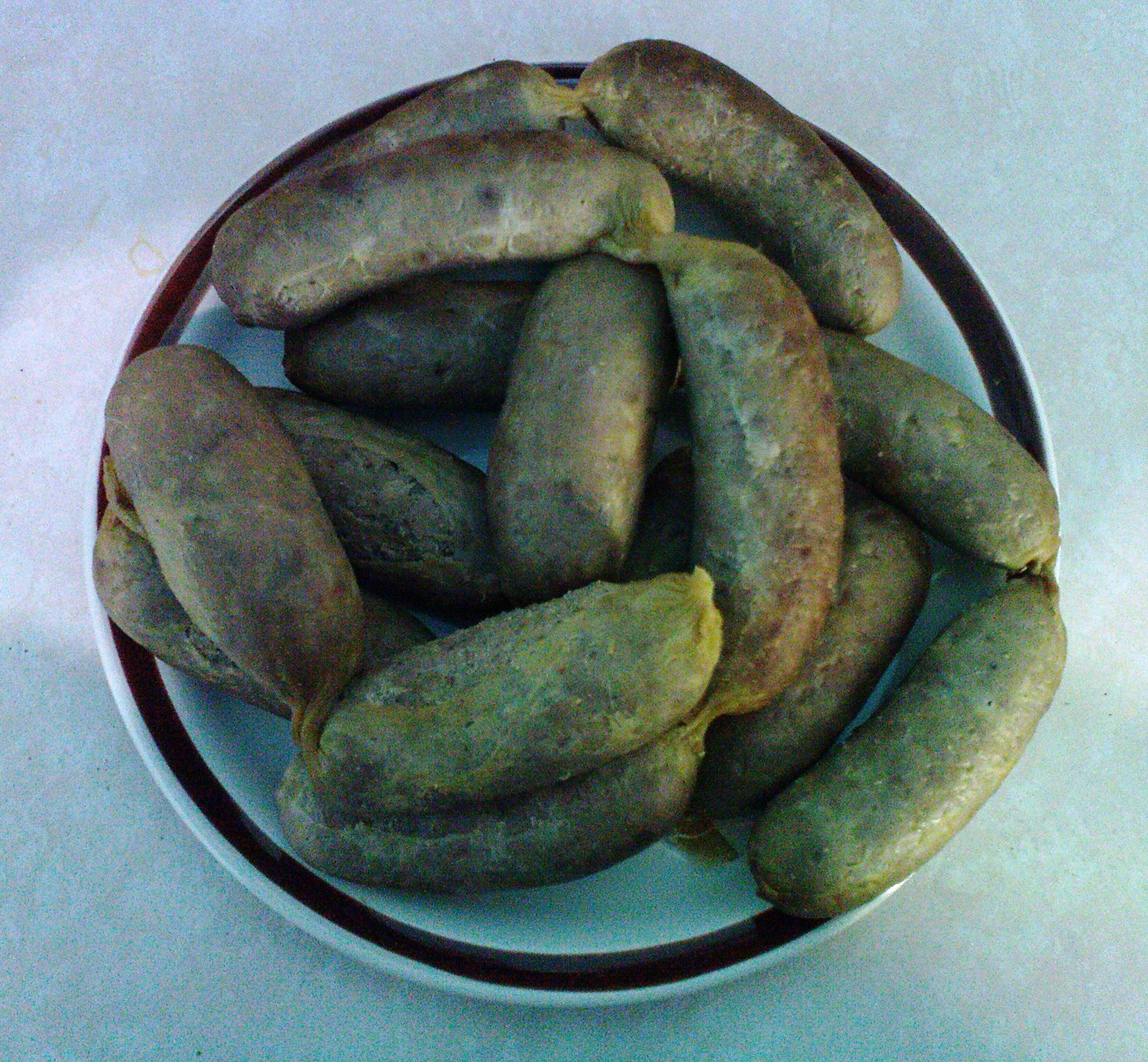
Butifarras de Chiapa de Corzo.
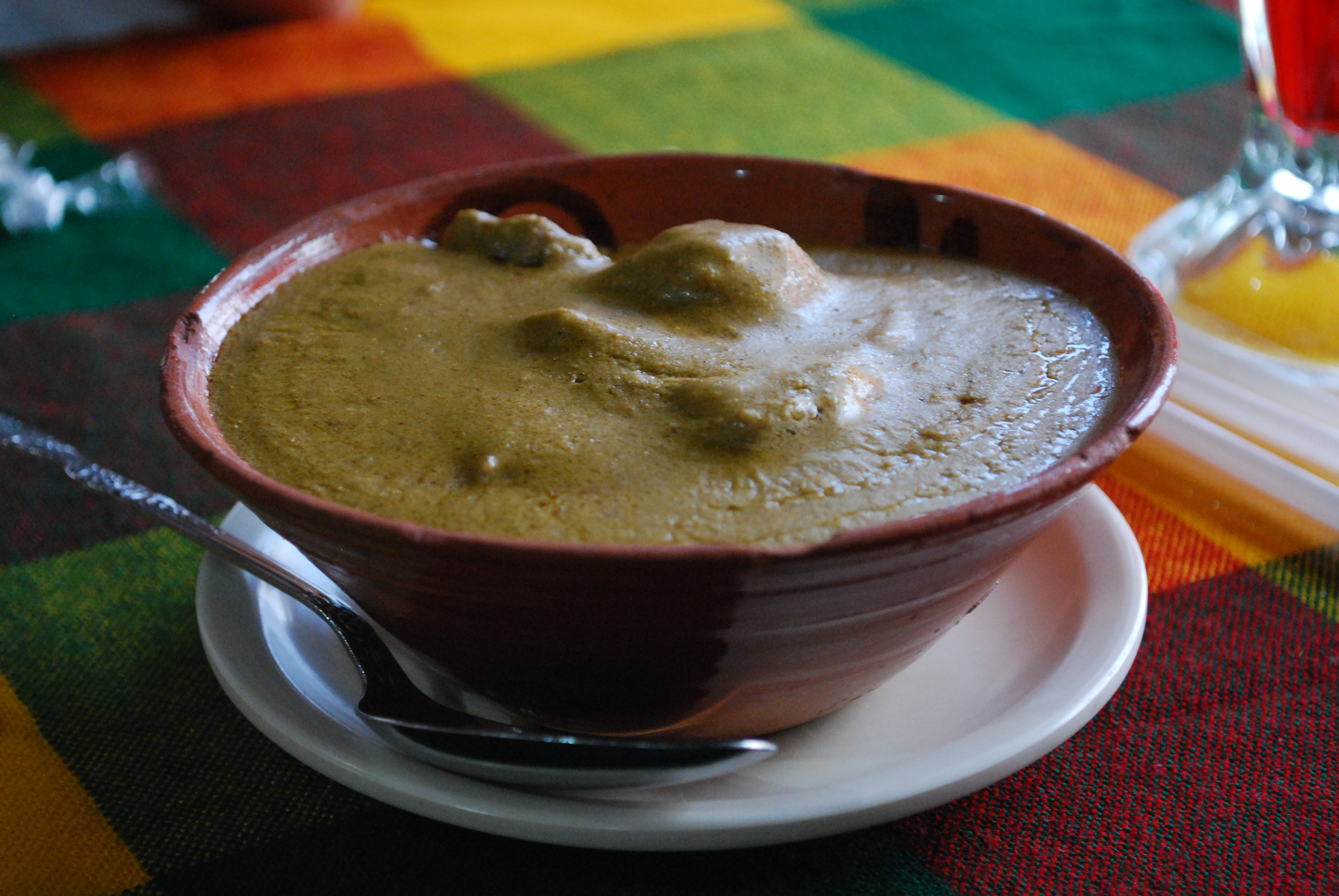
Pepita con tasajo.
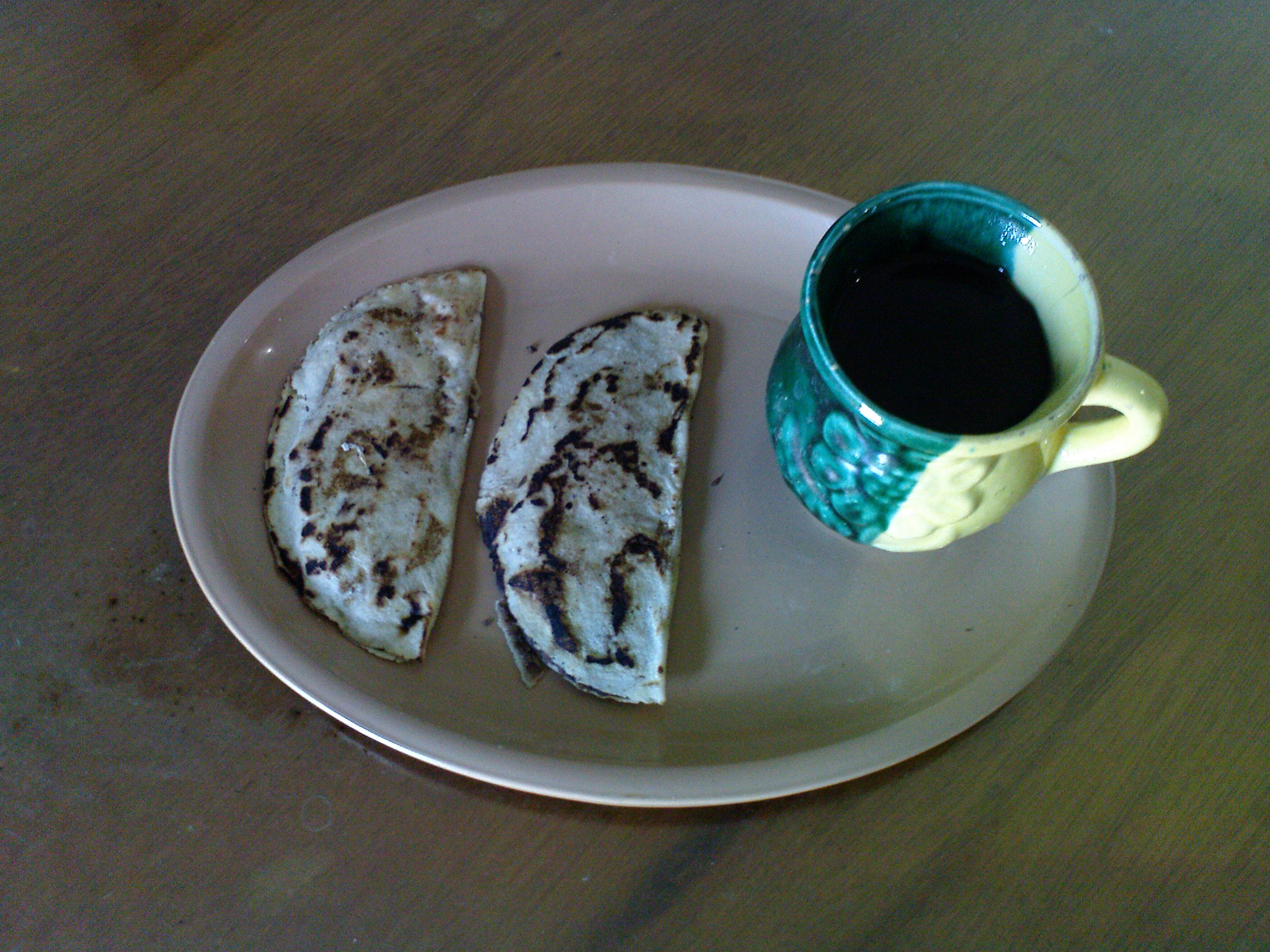
Memelitas de frijol.
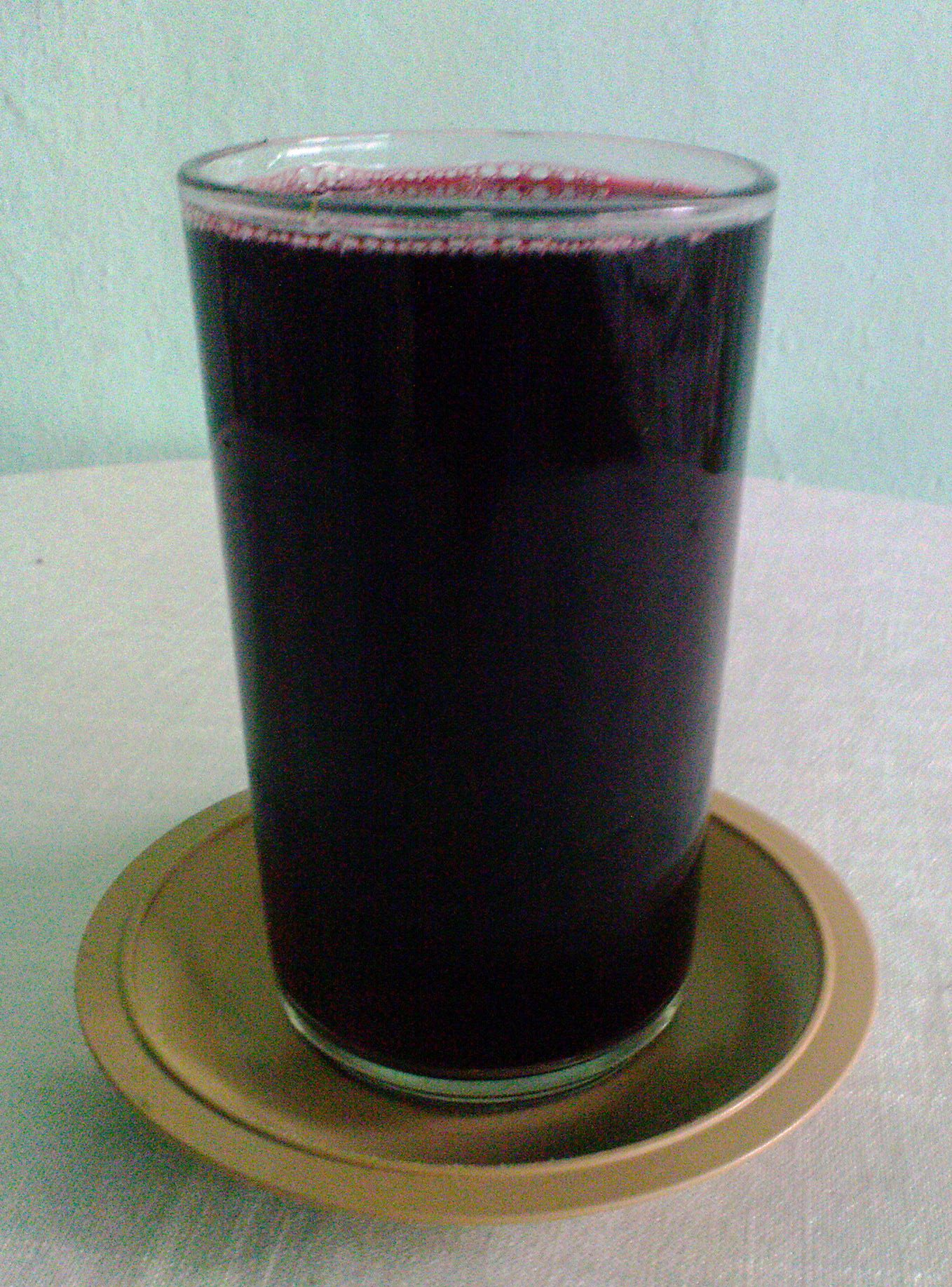
Refresco de temperante.
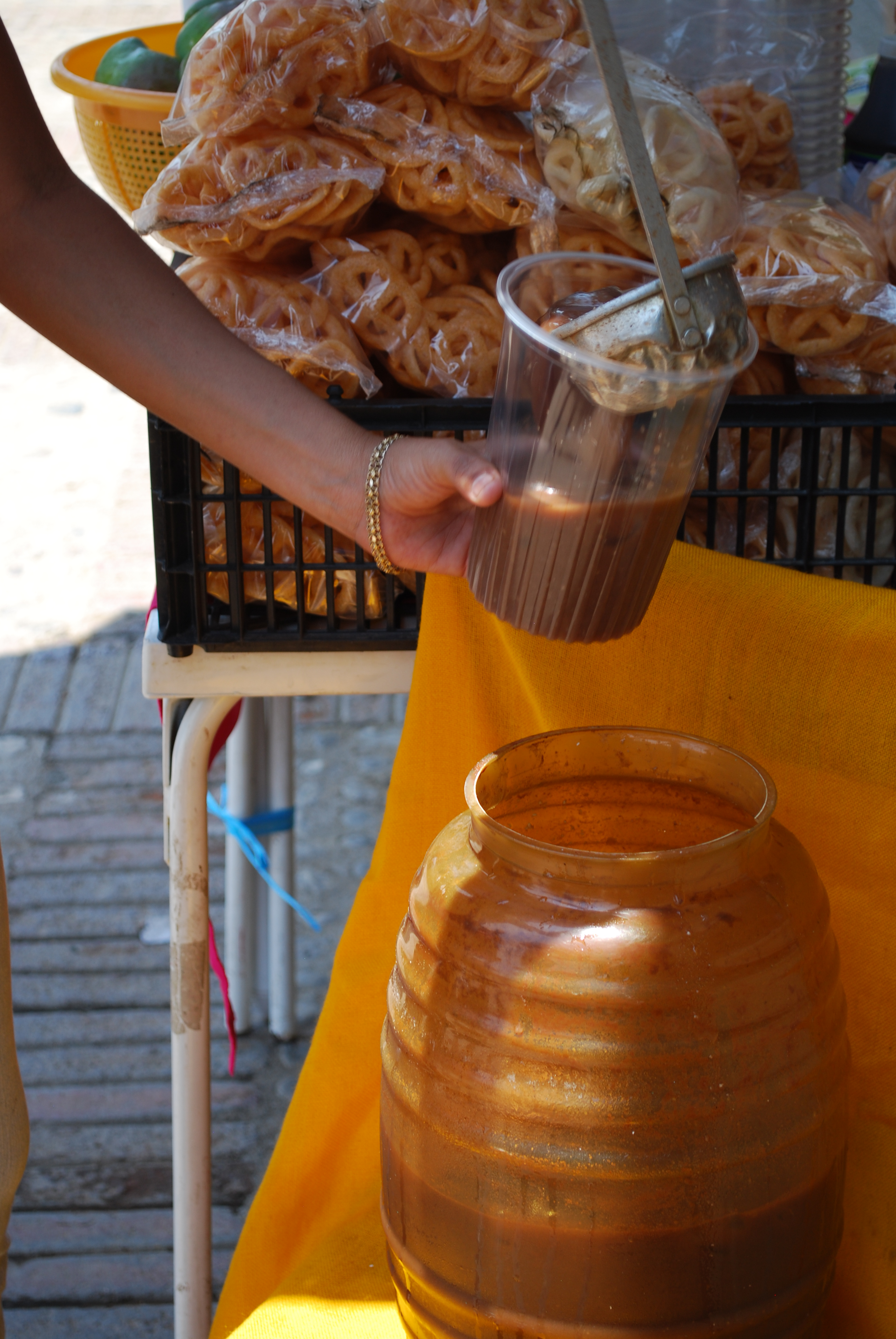
Pozol.

### Música
La música tradicional de Chiapa de Corzo, tiene hondas raíces indígenas, españolas e incluso africanas, como los Zapateados de Chiapa de Corzo, que tienen una gran influencia del flamenco, chaconas, fandanguillos y folías. La música de tambor y flauta de carrizo, la música de banda tradicional y la marimba orquesta. La música tradicional de Chiapa de Corzo también presenta influencia del vals, danzón y el pasodoble (Sacapetroleo).
- Vals Chiapa de Corzo. Anónimo. 1890.
- Audio - El Niño florero (Flor de niluyarilu).
- Audio - Las Chiapanecas marimba
- Batalla Nahuares vs Alférez. La conquista.
- Audio - El Calala (El Tigre y el Venado).
- Audio - Zapateado El Sapo.

### Tradiciones
Sus celebraciones tradicionales como el caballito de Ñumbañulí, la Vaquita, la Comida grande, Semana Santa, Los Parachicos, las Chuntas, las solemnes procesiones de Semana Santa, la celebración de Todosantos, la Danza del Calalá, la celebración de la Cruz de Cunduacán y de la Cruz de Obispo, la celebración del señor de Acapetahua, las Madrinas de los equipos deportivos, las piñatas de los santos, las nocheras, las velaciones de los santos patronos de los barrios, los chamales de Semana Santa, los Alférez y Nahuares, el festival de tambor y carrizo, la guerra de confetis, la misa de gallo de la Iglesia Grande, el baile de los muñecones en la celebraciones, la celebración de los vecinos del año nuevo en la calle, la topada de la flor, el combate, celebraciones de santos de barrios.

### Costumbres
Como la costumbre de reponer el nombre de los abuelos o familiares fallecidos, el llamar Tío o Tía a las personas mayores de respeto, el estreno en la Fiesta de enero, la presentación del primogénito en la Iglesia Grande, la música de marimba en las bodas, bailar los zapateados o sones chiapanecos en las fiestas, los secretos, la tradicional hospitalidad a los visitantes, las curadas de espanto, la coronación de los cumpleañeros, mandar una porción de la comida de la fiesta a los vecinos, la velación de la última teja, las felicitaciones, casarse con las pochotas, los repartidos de los rezos, las velaciones de los santos, caminar con mariachis, la pedida de la novia, invitar a todo el pueblo a los rezos, funerales y a la comida grande; la hora del pozol, los días 15 y 18 de enero las chiapanecas y los parachicos comen puerco con arroz; los días 17 y 20 de enero las chiapanecas y los parachicos comen pepita con tasajo, el día 22 de enero es generalizado en el pueblo comer cochito horneado, la forma de hablar característica del chiapacorceño, el uso de trajes tradicionales en la Fiesta de Enero, en la Fiesta de Enero en Chiapa de Corzo ofrecer bebidas alcohólicas y bocadillos a los visitantes, las vivas en las fiestas o celebraciones, los priostes arrojan regalos en la Fiesta de Enero en Chiapa de Corzo, las piñatas de los santos, llevar velas, panes o galletas a los funerales y a los rezos. El saludo del padrino que consistía en que el padrino saludaba al ahijado tocando su frente, esta costumbre ya en desuso en Chiapa, pero todavía se acostumbra en algunas rancherías y localidades.

### Leyendas
La ciudad cuenta con leyendas como la de los Duendes de la batalla del 21 de octubre, la Mala mujer, los Ojos de Santo Tomás, el Sombrerón, el Tigre de San Sebastián, el Culebrón de Semana Santa, el Líder guerrero Sanguieme, la Tichanila, las Voces de la Piedra Orcada, los Judíos secretos, el Fraile del ex-convento, Doña María de Angulo, la Quema de los santos, la Iglesia de Jerusalén, El Ahorcamiento del Coronel Enrique Verdi Gómez, el Piecito, los Túneles subterráneos de las iglesias, la Luchita, los Niños del ex-convento, el Súbete cuerpo, el Nahual hombre-lobo de la carretera, el Carretón de San Pascualito, el Cacique Nandalumí, Abraham Corzo, el Tío Juanchón, la Cocha con tirante, el Cerro Brujo, el Duende y la hamaca, el Cristo que se pesó, San Antón y el Consagrado, el Cadejo, la Pochota encantada, la Campana grande, Tia Tonaloca, la Viejita del Sumidero, el Brujo y las campanas, el Escudo de Chiapas, el Judío errante, el Cochi de San Antón, la Tentación, el Espericuerpo de la loma larga, el Misterioso reloj del parque, el Chuchón y el Jolote negros, la Escuela de brujos, el Torón del camino de la prepa, las Almas que vienen en Todosantos, la Hora mala, la Campanona y la Campana de agua, el brujo del Cumbujuyú.

## Monumentos naturales

### Cañón del Sumidero
El Cañón del Sumidero donde río Grijalva recorre entre acantilados una longitud aproximada de 23 km, hasta la presa Hidroeléctrica Ing. Manuel Moreno Torres, conocida como Chicoasén, la que por cierto es una de las más grandes de Latinoamérica. Se puede realizar el recorrido del Cañón del Sumidero vía fluvial, embarcándose en la ribera de Cahuaré o el malecón de Chiapa, y pueden observarse paredes verticales con más de 700 metros de altura, así como entrar a cuevas y pasar por cascadas dentro de las que destaca la conocida como el Árbol de Navidad, la Cueva del Silencio y el Escudo de Chiapas.

### El Cumbujuyú
El Cumbujuyú son aguas termales que en lengua chiapaneca significa "baño de jabalí". Este lugar se encuentra en la localidad de Narciso Mendoza, en el municipio de Chiapa de Corzo, sobre la carretera que va a La Concordia.
El Cumbujuyú es un ojo de agua muy pequeño de 12 metros cuadrados, donde brota el líquido vital. Hay una construcción muy antigua; personas nativas de Narciso Mendoza señalan que data de la época de la colonia y cuentan María de Angulo, una mujer aristócrata la mandó a construir después que estas aguas lograron curar a su hijo, quien padecía parálisis.

### Otros

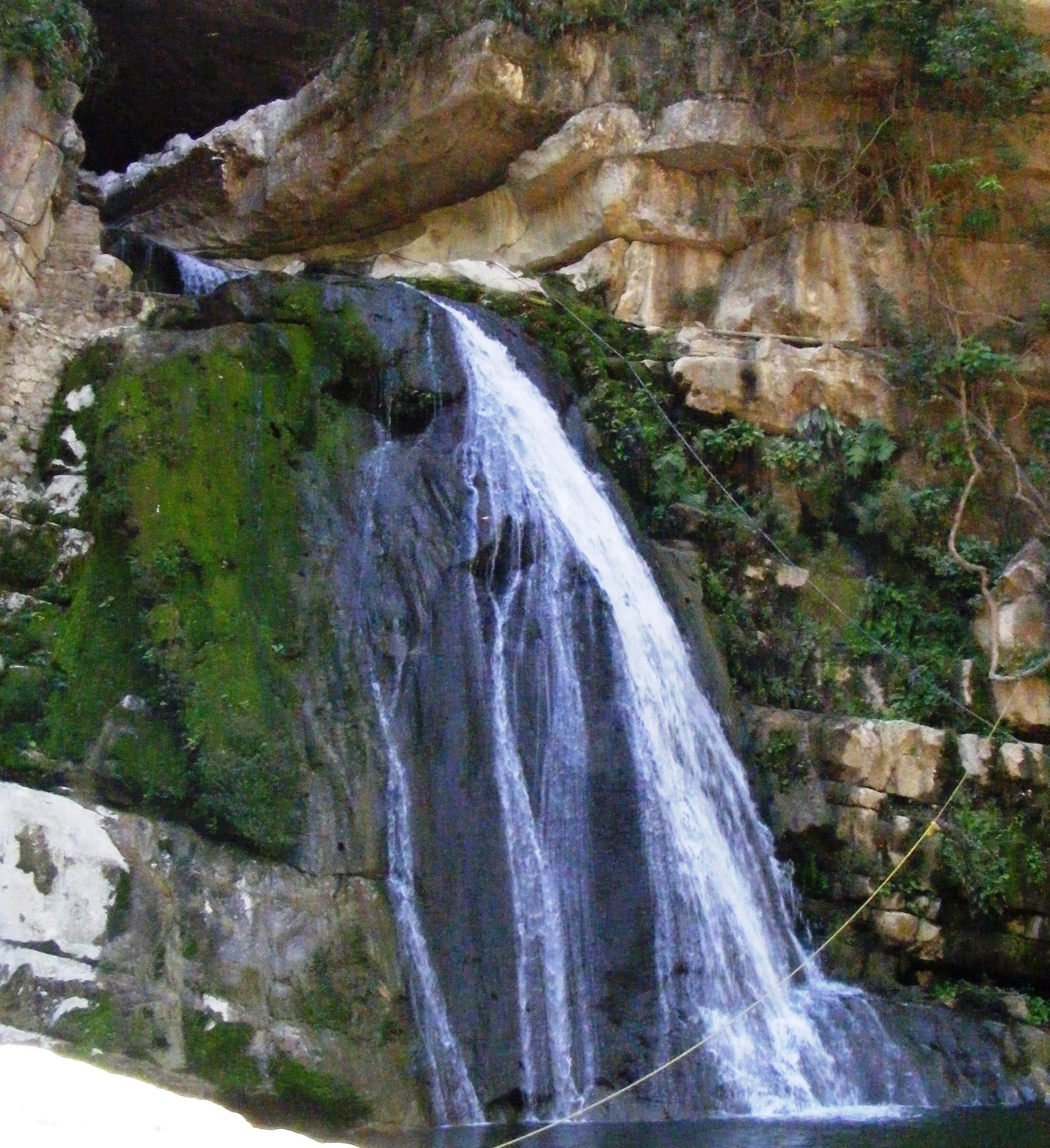
Cascada y Cueva El Chorreadero.

La cascada y gruta del Chorreadero; el Parque de Chiapa de Corzo, la Isla de Cahuaré, el mirador de la Piedra Orcada, el mirador del Templo de San Sebastián, el antiguo cine Lux de arquitectura local de principios del siglo XX, Nandabure, el Campanario de la Iglesia Grande, los Portales, el río Santo de Domingo, el parque temático Amiku, balnearios en las riberas.
Eventos como el Campeonato Nacional de Acuamotos, el concurso de Parachicos, el concurso de la mejor pandilla de chunta, carreras de caballos de las fiestas de los barrios, el Campeonato Mundial de Clavados de Altura, el Maratón Internacional de natación Cañón del Sumidero, la Tradicional Carrera del Parachico, el Festival de Tambor y Carrizo, el Equinoccio de primavera y el Solsticio de verano en la zona arqueológica de Chiapa de Corzo.

## Pueblo mágico

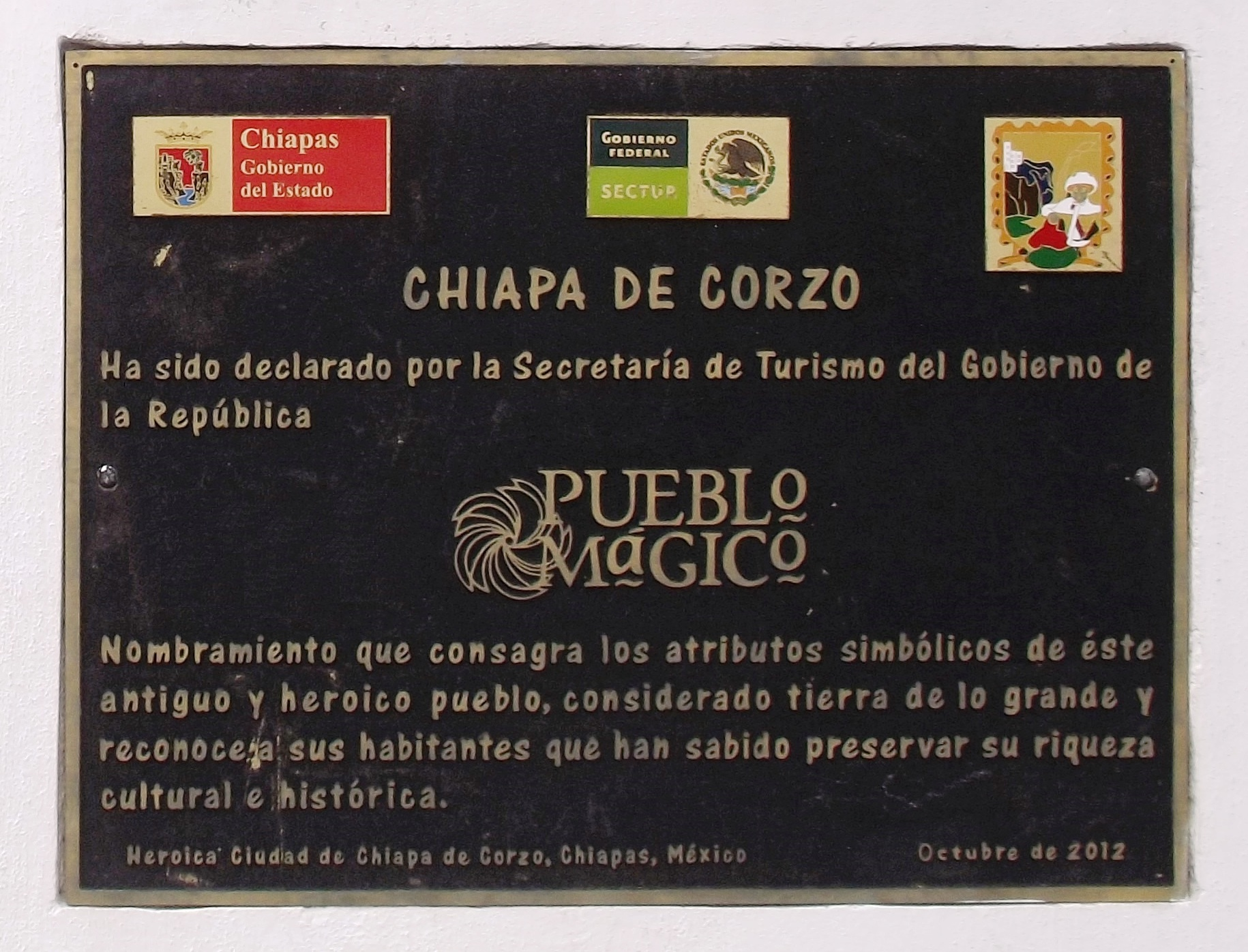
Placa declaratoria de Chiapa de Corzo como Pueblo Mágico

Chiapa de Corzo fue declarado Pueblo Mágico, el 9 de octubre del 2012. Se le concedió dicha denominación turística debido a que tiene atributos simbólicos, por sus tradiciones, por sus elaboraciones de artesanías, por sus diversas leyendas, su historia y también por sus hechos trascendentes.

### Atributos simbólicos
La ciudad cuenta con varios atributos simbólicos como la Pila o La corona, El Cumbujuyú, el río Grande de Chiapa, la campana grande, la Iglesia grande, el Cañón del Sumidero, el Río Grande, la Piedra orcada, la zona arqueológica, el callejón de Acapetahua, el mandrique, el changuti, el parquecito, el exconvento, el antiguo cine Lux, las pochotas de las iglesias, el Puentecito, el Reloj, el puente viejo, el parque, el puente grande, el cerro brujo, el puente grande, los barrios, la plaza de armas, los fuertes, el embarcadero. La fundación del poblado se hizo alrededor de la frondosa ceiba (La Pochota) que se encuentra sobre la margen derecha del río Grande de Chiapa.

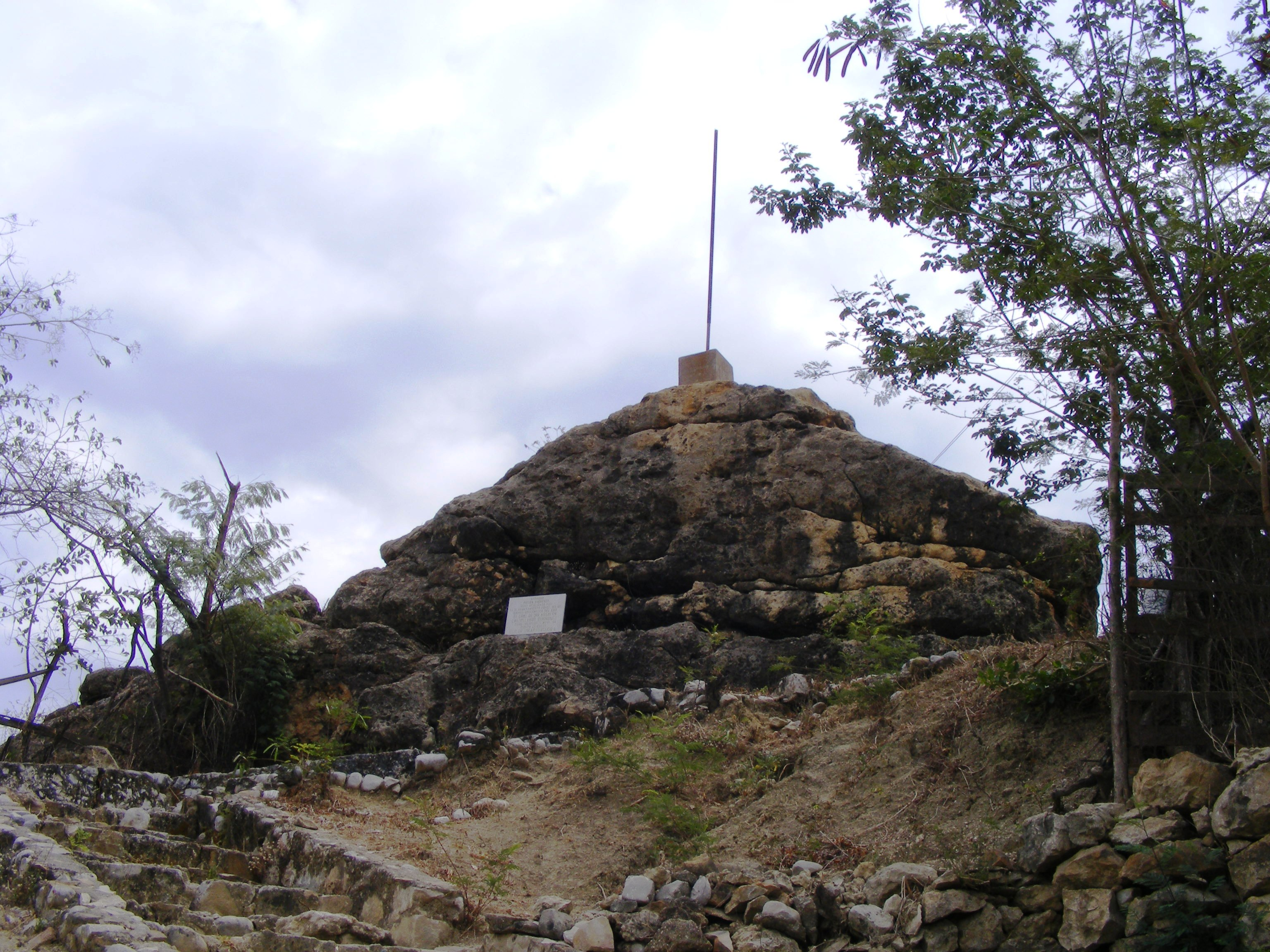
La Piedra Orcada, fue donde los españoles ahorcaron a los últimos guerreros chiapanecas.
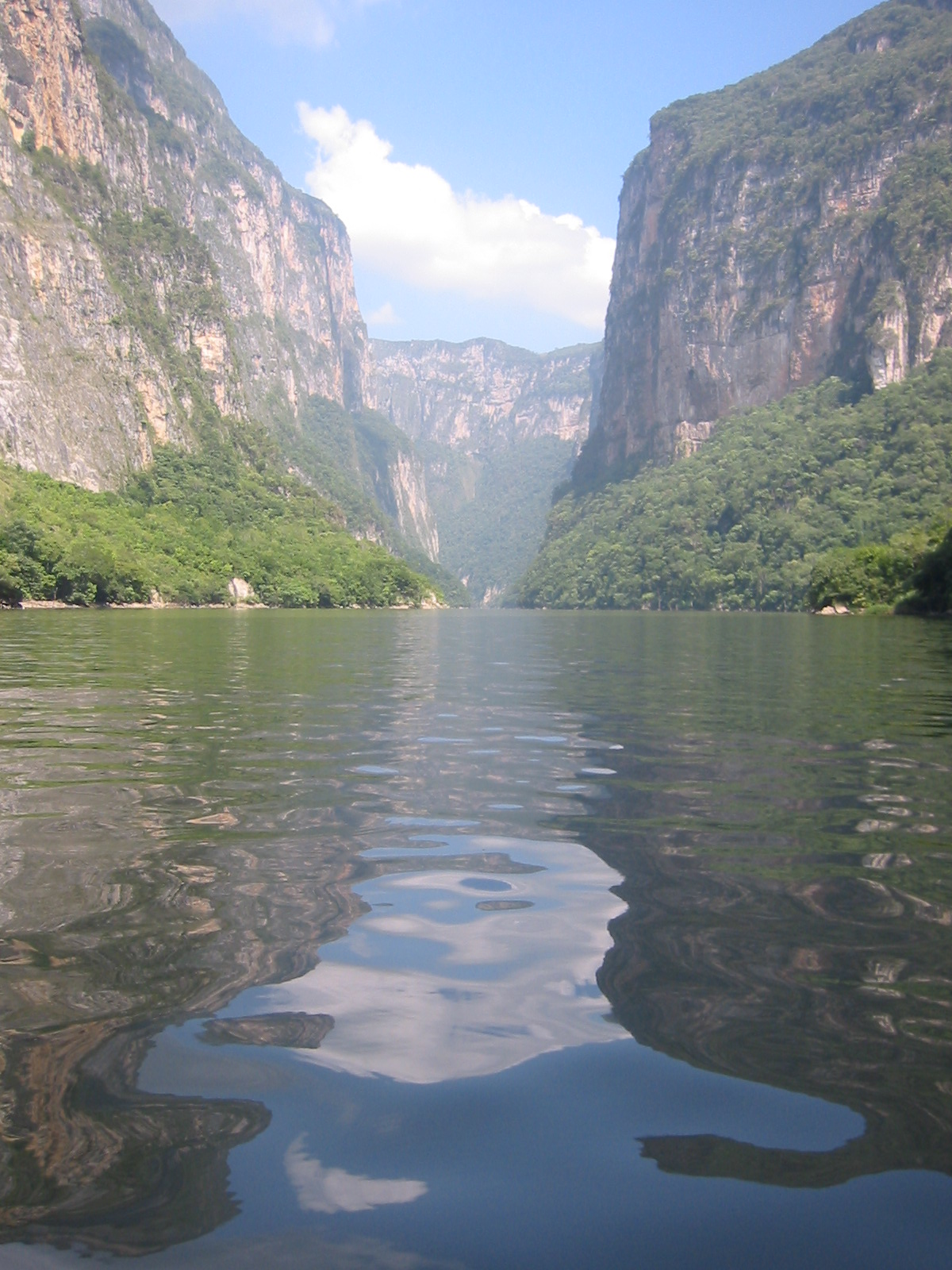
El Cañón del Sumidero, es una falla tectónica, lugar en donde se dio la gesta heroica de los indios chiapanecas.
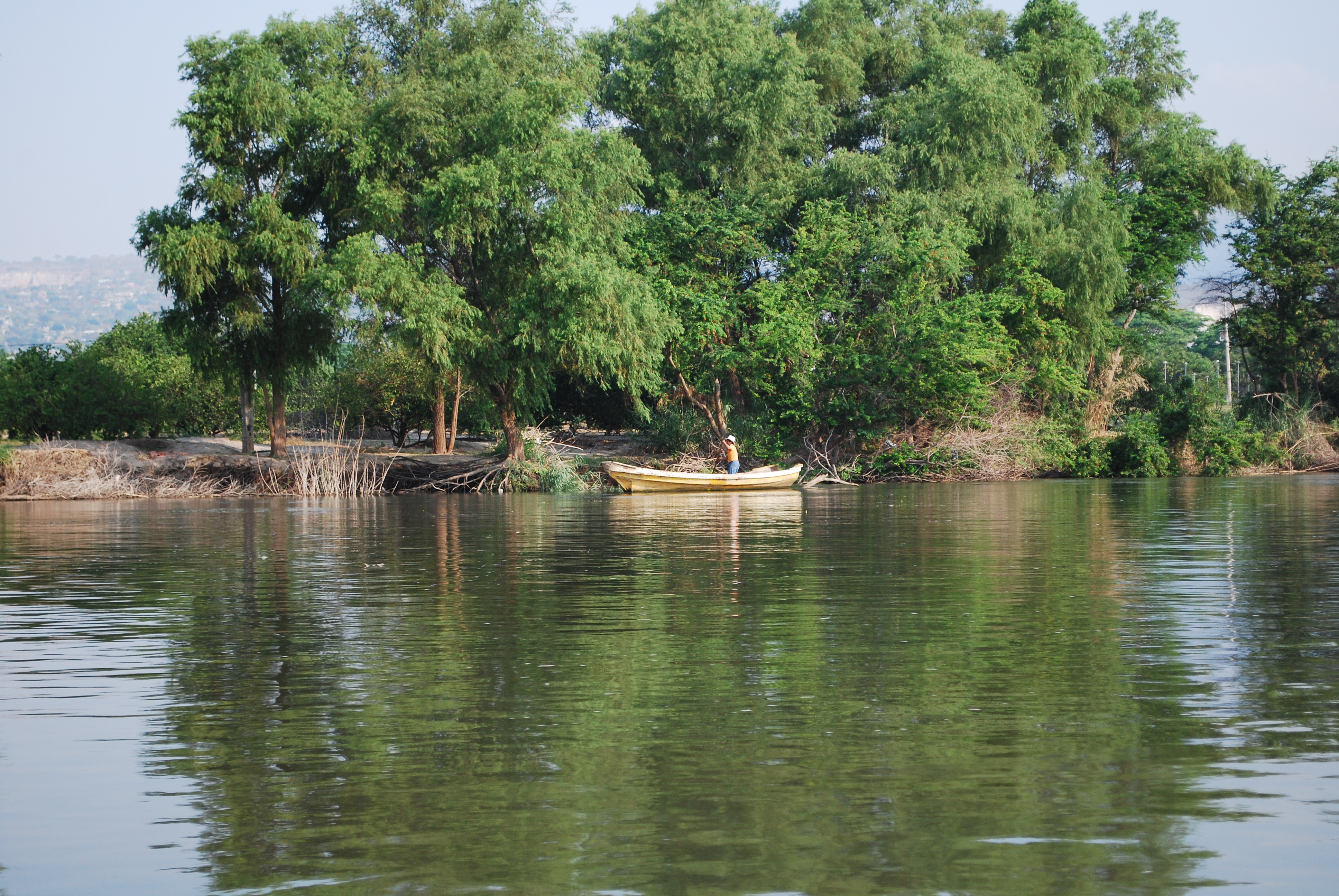
Pescador chiapacorceño en el río Grande o Grijalva.
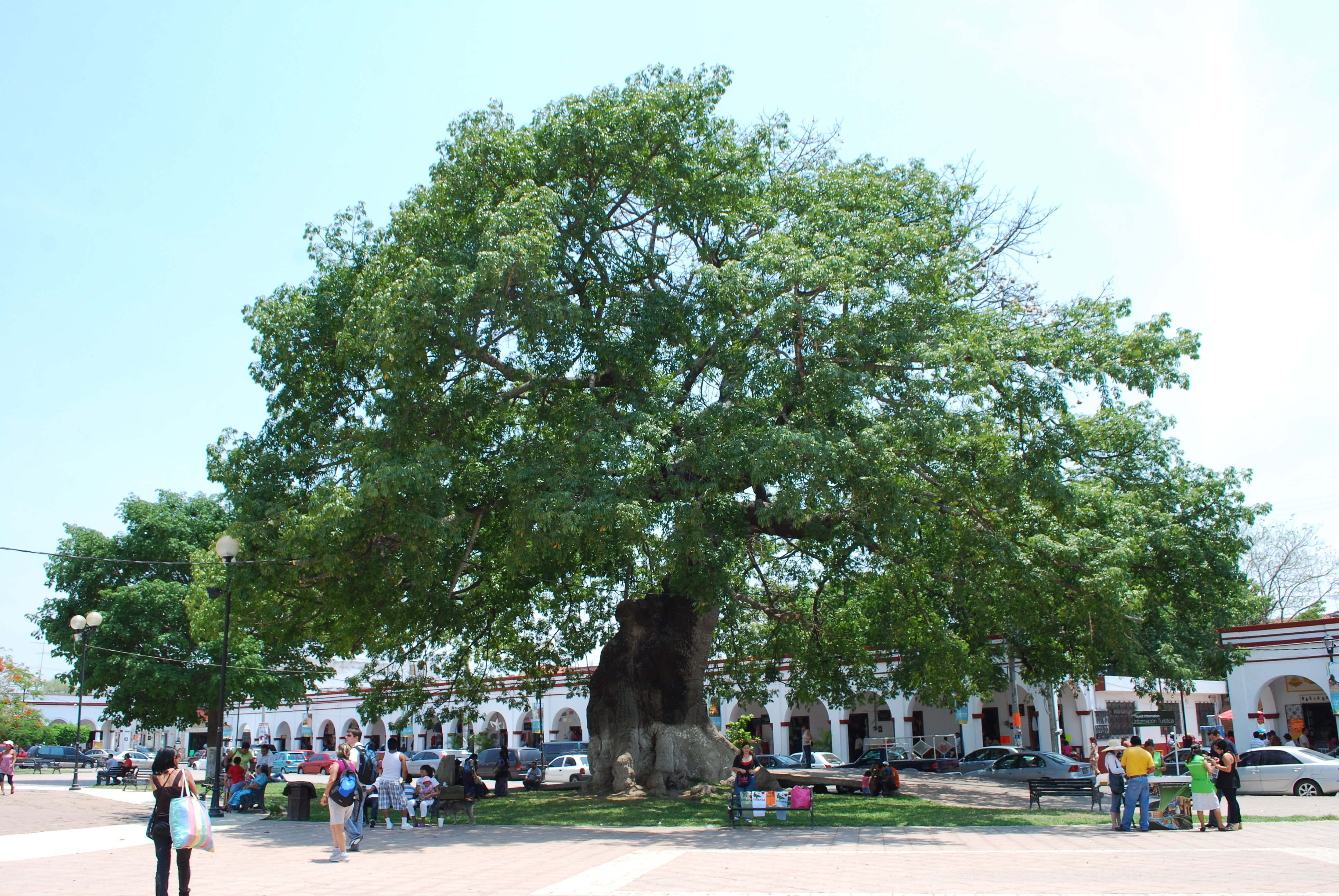
Alrededor de esta ceiba conocida como La Pochota se fundó la ciudad, el 1° de marzo de 1528. Fue declarado árbol histórico.

## Hermanamientos[27]
- Quetzaltenango, Guatemala (2009)[28]
- Tejutla, Guatemala (2012)[29][30][31]
- Catemaco, México (2013)[32]
- Cuéllar, España (2013)[33][34][35]
- Cocula, México (2013)[36]
- San Cristóbal de Las Casas, México (2013)[37]
- Comitan, México (2013)[38][39]
- Tecate, México (2017)[40]